# キングダム ハーツの登場キャラクター
キングダム ハーツの登場キャラクター（キングダム ハーツのとうじょうキャラクター）では、スクウェア・エニックスより発売されているコンピュータゲームキングダム ハーツ シリーズに登場するキャラクターについて記述する。なお、シリーズの著作権はディズニーが持つので、本作のオリジナルキャラクターは全てディズニーが著作権を管理するディズニーキャラクターである。
本項では作品名を以下のように略記する。また、キャラクター名と併記してある「声」については、日本語版 / 英語版の順とし、「登場作品」「声」においてKHFM、Re:COM、KH2FM、Re:coded、BbSFM、KH2.8はその作品のみの登場でない限り省略する。
- キングダム ハーツ （KH）
  - キングダム ハーツ ファイナル ミックス （KHFM）
- キングダム ハーツ チェイン オブ メモリーズ （COM）
  - キングダム ハーツ Re:チェイン オブ メモリーズ （Re:COM）
- キングダム ハーツII （KH2）
  - キングダム ハーツII ファイナル ミックス（KH2FM）
- キングダム ハーツ 358/2 Days （Days）
- キングダム ハーツ コーデッド （coded）
  - キングダム ハーツ Re:コーデッド（Re:coded）
- キングダム ハーツ バース バイ スリープ （BbS）
  - キングダム ハーツ バース バイ スリープ ファイナル ミックス（BbSFM）
- キングダム ハーツ 3D ［ドリーム ドロップ ディスタンス］（3D）
- キングダム ハーツ キー（χ[chi]）
  - キングダム ハーツ アンチェインド キー（Uχ）→キングダム ハーツ ユニオン クロス（Uχ）
- キングダム ハーツ HD 2.8 ファイナル チャプター プロローグ（KH2.8）
- キングダム ハーツIII（KH3）
- キングダム ハーツ ダーク ロード（DR）
- キングダム ハーツ メロディ オブ メモリー（KHMoM）

## ゲームキャラクター

### オリジナルキャラクター

#### デスティニーアイランドの人達・ナミネ
ソラ（Sora）
登場作品：KH、COM、KH2、Days、coded、BbS、3D、KH3、KHMoM
声：入野自由、吉永拓斗（BbS：幼少期） / ハーレイ・ジョエル・オスメント、ルーク・マンリケス（BbS：幼少期）
本シリーズの主人公。デスティニーアイランドに住む少年。キーブレードに選ばれ、仲間達と共に世界を冒険する。

リク（Riku）
登場作品：KH、COM、KH2、Days、coded、BbS、3D、KH3、KHMoM
声：宮野真守、嶋英治（BbS：幼少期） / デビッド・ギャラガー、タイ・パニッツ（BbS：幼少期）
ソラの親友で、キーブレードに選ばれた勇者の一人。作品によっては主人公となる。

カイリ（Kairi）
登場作品：KH、COM、KH2、Days、BbS、3D、KH3、KHMoM
声：内田莉紗、諸星すみれ（BbS、KHMoM：幼少期） / ヘイデン・パネッティーア（KH、KH2、BbS）→アリソン・ストーナー（COM）、アリエル・ウィンター（BbS：幼少期）
本シリーズのヒロインおよび『MoM』の主人公。ソラとリクの親友で、幼い頃にデスティニーアイランドへ現れた少女。またソラやリク同様、キーブレードに選ばれた一人でもある。

ナミネ（Naminé）
登場作品：COM、KH2、Days、coded、BbS、3D、KH3
声：中原郁 / ブリタニー・スノウ（KH2）→ミーガン・ジェット・マーティン（Re:COM～）
『COM』で「忘却の城」でソラ達が出会った記憶を操る少女。常にスケッチブックを持っていて、主にソラ達の思い出を描いている。ソラとリクの幼馴染であるカイリに似ており、彼女自身も自らを「カイリの影」と称する。その正体はカイリのノーバディ。
本来「セブンプリンセス」の一人でノーバディが生じないはずのカイリから彼女が誕生したのは、ソラがカイリの心を解き放つ為に、自分の心と一緒にカイリの心を開放した際にロクサスと共にソラの身体を媒体にして生まれたからであり、厳密に言えば彼女は「ソラとカイリのノーバディ」である。この特殊な出自の為、ナミネはカイリの記憶を持っておらず、ノーバディの中にあって「もっとも儚い影」「真の意味での存在しない者」とされている。またカイリの心がソラの心に直接干渉した為、ソラとその関係者達の記憶を解いて別の記憶と繋げる力を持っており、この能力からXIII機関とディズから「記憶を操る魔女」とも称されている。
忘却の城で生まれてからXIII機関に監禁され、その能力を利用されていた。城にソラ達が訪れた時、XIII機関の命令でソラの記憶を書き換えていったが、アクセルの手引きで開放され、ソラ達にその真実を伝えた。城を管理していた機関員達（アクセルを除く）が倒された後、ソラ達の記憶を再生させる為に彼らを眠りに着かせ、その後はディズとリクと共にトワイライトタウンで彼らの記憶を再生させながら見守っていた。この間（『Days』時）にシオンと接触しており、ロクサスとシオンをソラに戻させるのを躊躇っていたものの、自分自身の取るべき道を決意した彼女に、真実を伝えた。
『KH2』で「仮のトワイライトタウン」に移され、ソラと融合しつつあるロクサスに真実を伝えた後、ロクサスに向かって「また会おうね」と必死に告げた。その後ソラが目覚めた為、用済みとしてディズに始末され掛けるがリクに見逃して貰い、アクセルと共に闇の回廊へと消えていった。その後、「存在しなかった城」に監禁されたカイリを助けて、一度姿を消した後ロクサスと共に再び現れて彼との再会を喜び、カイリと完全に一体化した。『coded』ではジミニーメモのデータ世界の中でデータ化した彼女の分身が登場し、終盤でジミニーメモの謎の文章の真実を告げた。また本物のナミネ自身も、ソラの中に眠る「痛みの記憶」の一つであった。別れ際にソラのデータからオリジナルのソラとの約束だったお礼を言われ、満足したように消滅した。
『KH3』では既にカイリの中に戻っているが、キーブレード墓場での決戦で光の守護者が全滅した際にカイリから弾き出され、終わりの世界にて心だけの状態となっていた所をソラと遭遇。カイリがソラの消滅を食い止めている旨を伝えた。また、面識のあるテラの心に助力を求めと語り、それによって留まりし思念がソラ達に加勢して敗北の歴史が変わる結果となる。自身の復活について「カイリの心に戻れるからそれでいい」「自分を待っている人はいない」と望んでいなかったが、ソラの説得を受けて考えを変え、エンディングではリク=レプリカだったレプリカ体を用いて復活した。ただし、終わりの世界での一連のイベントは任意イベントであり、タイミングを逃すと二度と見られない上にシアターモードにも追加されなかった。
小説版ではアクセル、リクと行動を共にし、消滅の際にアクセルとの再会を願うなど、特にアクセルとの交流が深く描写されている。また、ソラを目覚めさせるという役割を終えた後は、ロクサスがソラの元に帰ったように、自分もカイリの元に帰ることを願うようになっていた。カイリ同様に海に因んだ名前であり、漢字表記は「波音」となる。

#### XIII機関
ゼアノートのノーバディであるゼムナス（Xemnas）を指導者としたノーバディの組織。詳細はリンク先を参照。
ロクサス（Roxas）
登場作品：KH2、Days、coded、BbS、3D、KH3、KHMoM
声：内山昂輝 / ジェシー・マッカートニー
『Days』の主人公。ソラがハートレスになった際に生まれた彼のノーバディで、XIII機関のナンバー13。詳細はリンク先を参照。
アクセル（Axel）
登場作品：COM、KH2、Days、BbS、3D、KH3、KHMoM
声：藤原啓治 / クイントン・フリン
XIII機関のナンバー8。ロクサスとは親友同士であり、敵でありながらもソラ達を何度も助けた。詳細はリンク先を参照。
シオン（Xion）
登場作品：Days、BbS、3D、KH3、KHMoM
声：内田莉紗 / アリソン・ストーナー（Days、KH1.5）→ヘイデン・パネッティーア（その他）
XIII機関のナンバー14として新たに登場した少女で、その姿はカイリと酷似しており、ロクサスと同じくキーブレードを使える。詳細はリンク先を参照。

#### 旅立ちの地の人達
テラ（Terra）
登場作品：KH2FM、BbS、3D、KH3、KHMoM、DR
声：置鮎龍太郎 / ジェイソン・ドーリング
『BbS』の主人公の一人。旅立ちの地でヴェントゥス、アクアと共に修行を重ねていたキーブレード使いの青年。『KH2FM』では留まりし思念の名で最強の隠しボスとして登場した。

ヴェントゥス（Ventus）
登場作品：BbS、3D、Uχ、KH3、KHMoM、DR
声：内山昂輝 / ジェシー・マッカートニー
『BbS』の主人公の一人。旅立ちの地でテラ、アクアと共に修行を重ねていたキーブレード使いの少年。愛称は「ヴェン」。

アクア（Aqua）
登場作品：BbS、3D、KH3、KHMoM、DR
声：豊口めぐみ / ウィラ・ホランド
『BbS』の主人公の一人。旅立ちの地でテラ、ヴェントゥスと共に修行を重ねていたキーブレード使いの少女。

マスター・エラクゥス（Master Eraqus）
登場作品：BbS、KH3、DR
声：井上真樹夫、浪川大輔（KH3：青年期）/ マーク・ハミル、ドレイク・ベル（KH3：青年期）
旅立ちの地を治めるキーブレードマスターで、テラ・ヴェントゥス・アクアの師でもある。顔半分に深い傷跡があり、侍を彷彿とさせる和の雰囲気を漂わせる男性で、性格は厳しい所が見られるが、弟子達を本当の子供のように思う優しい一面も併せ持つ。マスター・ゼアノートとは、修行時代を共にした兄弟弟子の関係にある（エラクゥスの方が弟弟子）。マスターキーパーという名のキーブレードを扱う。エラクゥスとはスクウェア（Square）のアナグラム。
光を絶対のものとし、闇は悪とする思想を持ち、弟子達にも「闇は光で消すもの」と教えを説いている。それに対してゼアノートは、闇を正当化し「光と闇があってこその均衡」が第一と考えており、そのことで意見が対立して争った事があり、顔の傷はその時に負ったものである。過去にそんな出来事があったにも関わらず、ヴェントゥスを預けに来たゼアノートを快く迎え入れ、ヴェンを引き取るなどそれなりに親交は続いていたようである。
ゼアノートのアドバイスでマスター承認試験を行った後、イェン・シッドから世界の異変を知らされ、弟子であるテラとアクアに調査を命じる。旅立ちの時、テラに敗北を恐れないように助言、アクアにはキーブレードマスター達の秘密を教え、さらにテラの監視と飛び出したヴェントゥスを連れ戻すように命じた。
旅を経て、旅立ちの地に戻って来たヴェントゥスから「χブレード」の名を聞いたエラクゥスは、ゼアノートの目的を悟り、彼を止められなかった過ちを償おうと、キーブレードでヴェントゥスを封じ込めようとするが、そこにテラが現れて応戦、感情が高ぶったテラの闇の力に押され深手を負ってしまう。
戦いの興奮から冷め、許しを請うテラを見て自分の厳しい教えがテラの心に闇を作ってしまったことを悟り、二人に武器を向けてしまったことを詫びるも、その直後に背後からマスター・ゼアノートにトドメを刺され、キーブレードを残して消え去った。なお、彼のキーブレードは後にアクアが使用している。
『BbSFM』のミラージュアリーナの新ミッション「光の訓導」では、エラクゥスと同じキーブレードを持つ「アーマー・オブ・ザ・マスター」というボスが出現する。なお、英語版では「Armor of Eraqus」と、エラクゥスの鎧であると明言されている。
『KH3』では若かりし頃の様子が描かれ、当時のゼアノートと共にチェスのようなボードゲームで対戦しつつキーブレード戦争について語り合う。また、『BbS』での死亡時にも完全には消滅しておらず、テラの中に心を宿していた。マスター・ゼアノートがソラに敗れるとテラの中から現れ、まだ負けを認めないマスター・ゼアノートを説得し、アクアとヴェンには謝罪を、テラには2人を守るように告げてマスター・ゼアノートと共に若かりし日の姿となって昇天していった。また、ルシュにマスター・オブ・マスターのキーブレードを継承されたダンデライオンのユニオンリーダー（初代キーブレードマスター）の子孫である事が明らかになった。シークレットムービーでは若かりし頃のゲーム決着後が描かれ、「新しいゲーム」と称して新たに駒を配置し、次なる戦いの始まりを示唆する。
『DR』では修行時代の姿で登場。主人公であるゼアノートのパートナー的存在であり、固定メンバーとなっている。厳格だった老年時とは打って変わって、少年時代は「遅刻と逃げ足が専売特許」を自負するようなお調子者であり、陽気な楽天家である一方で正義感と使命感が強く、しかし非情にはなれないという後のソラに通じる部分の多い性格だった。闇を絶対悪と見做す思想はこの頃からあり、本人曰く「身近に闇の存在を聞くとざわつく」「遺伝子レベルで闇への嫌悪感があるのかも」。上級クラスメンバー失踪に端を発する一連の事件でゼアノート以外の仲間を失いつつも、その6年後には承認試験に合格してキーブレードマスターとなる。しかしその1年後、ゼアノートと最初の対立をする結果となった。承認試験前の旅が思想に変化を及ぼしたのか、旅の直後にはゼアノートに「誰かが闇に迷い込んでも辿れる光でありたい」と語っていた。

#### デイブレイクタウンの人達
マスター・オブ・マスター（The Master）
登場作品：KH2.8、KH3、χ[chi]、Uχ、DR
声：杉田智和 / レイ・チェイス
「主（かれ）」とも呼ばれる予知者達の師であり、XIII機関のメンバーのような黒いフード付きコートの姿をしている。つかみどころのない性格で無邪気かつ突飛な発言をしては周囲を困惑させている。弟子達に時折「鍵が導く心のままに」（本人曰く「心が命じた事には逆らえない」）という言葉を語っており、王様（ミッキー）やアクアもこの言葉に聞き覚えがある模様。
未来を見る能力がある目を持っており、その能力で「自分が予知者達の前から姿を消す未来」を目の当たりにし、6人の弟子のうち5人に、未来に起こる出来事が書かれた「予知書」と、それぞれに異なる使命を与える。また、「『力の不均衡』は征服欲を生み、『闇』に通じる」として「ユニオン同士の統合」を禁じ、キングダムハーツの出現についても「世界に与える影響が未知数」という理由から禁忌としている。
マスターの予知書には、「裏切り者」についての記述があったが、その「裏切り者」が誰なのかはマスターでさえも把握できなかった。そこで「裏切り者」を特定しやすくするために、弟子達に敢えて別々の使命を与え、各々の行動心理の違いを「裏切りの兆候」として見極めるよう、グウラに自分の予知書から「裏切り者」について書かれた一枚のページ（このページは、イラ達がマスターから託された「予知書」には存在せず、「ロストページ」と呼ばれている）を託し、その「裏切り者」を特定して企みを阻止するよう命じ、「裏切り者が誰であろうと、対処は冷徹に行え。最後は自分だけを信じろ」と念を押していた。
少年時代に本当のキーブレード戦争が始まったらしく、当時から「俺以外は論外」と言い切るようなキーブレード使いだった。それから永きに渡って闇との戦いを続けており、闇を勝つべく弟子を育て、様々な準備を重ねて来た。しかし自身は戦いに疲れ、傍観者として一時的にでも休みたいと語っている。
『KH3』のシークレットムービーにも登場しており、月に向かってキングダムハーツをかたどるように手でハートを作っていた。
『Uχ』では回想の中に登場。真の敵である「始祖の闇」の存在を明かし、ルシュに与えた使命以外にも、そもそも予知者を育てた事も、「裏切り者」が存在すると嘯いた件も、ダンデライオンの組織も、全ては「始祖の闇」を倒す為の計画であった事実をルシュに語っていた。
『DR』では、上級クラスメンバー失踪事件の1年後に闇の回廊で倒れていたゼアノートを助け出し、彼に狭間の者の衣（黒コート）を渡していた。その礼として世界の「人の心」を見てくるように告げた。このやり取りがReMINDの回想へと続いていく。
イラ（Ira）
登場作品：χ[chi]、Uχ、KH2.8、KH3
声：梅原裕一郎 / マシュー・マーサー
ウニコルニス・ユニオンを率いるユニコーンのマスクを付けた予知者。マスター・オブ・マスターからは「自分（マスター）が居なくなった後の予知者達のまとめ役」を命じられる。堅実かつ思慮深い性格で6人の弟子たちの中でも最も優秀であるとされるが、その生真面目過ぎる性格故になかなか行動に移せない面もある。
マスター・オブ・マスターが去った後、ナイトメア化したチリシィを発見した事で予知者達の中に裏切り者がいることを告発するも、それをきっかけに予知者達は疑心暗鬼になりやがて身内同士での争いへと発展してしまう。
インヴィ達との戦いで負傷したアセッドから「ロストページ」の存在と、その所有者がグウラであることを聞き、ロストページを手に入れるべくアヴァにグウラの引き渡しを求めるが拒否され、黙ってその場を立ち去った。
キーブレード戦争ではプレイヤーにとどめを刺そうとしたアセッドに斬り掛かり、決着をつけるべく戦い始める。その為、プレイヤーと直接戦う機会は無い。
戦争後は行方不明だったが、『KH3』のエピローグにてアヴァを除く他の予知者と共にルシュによってこの世界に呼び戻されている。
インヴィ（Invi）
登場作品：χ[chi]、Uχ、KH2.8、KH3
声：花澤香菜 / カリッサ・リー・ステープルズ
アングイス・ユニオンを率いる蛇のマスクを付けた予知者。マスター・オブ・マスターから「他の予知者達の監視」を命じられる。高潔な性格でマスター・オブ・マスターやイラに対して絶対な信頼を寄せている。その一方で、アセッドには少なからず警戒している。
ナイトメア化したチリシィが発見された後も監視役として慎重な姿勢を崩さず中立を保ち、アセッドの「ユニオンの同盟」の申し出を「マスターの教えに逆らう行為」として拒否するが、疑心暗鬼になり暴走するアセッドを止めるため剣を交えた。アセッドにやられたグウラがアヴァに匿われると、その居場所をイラに報告し、アヴァに咎められる。その後、あくまで均衡を保つというスタンスを崩さないまま世界の終わりを少しでも先延ばしにするべく、自身もルクス集めを強化する。
キーブレード戦争ではせめてプレイヤーを楽に送るべく戦いを挑んでくるが、その強さを知ったことで「生き延びなさい」と告げて去っていく。
アセッド（Aced）
登場作品：χ[chi]、Uχ、KH2.8、KH3
声：木村昴 / トラヴィス・ウィリン
ウルスス・ユニオンを率いる熊のマスクを付けた予知者。マスター・オブ・マスターからは「イラのサポート」を命じられる。勇猛かつ剛健実直な性格で力に拘り過ぎる傾向があり、感情的になりやすく暴走しがち。
マスターが去った後、「『闇の勢力』に対抗するため」として、マスターから禁じられていた「ユニオン同士の統合」を他の予知者達に呼び掛けたり、インヴィやイラに対する不満を露にするなど、周囲との衝突が目立つようになる。ついには疑心暗鬼のあまり予知書すら信じられなくなり、光の消滅という結末を回避すべく自身が救世主になろうとしてインヴィと剣を交えるも、アヴァとグウラの加勢によって取り押さえられた。その後、グウラに狙われるも返り討ちにし、疲弊した状態でイラに手を差し伸べられ、一旦は和解する。しかし結局は他の予知者を追放し、自身が力でユニオンを束ねるという考えに行き着き、開戦を加速させてしまう。
キーブレード戦争開戦前に一度プレイヤーと戦う。戦争時に再戦し、その強さを脅威と見做してとどめを刺そうとするもイラの介入で失敗。決着を付けるべくイラと戦う。
グウラ（Gula）
登場作品：χ[chi]、Uχ、KH2.8、KH3
声：石川界人 / ケビン・クイン
レオパルドス・ユニオンを率いる豹のマスクを付けた予知者。マスター・オブ・マスターからは「予知書の謎（裏切り者）の解明」を命じられる。冷徹な性格で勘が鋭いものの、仲間意識は低く個人主義な行動も多い。洞察力も優れており、予知者にバラバラの使命が与えられた意図を即座に見抜くも、マスター・オブ・マスターには「頭良過ぎてイヤ」と評されている。
マスター・オブ・マスターから唯一、他の予知書にはないロストページを受け取りそこに記載された裏切り者を見つけ出し処断する使命を与えられていた。暴走するアセッドを裏切り者として目星をつけ処断しようとするも、グウラが「裏切り者の存在」を把握していながら隠していたという事実に憤慨したアセッドの返り討ちにあってしまい、重傷を負う。その後はアヴァに匿われ、彼女にマスター・オブ・マスターを呼び戻すべくキングダムハーツを出現させようと提案するも断られた。
キーブレード戦争前にはプレイヤーとスクルドに尋ねられ、真実を知るであろうルシュの存在とロストページの内容を教えた。戦争時にはプレイヤーと戦うがその強さに驚き、「本気を出さないとマズい相手ならパス」と言って去って行った。
アヴァ（Ava）
登場作品：χ[chi]、Uχ、KH2.8
声：宮本侑芽 / イザベラ・モナー
ウルペウス・ユニオンを率いる狐のマスクを付けた予知者。マスター・オブ・マスターからは「自分のユニオンとは別に、ユニオンの隔たりを越えた優秀なキーブレード使いを召集・訓練する役目」を命じられる。慎重かつ心優しい性格で争いを好まない。グウラからも「いつもアヴァは正しい」と評されている。予知者では最も若く、キーブレード使い達とも歳が近いらしい。
マスター・オブ・マスターが去った後、アセッドから「ユニオン同士の同盟」を持ちかけられた際、「『闇の勢力』に対抗する」という目的には理解を示しながらも、「マスターの教えに逆らう訳にはいかない」として断り、自身のユニオンとは別に「ダンデライオン」と呼ばれるキーブレード使い達を組織し、やがて来る光の消滅という結末に備えて訓練していた。予知者達の間で思いのすれ違いから争いが起き、「彼（か）の地の大戦で光は敗北し消滅する。世界は永遠の闇に覆われることとなる」という予知書通りの結末へ世界が向かっていく中、ダンデライオンのキーブレード使い達に、キーブレード戦争が起きた際には参加せず、他の世界へ旅立ってほしいと伝えた。
キーブレード戦争開戦前にはルシュを発見し、彼から裏切り者の正体とマスター・オブ・マスターの真意を聞かされて愕然とするが、それを信じられず否定し、ルシュにキーブレードを向ける。その後はキーブレード戦争に現れ、様子がおかしいままプレイヤーと戦う。戦闘後はプレイヤーにダンデライオンと共に戦場を離れるように告げて去っていった。
『Uχ』でダンデライオンの中から戦争後の世界で新たにユニオンリーダーを5人選出することと、その中の1人に予知書を引き継いでもらうようにマスター・オブ・マスターから使命を受けていたことが判明した。後に予知書はブレインに渡していたことが判明するが、マスター・オブ・マスターに指示されたのは別のリーダーであり、運命を変えるために敢えて指示に背いたアヴァの判断によって彼に託されていた。
『KH3』のエピローグで予知者達がルシュに呼び戻される中で唯一姿を現していないが、ルシュは「アヴァはアヴァの使命を全うしたから」と述べており、心当たりがある態度を見せていた。
ルシュ（Luxu）
登場作品：KH2.8、Uχ
声：津田健次郎 / マックス・ミッテルマン
6人の弟子のうちの一人である人物。XIII機関のメンバーやマスター・オブ・マスターと同じく黒いフード付きコートの姿をしている。
弟子達の中で唯一、予知書を渡されなかったが代わりにマスター・ゼアノートの物と同一のキーブレードと黒い箱（中身は不明だがマスター・オブ・マスター曰く「サプライズ」）を渡される。マスター・オブ・マスターからは他の5人の弟子達に予知書が行き渡った事を確認した後に旅に出るよう言い渡される。なお、予知書の写しは渡されていないため、予知者には含まれていない。
彼の使命は「弟子を育て後世までキーブレードを継承していく事」。彼が渡されたキーブレードにはマスター・オブ・マスターの目を用いた眼球が埋め込まれており、この目によって後世までの出来事を見る事でマスター・オブ・マスターは予知書を書き上げていた。その後、キーブレード戦争が終結した直後のキーブレード墓場を訪れ、光の消滅によって終わりを迎える世界を見届けた。
『KH3』のシークレットレポートにおいて渡されたキーブレードをダンデライオンのユニオンリーダーの誰かに継承していたことと、自分も肉体を入れ替えながらそのキーブレードを監視していたこと、さらにそれ以外にも他の使命を帯びていたことが判明した。また、レポートの#11～13の著者は彼である。エピローグでその正体が明かされ、アヴァを除く予知者達を呼び戻している。その際にアヴァにだけは自分の使命を全て伝えていたことを明かした。
『Uχ』では『χBC』で描かれたシーンの続きが描かれており、マスター・オブ・マスターの真の意図を聞かされている。彼こそがマスターの意図を知った上でそれに沿って行動した「裏切り者」であり、『χBC』における予知者の諍いも予知書に書かれたその記述を利用し、闇を宿らせる不安や疑心などの感情を予知者に抱かせるための虚構であった。それも含め、「闇」と戦うための計画が多大な犠牲を伴うものである事で反発はするものの、助ける手段も存在すると知って最終的には従っている。ダンデライオン達については「見守るのは良いが手出しは禁止」と言い付けられており、直接助ける事はできなかったが、密かに「未来に撒く光の種、真のダンデライオン」と称して謎の白装束を未来に転送した。その後、現実世界に帰還して一人デイブレイクタウンに残ったブレインの前に現れ、彼の優秀さを評価し「人生を一度で終わらせるのは惜しい」と語って共に姿を消した。また、これまで明かされていなかった使命として、マスター・オブ・マスターやキーブレード使い達が未来に跳んだ際にその時代で体を復活させるための標＝「その者の記憶を持つ者」になるという役割が明かされた。しかしレポートに記述されていたキーブレードの継承は描かれておらず、エンディングではブレインと同じ顔をした人物が黒い箱とマスター・オブ・マスターのキーブレードを携えていたが、その意味も謎のままである（その後のエピローグではブレインは未来のスカラ・アド・カエルムに飛んでいる）。
エフェメラ（Ephemer）
登場作品：χ[chi]、Uχ、KH2.8、KH3
声：上村祐翔 / マイケル・ジョンストン
キーブレード使いの一人である少年。予知者であるアヴァにも気軽に話しかける社交的な性格をしている。
光が当たり前のようにある平和な世界に疑問を感じており、いつかその謎を解き明かしたいと思っている。その最中にプレイヤーと出会い、アヴァとの会話でも「無口で変な奴」と友達になったと明かす。プレイヤーと共に探索に向かう約束をしていたが、その前にダンデライオン及びユニオンリーダーへの誘いを受けており、約束の場に現れなかった。キーブレード戦争後、倒れ伏すプレイヤーをスクルドと共に迎えに来る。
『Uχ』でアヴァにダンデライオンのユニオンリーダーのひとりに選出される。キーブレード戦争後はユニオンリーダーの中心的存在となり、マスター・オブ・マスターの意図やデータ世界の真実を知っても尚、希望を捨てる事なく皆をまとめ続けた。データ世界崩壊前にはプレイヤー、スクルドと共に敢えてデータ側に残り、去り際のブレインから予知書とマスターキーパーを託された。その後の「闇」の襲撃からプレイヤーだけでも逃がそうとするが、一芝居打ったプレイヤーに斬り掛かられ、彼（彼女）を「闇」諸共ゲートの先に押し出す形で「闇」を撃退する。その後、スクルドと共に現実に帰還し、自身の手で討ってしまったプレイヤーのことを想い涙を流しながら箱舟で未来へと飛ぶ。辿り着いた先は崩壊が終わったデイブレイクタウンの跡地であり、その後は初代キーブレードマスターとなってスカラ・アド・カエルムを創設したと語られる。即ち、マスター・エラクゥスの先祖でもある。
『KH3』では時間遡行後の戦いにて、デビルズウェーブに突っ込もうとするソラの前に「謎の少年」の思念として現れ、古のキーブレード使い（『χ[chi]』のプレイヤー達）と共に無数のキーブレードとなって力を貸した。
『DR』では、実はマスター・ゼアノートの先祖でもあった事実が判明した。
チリシィ（Chirithy）
登場作品：χ[chi]、Uχ、KH2.8、KH3、KHMoM
声：金田朋子 / ララ・ジル・ミラー
マスターが作り出した使い魔で、ドリームイーターのスピリット。サイフのような物をぶら下げている。
キーブレード使いの数だけ存在し、性格も付いている人物の影響を受けるため様々。付いている人物の心に闇が芽生えるとナイトメアになってしまう。また、キーブレード使いと紐付けられているため、パートナーが命を落とすと間も無く自身も消滅する定めにある。
『KH3』では終わりの世界にて1体のチリシィがソラの前に現れる。「過去の記憶が無く、今の仲間達と楽しく過ごしている彼」を待っているという。どこかぶっきらぼうな性格で「めんどくさい」「本来の役目じゃない」と毒付きながらも、ソラが存在を取り戻す為に協力する。ReMINDでもソラが再び終わりの世界を訪れた際に現れ、ソラのやろうとしている事の危険性を訴えつつもまた協力した。『KH3』エンディングでは旅立ちの地に突如現れてヴェンに迎え入れられていたが、これはカイリ救出後のソラに伴われて来た事と、待っている「彼」がヴェンであった事がReMINDで明らかになった。
『χ[chi]』『Uχ』ではプレイヤーの相棒であるチリシィがストーリーに関わってくる。プレイヤーと共に多くの世界を回りながら友情を育んでいくが、その最中に黒く変色したチリシィも姿を見せる。黒いチリシィはプレイヤーのチリシィの行動を妨害したり、プレイヤーを闇に傾倒させようと揺さぶりを掛けるなどで対立し、やがてプレイヤーのルクスを奪うべく黒装束を嗾ける。キーブレード戦争開戦直前には自身がプレイヤーの闇から生まれた存在である事を明かし、最後は黒装束を吸収してナイトメア・チリシィと化すもプレイヤーに敗れ、「また別の夢で会おう」と言い残して消滅した。プレイヤーのチリシィは共にキーブレード戦争へと向かう。
『Uχ』では、キーブレード戦争後に真相を知りつつもプレイヤーの悲劇の記憶を上書きする為に、敢えて何も告げず側に居続ける。その傍らでエフェメラ達とも連絡を取っていた。最後はプレイヤーと共にポータルケーブルに閉じ込められ、プレイヤーに「眠りに就くか、他の新しい心に溶けるか」と問いかけ、プレイヤーの返答を聞いた後に「おやすみ」と告げた。曰く、パートナーの心が眠りに就くと、自身も（本来の）スピリットへと姿を変え、その心を守ると言う。
プレイヤー（Player）
登場作品：χ[chi]、Uχ、DR
『χ[chi]』および『Uχ』の主人公。キーブレード使いの一人である少年、もしくは少女。所属ユニオン、名前、性別、容姿はプレイヤー毎に異なる。ゲーム的な意味とは別にチリシィ達はキーブレード使いを「プレイヤー」と呼ぶが、本頁では主人公としてストーリーの中心に立つキーブレード使いを指す。当初はゲームを遊ぶプレイヤーの分身的存在であり、台詞も無くエフェメラに「無口で変な奴」と評されるほどキャラクター性は薄かったが、ストーリーが進むにつれて一人のキャラクターとして自発的に発言したり能動的な行動を取るようになっていく。お人好しで勘も鈍く、各ワールドでは厄介毎を背負い込んだり、時には頓珍漢な行動を取ってチリシィに突っ込まれる。しかし終盤には闇の気配を感じ取ったり、咄嗟の機転を働かせる勘の鋭さや聡明さも見せる。
チリシィと共に数々の世界を回ってルクスを集めていたが、ひょんな事からエフェメラと出会い、ユニオンの垣根を越えた友情を築く。世界の仕組みに疑問を抱く彼と共にその謎を解き明かすべく行動するも、一緒に探索する約束をした日にエフェメラが現れず、今度はエフェメラのパーティーメンバーだったスクルドと出会う。その後、アヴァにダンデライオンへの誘いをスクルド共々受けるものの、選ばれない大多数のキーブレード使いを案じて答えを保留とする。その数ヶ月後、疑心暗鬼からデイブレイクタウン内でキーブレード使い同士の争いが多発し、事態を収束するべく予知者達を尋ねるなど奔走するが戦争勃発の時は刻一刻と迫り、ダンデライオンとして外の世界に旅立つスクルドを見送って自身はキーブレード戦争に向かう。キーブレード使い達が倒れていく中、「まだ終わりじゃない」という意志の元、たった一人で予知者達を相手に獅子奮迅の戦いを繰り広げるも遂に力尽きて倒れてしまう。そのまま消滅を待つはずが、その場にエフェメラとスクルドが現れ、ようやく再会したエフェメラに「一緒に行こう」と手を差し伸べられ、結果的に後追いでダンデライオンに参加することとなった。
『Uχ』では途中までは同じ展開を辿るが結局戦争は起こらず、「ユニオンクロス」で新たな仲間と共にパーティーを組んだり新しい世界に赴くなどで変わらず活躍を重ねる。実はこれらは夢による追体験が含まれており、ダンデライオン達が戦争や世界の消滅で背負った「悲劇の記憶」を上書きするべく、エフェメラ達ユニオンリーダーによって施されている処置であると判明する。つまり『χ[chi]』におけるキーブレード戦争は紛れもない事実であり、戦争後に回収されたプレイヤーが戦争前までのみを追体験しつつその後の新たな物語を展開しているのが『Uχ』である。そのため、戦争時の事は覚えていないが時折悪夢にうなされる様子が描かれている。
ユニオンリーダーの動向は与り知らぬまま冒険を続けていたが、エフェメラとの再会を機に徐々に彼らと関わりを持ち、「闇」との戦いにて自らその渦中に飛び込み、彼らと行動を共にするようになる。最終局面では迫り来る「闇」との戦いでエフェメラに「お前だけでも生き延びろ」と告げられるも、直後に「闇」に憑依されて豹変し、エフェメラとスクルドを圧倒してしまう。しかし満身創痍のエフェメラが放った光に貫かれ、そのまま開いたゲートに「闇」諸共吸い込まれる。実は「闇」に憑依されたのもエフェメラ達に斬り掛かったのも全て演技であり、ゲートの内部のポータルケーブルに自分ごと「闇」を閉じ込めるのが目的であった。「闇」を出し抜いた後は自らゲートを閉じ、その場に倒れる。やがてキーブレード使い達の心が眠りにつく中、チリシィから「眠りにつかなければ新しい心に溶けていく」と聞かされ、ただ「まだ旅は続きそうだ」とだけ返して光の中に消えて行った。その脳裏には後に「ゼアノート」と名付けられる赤子と、その後の彼の人生が映っていた。
『DR』では彼（彼女）が繰り広げていた冒険を幼いゼアノートが夢で繰り返し見ており、彼に外の世界への好奇心を与えていた。何故そのような現象が起きていたのかと言うと、ゼアノートの育ての親であるローブの老人こそが転生したプレイヤーだからであり、ゼアノートがすぐ側に居るプレイヤーの心を感じ取っていた為である。『Uχ』の後に二度目の生を受けたプレイヤーは「彼の地の大戦によって 光は敗北し消滅する。世界は永遠の闇に覆われることとなる」という予知書の一節を知ったことで、世界を闇から救う「運命の子」を探していた。後に、エフェメラの血脈であり、他者と心を重ね感じ取る事ができるゼアノートこそが「運命の子」だと信じ、赤子だった彼を母親から引き取り、「運命の島」であるデスティニーアイランドで育てた。ゼアノートにも慕われており、老いて闇に傾倒した後の彼にすら未だ「恩師」と敬われるほどだった。ゼアノートが外の世界に旅立てるまで育てると、役目を終えたことで再び別の心へと溶けていった。
スクルド（Skuld）
登場作品：χ[chi]、Uχ
キーブレード使いの一人で、長い黒髪の少女。真面目な性格で、アヴァに似ているとも言われる。エフェメラとは同じパーティーを組んでいた。
せっかく作ったパーティーに誰も入ってくれなかった頃に初めて参加してくれたのがエフェメラであり、しばらく二人で行動していたが、パーティーメンバーが増えるにつれて二人で話す機会も減り、やがて彼は「スクルドはもう大丈夫」と言って去って行ったという。その後、メンバーは減って結局また一人に戻った頃、夢にエフェメラが現れてプレイヤーに会うように告げたため、それに従ってプレイヤーの前に姿を見せた。以来、時折行動を共にするようになる。
プレイヤーと共にアヴァにダンデライオンへの誘いを受け、エフェメラも既に参加していると知って自身もそれを快諾する。その後、デイブレイクタウン内が開戦に向かうにつれて、キーブレード使い達を説得したりプレイヤーと共に予知者を訪ねるなどで行動するも功を奏することはなく、開戦前には今一度プレイヤーをダンデライオンに誘うが断られた。戦争後、エフェメラと共にプレイヤーを迎えに来た。
『Uχ』ではユニオンリーダーの一人として登場。エフェメラ達と共にダンデライオンをまとめるリーダーとして行動していたが、データ世界崩壊時にはエフェメラとプレイヤーと共にデータ側に残る。しかし「闇」の襲撃時には「闇」に乗っ取られた（ように演技した）プレイヤーに倒されてしまう。プレイヤーの犠牲で「闇」を封じた後はエフェメラと共に現実に戻り、箱舟で未来へ飛び立つも『Uχ』作中では他のメンバーと違って彼女のみ消息も安否も明らかになっていない。『DR』では幼い日のゼアノートが夢で見たスクルドを「母に似た人」と表現しているが関係は不明。
ブレイン（Brain）
登場作品：Uχ
ユニオンリーダーの一人で、大きな羽根のついた帽子を目深に被った少年。頭脳明晰で、キーブレード使い達の記憶を上書きした所でこの世界にも滅びの運命が待っていることを知っており、「運命のプログラムを書き換えるウイルス」になる（＝滅びの運命を変える）べく行動している。当初は軽薄な態度が目立つが実際は冷静な性格で、事態が深刻化してくると名前の通りユニオンリーダーのブレインとして活躍する。後に代々のキーブレードマスターに受け継がれるキーブレード「マスターキーパー」の元の所持者（ブレイン自身は本来エフェメラが持つ物だと思っていた）。
実はアヴァに予知書を託されたユニオンリーダーだが、これはアヴァの独断であって彼自身はマスター・オブ・マスターが託すように指示した人間ではない。データ世界崩壊の際にはラーリアム、ヴェントゥス、エルレナと共に先に現実世界に戻るも箱舟には乗らず、キーブレード使い達や箱舟で未来に飛んだ仲間を救うべく一人デイブレイクタウンに残り、一生掛かってでもそれを成し遂げようとするが、その場に現れたルシュにそれでは救えないと指摘されつつ優秀さを褒められる。エフェメラとスクルドが現実世界に戻った時には彼の姿は無かった。その後、未来のスカラ・アド・カエルムにて目を覚まし、その街の創設者が誰であるかを知る。
開発中止になった『ミッシングリンク』はスカラ・アド・カエルムを中心に展開する物語となる予定であり、ブレインもティザーPVにも登場していた。
ラーリアム（Lauriam）
登場作品：Uχ
ユニオンリーダーの一人で、ピンクの髪を持つ少年。ラーリアムとはXIII機関のマールーシャ（marluXia）が人間だった頃の名前であり、容姿もマールーシャと酷似している。優秀なキーブレード使いで、戦争前はルクス集めは午前中に終わらせて午後は花畑で寛ぐのが日課だった。本人曰く「探し物をしていた」らしく、集合場所には最後に現れた。
よく一人で出かけるため、リーダーの集まりにも顔を出さない事が多い。実はキーブレード戦争前から行方が分からない妹のストレリチアを探しており、その過程で彼女を知るエルレナと接触する。その証言からプレイヤーの存在に行き着くが、彼（彼女）はストレリチアを知らず、しかしある確信を得、プレイヤーに「ストレリチアのことを覚えていてあげてほしい」と告げる。その後、箱舟に乗ろうとしていたマレフィセントと交戦するも敗北。更にストレリチアが既に消滅しており、その下手人がヴェントゥスであると知って激昂するが、「闇」の手によるものだと知って冷静さを取り戻す。その後、エルレナの証言からストレリチアを救う一筋の光が見えたことで、彼女を必ず見つけ出すという決意を新たに最後はブレイン、ヴェントゥス、エルレナと共に現実に帰還し、箱舟で未来へと飛んだ。エンディングでは、マールーシャの属性を示すような花畑で目を覚ました。
ストレリチア（Strelitzia）
登場作品：Uχ、KH4
ラーリアムの妹。彼曰く「あまり多くを語らない妹」だが兄妹の仲は良かった。ダンデライオンへの誘いを受けていたはずだが、キーブレード戦争前から消息が分からなくなっている。デイブレイクタウンの噴水広場の西にある門の屋根の上を「私だけの場所」と呼んで気に入っていた。実はユニオンリーダーの指名を受けていた一人である。
以前からたまたま見かけたプレイヤーのことが気になっており、友人のような親しみを一方的に抱くようになっていたが、勇気が出ず話しかけることができなかった。ダンデライオンへの参加も躊躇していたが、アヴァからリーダーの掟を聞かされた際に世界が終わることを知り、プレイヤーを助けるべくダンデライオンに勧誘しようとしていた。しかしプレイヤーを探している最中に空き家にて何者かに襲われて消滅してしまう。後にその犯人は「闇」に操られたヴェントゥスであった事が発覚する。しかし後に黒コートの人物に連れられたストレリチアらしき人物の目撃情報から、「データ世界に保存されたストレリチアのデータが解凍されたのではないか」という仮説が生まれ、ラーリアムはそのデータを基にストレリチアを復活させられるかもしれないと考えて行動を始める。
『KH4』では裏側の世界であるクァッドラトゥムにて健常な姿を見せ、そちらに飛ばされてきたソラをマンションの自室に保護する。
エルレナ（Elrena）
登場作品：Uχ
ダンデライオンの一人。XIII機関のラクシーヌ（larXene）に酷似しており、ラクシーヌの人間の頃の名前もまたエルレナである。性格はやや気弱で礼儀正しくラクシーヌとは正反対であり、高飛車な面は無い。しかしチリシィ曰く「普段は人のことなんか気にしない」らしい。髪型もラクシーヌ同様に二本の触覚があるが、前髪は下ろしている。
ストレリチアとは親しいわけでは無かったが何度かパーティーを組んだ事があったためラーリアムに接触され、知り得る手掛かりを教えた。その後、彼女のチリシィがストレリチアらしき人物を目撃したことからユニオンリーダーを訪ね、そのまま彼らと共に現実世界に帰還する。一時はユニオンリーダーとは関係ない自分が脱出する事に躊躇していたが、ラーリアムから「君のお蔭で希望が生まれた」と感謝されて同行を願われ、共に現実に戻った後に箱舟で未来へと飛んだ。エンディングでは、ラクシーヌの属性を示すような雷雨の吹き荒れる崖に倒れていた。

#### スカラ・アド・カエルムの人達
ウルド（Urd）
登場作品：DR
ゼアノートの修行時代の仲間で、サイドテールに結んだ銀髪の少女。首元が隠れた服を着ている。しっかり者で級友から頼りにされている。
上級クラスメンバー失踪事件にて調査に赴き、ビーストキャッスルにてその意志力を見込まれて上級クラスのヴォルヴァに誘いを受けるものの、それを蹴って以降もゼアノート達と行動を共にする。しかし、冥界から闇の回廊に飛ばされた後、最期はヘルモーズ共々バルドルに殺害され、消滅した。
ヘルモーズ（Hermod）
登場作品：DR
ゼアノートの修行時代の仲間。下級クラスのまとめ役で温厚な性格の少年。
ゼアノート達と共に上級クラスメンバーの捜索に出るが、冥界にて闇の回廊に飛ばされ、共に居たウルドに鎧を纏うように指示して闇の侵食を凌いでいたものの既に侵食は進み、満身創痍の中で襲撃してきたバルドルに成す術もなく敗北、消滅するという最期を遂げる。
ブラギ（Bragi）
登場作品：DR
ゼアノートの修行時代の仲間。ややキザな性格だが、内には熱いものを秘めている少年。外の世界への関心が強いらしく、ゼアノートを試すように何かと意見を求める。エラクゥスとは軽口を叩き合う仲だった。最後はバルドルと共に冥界にて行方不明になる。後にバルドルによって殺害されていた事が判明するが実はそれは虚構であり、実際はバルドルの本性に気付き襲われるも軽くあしらいつつ、手を下すこともなく立ち去っていた。
その正体はこの時代におけるルシュの器であり、その真の実力はバルドルが全く手も足も出ないほど。バルドルに襲われた際に彼を器にする事も考えたものの、多くの暴挙を働いているバルドルになっては都合が悪い為、行方不明になったことにして姿を消していた。全てが終わった後にスカラ・アド・カエルムに一度姿を見せているが、自分の墓が作られている事には困惑していた。バルドルに対しては「選ばれし者（闇に傾倒したキーブレードマスター）」の可能性を見出していたが、倒されたため違ったと悟る。しかしゼアノートは見込みありとしてこの時点から目を付けていた。「Bragi」の名前をアナグラムにすると後の器の名前である「Braig（ブライグ）」になり、正体を明かすシーンではブライグ（ジグバール）の口癖である「～ってハナシ」も発している。
ヴェル（Vor）
登場作品：DR
ゼアノートの修行時代の仲間の小柄な少女で、下級クラスのムードメーカー。その体格やのんびり屋の性格とは裏腹に怪力の持ち主でもある。
上級クラスメンバー捜索でドワーフ・ウッドランドを訪れた際、マジックミラーに自分がキーブレードマスターになれるか質問するが、「気の置けない仲間達の中に居るその居心地の良さに信念が揺らいでいる」と返され、ヴィーザルに誘われるままゼアノート達と決別。上級メンバーに付いて行ってしまう。
バルドルがスカラ・アド・カエルムを襲撃した際には仲間を殺した彼への怒りから戦いを挑むも、逆に致命傷を負わされる。自分の本当の居場所に気付き、ゼアノートとエラクゥスに離反への謝罪を述べながら消滅した。
マスター・ウォーデン（Master Odin）
登場作品：DR
ゼアノート達の師匠であるキーブレードマスター。長い髭を持つ老人だが、目深に被った帽子から除く片目には鋭い眼光が光る。上級クラスメンバー失踪の際、バルドルを除く下級クラスメンバーにその捜索を命じた。真の闇やキングダムハーツについても精通しており、一度戻って来たヴィーザルにその事を語っている。
バルドルとの最終決戦では、後にエラクゥスに受け継がれる光の鎖でバルドルを拘束し、ゼアノートにバルドルと闇を引き離すように命じる。バルドルが消滅した後は「師よ、そういうことだったのか」「あまりにも酷な、運命よ」と呟き、その後は1ヶ月ほど塞ぎ込んだ末、残ったゼアノートとエラクゥスに承認試験を受けさせて後を任せては隠居を考えるようになる。
ヴィーザル（Vidar）
登場作品：DR
上級クラスの一人。褐色肌の少年。他の6人と共に失踪したとされるが、やがて何らかの目的を以ってゼアノート達の前に現れる。世界の秩序を守るキーブレード使いでありながら、仲間のヴォルヴァ、ヴァーリと共に世界の秩序を乱す行為を行っている。
その目的は、世界の秩序の乱れによって現れるとされる真の光を見極めて集めることであり、13の「真の光」によるキングダムハーツを発現だった。これは闇の器となったバルドルに仲間達が斃された事への復讐と、しかしその復讐対象が同じ上級クラスメンバーであるヘズの弟のバルドルという点から彼を助けたいという矛盾した願いを抱き、マスター・ウォーデンが語った「キングダムハーツが発現すれば闇は浄化される」という仮説に賭けた為である。しかしそれは闇の器と化したバルドルの虚構であり、彼も利用されていただけである。
やがてキングダムハーツ発現は断念するが、今度はバルドル自身が動き出し、更なる悲劇へと繋がっていく。最後はゼアノート達と共闘するが、バルドルが発現させたハートレスに敗れ、ゼアノート達に後を託してヴォルヴァ、ヴァーリ共々消滅した。

#### その他の敵役達
『KH3』に登場しているキャラクターの同作における動向に関しては『真XIII機関』を参照。
闇の探求者アンセム（Ansem, Seeker of Darkness）
登場作品：KH、COM、KH2、Days、coded、3D、KH3、KHMoM
声：大塚明夫 / ビリー・ゼイン（KH、COM）→リチャード・エプカー（KH2～）
ゼアノート（テラ＝ゼアノート）のハートレスであり、師のアンセムの名を語った『KH』の黒幕。闇を絶対視し『KH』でハートレスを操ることで様々な世界の扉を開かせ、多くの世界を闇へと消滅させた。またヴィランズを裏で操りセブンプリンセスの心を集めることで、ホロウバスティオンに「闇の世界へ続く鍵穴」を出現させ、世界を闇に染めようとしていた。作中で登場するハートレスの中で、唯一自我と人間の姿を保ったハートレスでもある。「アンセム」が自身ではなく師の名前であると発覚して以降もソラ達には「アンセム」と呼ばれている。
『BbS』にて闇の探求者アンセムことゼアノートは、元々はマスター・ゼアノートがテラの体を乗っ取った後の姿である事実が判明する。その為ハートレスとなった「闇の探求者アンセム」は前述の目的もあってか、「心の真の姿は闇」とマスター・ゼアノートと同じ主張を豪語し、世界全てを闇に還してキングダムハーツを求めようとするなど、マスター・ゼアノートの意志を継ぐような行動を取っている。その一方でテラとしての記憶も持っている節があり、『KH』の序盤に間もなく闇に飲まれようとするデスティニーアイランドを訪れたのは、マスター・ゼアノートの故郷であると同時に、テラがキーブレード継承の儀式を行ったリクに目を付けていたとされる。そのリク曰く、アンセムを見ていると小さい時の秘密の約束と、リクが外の世界に憧れる切っ掛けを作ったある人物（テラ）を思い出すという。また、エンド・オブ・ザ・ワールドでもデスティニーアイランドに佇んでおり、故郷に対する愛着がある一方で嫌っていた様子がうかがえる。
『KH』では、黄色のローブを羽織りデスティニーアイランドに出現。リクに島の鍵穴を開けさせるように促し、外の世界に出たがっていたリクはその要求を易々と受けてしまう。その後、心だけの存在だった彼はテラの時と同様にリクの身体を乗っ取り、闇の扉を使ってキングダムハーツに辿り着こうとした。エンド・オブ・ザ・ワールドでの決戦では後述の「うしろの人」を背後に従えてソラ一行と対決し、最後は「うしろの人」と融合した戦艦の如き巨大な異形ワールドオブカオスと化してソラ達を苦しめるも最終的に敗北。闇の扉（キングダムハーツ）より更なる闇の力を得ようとしたが、突如扉の隙間から差し込んだ強烈な光によって消滅した。しかし完全には消滅しておらず、自分の影をリクの心に潜ませ復活の機会をうかがっていた。
『COM』では忘却の城で何度もリクを乗っ取ろうとし、『Re:COM』ではレクセウスに追い詰められたリクの体を一時的に完全に乗っ取り、レクセウスを一瞬で倒した。しかしディズと王様の手助けによってリクに倒され、再びリクの心の中に封じ込められたが、『Re:COM』のエンディングでは、ホロウバスティオンを歩いているリクが片膝を付いて胸を抑えるシーンがあり、忘却の城を出てから少しずつリクの体を蝕んでいたことがうかがえる。『Days』で王様がリクに会った時、彼の姿は既に闇の探求者アンセムに変わってしまっていたが、目隠しをすることで闇の探求者アンセムの力を封じ元の姿に戻ることが可能であった。『KH2』と『Days』でリクがロクサスとの戦いの際に自分の心で抑えていた闇の力を解放した事により、完全にアンセムの姿に変貌してしまうが、幸いなことに心までは乗っ取られていなかった為、本物の賢者アンセムが作動させたキングダムハーツをデータ化する機械の爆発によってリクは元の姿に戻った。
その後、リクが闇の回廊を開けなくなったためにリクが元通りになったと同時に闇の探求者アンセムがリクの心から消滅したと思われたが、『3D』にて再びリクの前に姿を現した。『3D』で登場する闇の探求者アンセムは、『KH』にてソラ達に倒されるまでにヤング・ゼアノートによって過去から呼び出された闇の探求者アンセムであり、マスター・ゼアノートの分身の一人である「真のXIII機関」のメンバーである。度々リクの前に現れては彼を翻弄していくが、存在しなかった世界にて戦い敗北する。その後はマスター・ゼアノートの復活を迎え入れ、ソラがゼアノートの器の一人になるのを阻止しようとしたリクを取り押さえた。最終的にはマスター・ゼアノートと共に本来の場所へと消え去っていった。また、実はハートレス化した後にヤング・ゼアノートの時代に跳び、過去の自分に力を与えて外の世界（未来）へと誘っていた事が判明する。その後、永き時を経て自身を時間移動の標とし、真XIII機関のメンバーを集結させる準備を整えた後に『KH』の事件を起こした。
うしろの人 (Dark Figure)
登場作品：KH、COM、Days、BbS、3D、KH3
闇の探求者アンセムの背後に付き従うハートレスのような存在。作中では「影」「怪物」と称され、名前は出てこない。「うしろの人」とは『KH3』アルティマニアや書籍『キングダム ハーツ シリーズ キャラクター ファイルズ』による記述で、『KH3ReMIND』のデータグリーティングでもそのように書かれている。
『KH』の最終決戦で初めて姿を見せ、闇の探求者アンセムと共にソラ一行と死闘を繰り広げた。『COM』『3D』でも闇の探求者アンセムと共にリクと対峙するが、『Days』でリクが闇の力を解放した際には彼に従っており、ロクサスを無力化した。『BbS』では闇の探求者アンセムのオリジナルであるテラ=ゼアノートに従っており、マスター・ゼアノートがテラの身体を乗っ取ってテラ=ゼアノートと化した後、レディアントガーデンでのアクアとの最終決戦にて歴史上初めて姿を現す。『3D』では巨大な闇の球体と一体化した新たな形態を見せる。リクに敗れた後は彼に何かを感じ取ったかのように見つめたまま佇んでおり、その正体を暗示するような態度を見せている。マスター・ゼアノート復活の際には王様とリクを掴んで拘束したが、頭上に落ちてきたドナルドとグーフィーによって撃退された。
リク=レプリカ（Riku Replica）
登場作品：COM、KH3
声：宮野真守 / デビッド・ギャラガー
忘却の城でソラ達の前に現れたリクと瓜二つの存在。XIII機関が密かに進めていた「レプリカ計画」に基づいて、シオンと共にリクのデータを基にヴィクセンにより生み出されたリクの分身であり、能力値もリクとほぼ互角。存在しなかった世界で生み出された後に忘却の城に連れて行かれ、ヴィクセンが収集したリクとの戦闘で採集したデータを組み込まれて本物に近い存在となった。
忘却の城にやって来たリク本人の前に姿を現して戦い、リクの弱さを指摘して退散。次にヴィクセンにソラと戦うことを持ち掛けられ、マールーシャ達の許へと連れて行かれるが、ナミネにより偽りの記憶を植え付けられてしまう。そしてソラ達とナミネを巡って幾度となく対立し、カイリの事を思い出したソラと戦うが、それを止める為にナミネに記憶の鎖を無理矢理解かれた為、一時的に意識を失う。しかし、奇跡的に心までは壊れずに済み、マールーシャに再び捕われたナミネの許へと駆け付けてマールーシャとの決戦の際にナミネをソラに託され、戦いを見届けた。
戦いの後、全てを知ったリク=レプリカは、自分の生まれた意味を求めてソラ達と別れた後にアクセルに誘われて「本物」になる為にゼクシオンを吸収するが何も変わらず、リクが存在する限り自分は影のままだと悟り、リクと再び対決する。戦いに敗れて消えていく中で、リクから自分の心はリクと同じ場所に行くという言葉を聞き、何かを納得して安らかに消えていった。
ゼアノート（Xehanort） / テラ＝ゼアノート（Terra-Xehanort）
登場作品：KH2、BbS、3D、0.2、KH3、KHMoM
声：大塚明夫 / リチャード・エプカー
賢者アンセムの弟子の一人で、アンセムの弟子の中でも特に優秀だった一番弟子。『KH』から10年ほど前に、レイディアントガーデンで記憶を失って倒れていたところをアンセムに拾われ、弟子となった経緯を持つ。小説版によれば感情を表すのが苦手な性格だが、命の恩人でもある師のアンセムを心から尊敬していた様子。ゼアノートとはno heart+Xのアナグラム。
弟子となってから数年後に、記憶を取り戻す為にアンセムの行った人の心の闇についての実験の被験者に自ら志願をする。その時に何かがあったらしく、それ以降は心の闇に強く惹かれるようになる。その後はブライグら他の弟子達と共に心の闇の研究にのめり込んでいき、レイディアントガーデンの住民たちを実験に使って人工ハートレスを製造し、師であるアンセムの名を語って「アンセムレポート」を勝手に書き上げていた。更に城の地下に出現した「扉」を何らかの方法で開き、結果的に世界を隔てていた壁を崩壊させた。
一度は弟子達の危険な実験を制止しようとした師であるアンセムによって研究を中断させられるも、他の弟子達と共に密かに研究を続けており、グミブロックの出現とミッキーの来訪によって他の世界やキーブレードの存在を知り、より世界の心に強い関心を抱くようになる。最終的にはアンセムを「無の世界」に追放し、彼の名を奪って自らを「アンセム」と名乗り、世界の心を解明する為にキングダムハーツを求めるようになっていった。これに伴い、自身の目的の邪魔となる可能性を持つキーブレード使いを探し出して排除する為に、幼いカイリを異空の海に流したのも彼である。後に自身の目的の為に、アンセムの弟子達の心と肉体をキーブレードで分離し、自らの心と肉体もハートレスとノーバディに変えたことで、ハートレスである"闇の探求者"アンセムと、ノーバディであるゼムナスに分かれ、ソラ達と敵対することとなる。
その正体は、マスター・ゼアノートがテラに憑依した後の姿。キーブレード墓場で起こった戦いで、マスター・ゼアノートは自らの身体を捨て去り、心のみをテラの身体に憑依することでゼアノート（テラ＝ゼアノート）となった。しかし、「留まりし思念」との戦いに敗れて気を失い、その直後に起こったχブレード消滅の衝撃でレイディアントガーデンに流れ着く。この時の衝撃で記憶を失っていたテラ＝ゼアノートは、その後テラを追ってレイディアントガーデンに来たアクアの前で、マスター・ゼアノートとしての記憶と心を取り戻し彼女に襲い掛かるが、アクアとゼアノートの中に残るテラの心の前に敗れ、遂には抵抗するテラの心を追い出そうと、キーブレードを自分に突き刺すという強行手段に出る。しかしテラの心を追い出すことは叶わず、身体ごと闇の世界に堕ちることとなる。
その後、アクアが自らを犠牲にしてテラ（ゼアノート）を救ったことで光の世界に帰還し、レイディアントガーデンで一人倒れていたところを弟子達に発見され、賢者アンセムに救われた。しかし自分が何者かすら分っておらず、ゼアノートという名前は、賢者アンセムに名前を尋ねられた際に朦朧とする意識の中で呟いた言葉から付けられた物であった。アンセムに発見された当初は瞳はマスター・ゼアノート同様に金色であったが、後に茶色に変化している（テラの瞳は青色）。また彼が書いた「アンセムレポート」によると、世界の壁の崩壊を感知したミッキーがアンセムの元を訪問して来るまでは、キーブレードの事すら知らなかった（憶えていなかった）様子。
なお、記憶を失ったテラ＝ゼアノートの中には、一つの身体に同化することのないマスター・ゼアノートとテラの心があり、互いに主導権を争っている状態であった。テラ＝ゼアノートのハートレスである"闇の探求者"アンセムは、マスター・ゼアノートに近い思想を持ち、服装もマスター・ゼアノートのものに似ている。対してノーバディであるゼムナスは、マスター・ゼアノートとしての記憶もあるものの、「眠りの部屋」にあるアクアの鎧を「友」と呼び、もう一人の「友」が眠る「目覚めの部屋」を探していた等、テラの面影を残す言動が垣間見えている。
『3D』にて、彼のノーバディであるゼムナスのセリフから、彼が人工ハートレスを製造し、他の弟子たちをノーバディへと変える実験を行ったのは、精神を支配して自我を放棄させる事、そして心を失った肉体を器に、人の心のキングダムハーツを媒介にしてゼアノートの心と意識を植え付けて、13人のゼアノート（即ち、13人の闇の探求者）を生み出す事が目的であった。また、研究の段階で、ハートレスとノーバディに別れて心を失ったとしても、抜け殻となった肉体に再び心を宿すことも分かっていた。
『0.2』では、心だけが闇の世界と繋がっているテラの心を再び乗っ取る形で現れた。ヴェントゥスを探しており、アクアにヴェントゥスが眠っている場所は「目覚めの部屋」であるかを尋ねたが、再度テラの抵抗に遭う。
マスター・ゼアノート（Master Xehanort）
登場作品：BbS、3D、KH3、KHMoM、DR
声：大塚周夫（BbS～KH3）→大塚明夫（KH3～） / レナード・ニモイ（BbS、3D）→ルトガー・ハウアー（KH3）→クリストファー・ロイド（KH3ReMind、KHMoM）
物語全ての元凶となった人物にして、『DR』の主人公。金色の瞳のキーブレードマスターで、闇の探究者アンセム（ゼアノートのハートレス）と似た服を着ている。老体にも関わらず、その秘めたる実力は絶大。また、彼が書いたゼアノートレポートから、ソラやリクと同じデスティニーアイランド出身であると判明する。かつて故郷を出てエラクゥスと共にキーブレード使いとしての修行を積み、キーブレードマスターとなった過去を持つ。現在はスキンヘッドだが、『DR』によると決別の為に自ら丸めたらしい。年老いているがその実力は健在であり、力自慢のテラの攻撃を片手で容易く受け止めるほど。悪魔の顔のような外見のキーブレードと闇の力を使う他、キーブレードマスターの人の心を分ける能力と取り出す能力を幾度となく悪用する。必殺技は「アルテマフリーズ」。
闇を完全に否定しているエラクゥスと違い、闇を正当化する思想が強く、「光と闇があって初めて世界の均衡がとれる」という考え方を持つ。それ故にその思想は次第に歪みが生じて妄執と化し、光の要素が強い現在の世界の均衡を闇の力で崩壊させ、キングダムハーツへ続く扉を開くことで、新たな世界を再編させるという狂気に満ちた野望を抱くようになる。その為に必要な物として伝説のキーブレードと呼ばれるχブレードを創造し、さらには己の老いた体を捨て去り、若く屈強な身体を手に入れることで、キーブレード戦争の再来とその先の未来を見定めようとあらゆる策を講じる。
かつてヴェントゥスを弟子として迎え、己の新たな器とする為に眠る闇の力を引き出そうと修行をさせるが、最後まで闇を開放しなかった彼を見限り、χブレードの創造の為に彼の心から闇の部分を強制的に取り出し、ヴァニタスを誕生させた。その反動で心が欠けて昏睡状態になったヴェントゥスを、自らの故郷の離れ島に置いて行こうとするが、彼には光の心がまだ残っていると知り、純粋な光の心を育てる為にエラクゥスに身柄を預けさせる。この時、エラクゥスの弟子の一人であるテラを見たマスターゼアノートは、自らのレポートに「我が器は決まった」と書き記している。
数年後、テラとアクアのキーブレードマスター承認試験をエラクゥスに提案し、自身も試験に立ち会う。そして試験当日を皮切りに全ての計画を実行に移す。χブレードの創造、そして新たな器を手に入れる為、テラ、アクア、ヴェントゥスをあらゆる世界へと旅立たせ、ヴァニタスとアンヴァース、さらにはブライグと共謀して彼らを翻弄した。そして真実を知り、キーブレード墓場に集った三人との激戦を繰り広げ、対峙したテラを挑発することで心の闇を増大させ、自身の心をテラの身体に憑依させる事に成功した。しかし、テラの思念が宿った鎧「留まりし思念」との戦いに敗れ、直後に起きたχブレード消滅の衝撃でレイディアントガーデンへと流れ着き、テラを追って来たアクアとの戦いに至った。
『BbS』のシークレットムービーでは、テラの心が自分の心と同化しなかったことは予想外であったものの、テラ＝ゼアノートが記憶を失う前に既に目的の為の手は打って置いたと発言している。
『Re:coded』のシークレットムービーでのイェン・シッドは、彼のことを「策を幾つも講じておく男」と称し、テラ＝ゼアノートのハートレス（闇の探究者アンセム）とノーバディ（ゼムナス）が消滅した事で、マスター・ゼアノートが再び光の世界に帰還することを危惧し、さらにマスター・ゼアノートが複数存在するということを懸念していた。
『3D』でイェン・シッドの懸念通り、存在しなかった世界にて遂に復活を果たし、リクと王様と対峙する。そこでXIII機関の本当の目的を二人に明かした上で心を失い昏睡状態となったソラに自らの心を分け与ようとしたが、リアの介入により失敗に終わる。その後、ゼムナスと"闇の探究者"アンセムを含む12人の己の分身（上記のマスター・ゼアノートが複数存在するという予言に値する）と共にそれぞれが本来いた場所へ帰ると同時に「キーブレード戦争」が起きる時は近いと思われる言葉を残し、去って行った。
『BbSFM』のミラージュアリーナの新ミッション『闇の遠謀』では、マスター・ゼアノートと同じキーブレードを持ち、『KH2』のゼムナスと似た鎧を纏った「ノーハート」というボスが出現する。後に『KH3』のアルティマニアにて、その正体がマスター・ゼアノートである事が明かされた。
『DR』では若かりし頃の戦いが描かれ、如何にして闇の探求者となっていったのかが綴られる。また、その意外な生い立ちも語られる。実はエラクゥス同様にエフェメラの血脈であり、『Uχ』の後に転生したプレイヤーに「運命の子」と信じられ、「運命の島」たるデスティニーアイランドに連れられ、そこで育てられた。
ヴァニタス（Vanitas）
登場作品：BbS、3D、KH3、DR
声：入野自由 / ハーレイ・ジョエル・オスメント
マスター・ゼアノートの弟子と思われ、闇に染まったリク（Dモード時）に似た禍々しい風貌と顔全体を覆う黒い仮面を被った、謎のキーブレード使いの少年。ヴォイドギアという名のキーブレードを扱う。
その正体は、「χブレード」を作る為にマスター・ゼアノートが弟子のヴェントゥスの心から取り出した闇であり、それを媒体に生まれた純粋な闇の存在である。心を媒体にして生まれた為に生命としては未熟な存在であり、マスター・ゼアノートからは「ヴェントゥスの虚ろから生まれし者」と呼ばれていた。生まれた経緯から自分自身でもあるヴェントゥスの心を感じ取る事が出来る。その素顔は『KH2』時の15歳のソラと酷似している。キーブレードの構えがリクと同じである。
「χブレード」創造の為にマスター・ゼアノートと共謀し、自身の負の感情から生み出した魔物・アンヴァースを操り、ヴェン達三人のキーブレード使いを翻弄する。そしてキーブレード墓場にて、全ての真相を知った彼ら三人と壮絶な戦いを繰り広げ、アクアを打ち倒した後にヴェンと戦う。敗れた彼だったが、それこそ彼自身（とマスター・ゼアノート）が望んだものであり、純粋な光と闇の心がぶつかり合ったことで融合が始まり、「χブレード」を生み出しヴェンの体を乗っ取った。後にヴェントゥス＝ヴァニタスとしてアクアとミッキーと戦い、一度は二人を窮地に追い込むが、絆の力を得たアクアにχブレードの刃先を砕かれ、この破損が原因となり精神世界で目を覚ましたヴェンとの戦いに破れたことで、「χブレード」を完全に破壊され消滅。その心はヴェンへと還っていった。
『BbS』のラストエピソードをクリアすると、裏ボスとしてヴァニタスの思念（色が全身白黒、ヘルメットにアンヴァースのマークが付いている）と戦える。
小説版では、ヴァニタスが生まれてから過ごしてきた日々や心情などが描かれており、彼の視点から語られる場面も多く、全体的に人間らしい印象が強くなっている。
後にReMINDにて実はヴェントゥスの本来の心の闇の部分が分離したものではなく、彼の中に潜んでいた「全く別の存在」である事が明らかになる。ゼアノートには共に行動していた頃から「始祖の闇の1体」ではないかと疑われており、互いに腹の内を探り合う関係だった事実が『DR』で明かされている。しかし実力ではゼアノートには敵わないとも自覚していた為、大人しく付き従ってはいた。
ヤング・ゼアノート（Young Xehanort）
登場作品：BbS、3D、KH3、DR
声：宮野真守（BbS）→奥田隆仁（3D～） / デビッド・ギャラガー（BbS）→ベン・ディスキン（3D～）
旅立ちの地に現れた、黒コートの謎の人物。空間を歪めるようにして突如出現し、テラ、アクア、ヴェントゥスに戦いを挑む。戦闘中はエネルギー体で出来た短剣を逆手に持った二刀流で、息も尽かせぬ連続技を打ち込んでくる。彼の繰り出す攻撃はテラ、アクア、ヴェントゥス、ヴァニタスが持つ技と酷似しているが、その素性は一切不明。その他にも姿を透明化しての攻撃や、攻撃を受けた際に時間を巻き戻してダメージを無効化するなど、多彩な攻撃方法でプレイヤーを苦しめる。
『3D』にて遂にその素顔が明かされ、ソラとリク、双方の前に現れては二人を存在しなかった世界に誘導していた。その正体はマスター・ゼアノートを含む13人のゼアノートの中でも一番過去の世界からやってきたゼアノートで、かつてデスティニーアイランドにいた頃の若かりしマスター・ゼアノート本人である。当時はキーブレード使いになる前だったが、時を超えて自分の元に現れた闇の探究者アンセム（テラ＝ゼアノート）を通じて、マスター・ゼアノートの力を与えられる。その後、彼は時間を旅しながら自身を媒介に、幾つかの時代において分離融合したゼアノート全員（13番目の器となるソラ含む）を「存在しなかった世界」に集わせる役目を受け、時間転移を使用してやって来た。
昏睡状態となったソラを救う為に城へ乗り込んだリクと対峙し激闘の末に敗北するが、どうやら無事だった模様で、マスター・ゼアノート復活の際には自らの席に座っていた。その後は、12人の自らの分身と共に本来の場所へと消え去っていった。その後は元の時代のスカラ・アド・カエルムに流れ付く。元の時代に戻った際には時間を旅していた時の記憶は失われ、彼もまた一連の記憶を失ったものの心には標として残り、運命づけられた通りキーブレードマスターの修行を始める。
『3D』では『BbSFM』と違い後者で手に入れる事が出来たキーブレード「ノーネーム」を使用し時間を巻き戻す上、さらには戦闘自体を巻き戻すという戦法を使いリクを苦しめた。彼自身は本来はまだキーブレードを扱うことが出来ず、『3D』ではマスター・ゼアノートから与えられたキーブレードを使っている。
『DR』では『3D』後の彼の軌跡が描かれる。故郷を旅立った後はスカラ・アド・カエルムに辿り着き、マスター・ウォーデンに師事する。若き日のエラクゥスをはじめとする仲間達と共にキーブレード使いの修行に精を出す日々を送るが、上級クラスの失踪に端を発する事件を機に徐々に闇への認識を改め、やがて傾倒していくことになる。
初登場となる『BbS』冒頭のデスティニーアイランドから旅立つ前の姿は青年だが、後発作で描かれた旅立って以降の姿は少年になるという若返りが起きている。これは当初青年のモデルのみの状態でコスト削減により少年のモデルを作らないまま「若い頃」と一括りに表現していたからであり、後発作の少年の姿が正しいとされる。
黒装束（Darkling）
登場作品：χ[chi]、Uχ
プレイヤーとスクルドの前に立ちはだかった存在。ハートレスのようだが、帽子、短パン、靴、指先の鋭いグローブを身につけ、背中には黒い羽が生えている。プレイヤー達にルクスを渡すように叫びながら襲い掛かる。その正体は闇に染まったキーブレード使いの成れの果て。『χ[chi]』のサービス終了直前には様々なワールドに出現するようになり、同時にそれまで居たキーブレード使い達が姿を消していた。キーブレード戦争開戦直前には、黒いチリシィに吸収されてナイトメア・チリシィの一部となった。
『Uχ』ではデイブレイクタウンが新たな世界（ゲーム・セントラル・ステーション）と繋がった頃にノイズ現象やフラップ・バグと共に出現。プレイヤー達に「オマエハチガウ」と言いつつ襲い掛かる。追った先の世界ではサイ・バグに捕食されて融合する個体もおり、同ワールドの最後にはナイトメア サイ・バグがボスとして立ちはだかる。彼らが追い求めていたのは闇の器たるヴェントゥスであり、最後は気を失っているヴェントゥスに群がるも彼が心の光を解放したことで消滅した。
闇（Darkness）
登場作品：Uχ
データ世界に現れた、「闇」を自称する存在。肉体を持たない心だけの存在であり、「全であり個」と語る通り闇の集合自我と言える。黒い影のような姿で現れるが、これは人と接触する為の表現方法で、本来は目に見えず声も聞こえない。マスター・オブ・マスターの少年時代は人の姿をしていたらしいが、光に勝つ為に姿を捨てて「闇」という全体意思となった。しかし姿を持たないままではやがて個としても全としても自我を失い「ただの闇」になってしまうため、他者の心に宿り意思や姿を奪うことで存在を維持している。その価値観は人間とはかけ離れており、人間側からの理解は難しく、彼らもまた人間の心を理解することはできない。その目的は闇の伝播であり、多くの世界の人々の心に「感染」することで増殖すること。
作中では「始祖の闇」とされる13体の「個としての意思を持つ強大な闇」の存在が明かされ、うち7体は既にマスター・オブ・マスターと5人の予知者とルシュの7人の心に封じられている。残る6体のうち1体はヴェントゥスを依り代としてストレリチアを消滅させている。後にヴェントゥスより分離した意思を持つ純粋な「闇」と化すが、ヴェントゥスの捨て身の攻撃で撃退されるもその後の行方は不明。別の個体は過去に飛んできたマレフィセントを誘導し、未来へと送り返した後でルシュと交戦しているがその後の顛末もまた不明である。残る4体はプレイヤーの策略でポータルケーブル内に閉じ込められた。
闇そのものを消し去ることが出来ないように本来は滅ぼせない存在であるが、始祖の闇13体は前述の7人と5人のユニオンリーダーを器として封じ、残る1体をデータに閉じ込めた上で各個撃破する事がマスター・オブ・マスターの真の計画であった。
『DR』では13体のうち7体はロストマスターの心に、4体はデータ世界との狭間に封じられ、残る2体は世界の崩壊と共に消滅したと語り継がれていた。しかし消滅したとされる2体のうち1体はヴェントゥスと再び融合している疑惑が上がっており、ゼアノートはヴァニタスの正体ではないかと疑っている。残る1体はバルドルを器として『DR』の事件を起こしたとされていたが事実は異なり、バルドルの「闇」はキーブレード使いの心の奥底の闇がバルドルへと集約して膨れ上がった結果、生まれたものだった。
バルドル（Baldr）
登場作品：DR
ゼアノートの修行時代の仲間で、白髪の少年。上級クラスには姉のヘズがいる。上級クラスメンバー失踪の際にはマスター・ウォーデンに別の任務を与えられて不在だった。後にゼアノート達と合流し、消滅した上級クラスメンバーと会えるという冥界への案内を務める。
しかし実は彼こそが上級クラスメンバーの半数を殺害した張本人であり、闇の器であった。人一倍心を感じ取れる資質の持ち主故に人の闇を感じ続け、キーブレード使い達の心の奥底にある闇を集約してしまい、それが自分の心そのものとなってしまう。それでも闇を感じない姉だけが心の支えだったが、エラクゥスという同じく心に闇を持たない人間と出会い、持つ者と持たざる者と分類されるという考えに行き着き、持たざる者である自分が置き去りにされるという不安から姉の光を追った。しかしその結果、ヘズはマレフィセントドラゴンの攻撃からバルドルを庇って瀕死の重傷を負い、バルドルの中に生じていた「闇」がヘズにとどめを刺した上に上級クラスメンバーのヘイムダル、ヘルギ、シグルーンも殺害してしまった。当初語られていた「別の任務」も実際はヘズの消滅で情緒不安定になっていた為に軟禁されていたのであった。その軟禁生活の中で絶望から闇の器へと堕ち、完全に「闇」に自我を乗っ取られてしまう。その後はキングダムハーツを発現させるという目的の為に動き出し、ヴィーザル達の復讐心を利用して真の光を闇に染めてキングダムハーツを発現させようとした。しかしヴィーザル達が断念したことで計画を変更し、自らゼアノート達の前に現れて彼らを利用していた。
やがてウルド、ヘルモーズ、ヴェル、そしてヴィーザルとその仲間であるヴォルヴァとヴァーリと次々と手に掛けては光を手に入れ、最後はゼアノートとエラクゥスを以って計画を完遂するべくハートレスフリングホルニと一体化して襲い掛かるも敗北。ゼアノートに宿っていたヘズの心と対話し、改心したかに思われたものの結局相容れず、最期はマスター・ウォーデンに拘束されたままゼアノートに引導を渡された。消滅の間際にはゼアノートに「闇を探求しろ」と言い残した。

#### その他の人物
賢者アンセム（Ansem the Wise） / ディズ（DiZ）
登場作品：COM、KH2、Days、BbS、3D、KH3、KHMoM
声：若山弦蔵 / クリストファー・リー（KH2、Days）→コーリー・バートン（その他）
かつてレイディアントガーデンを治めていた偉大な賢者。ゼアノート達の師で、優秀な科学者でもあった。あまり公には出なかったらしく、レイディアントガーデンの住民にも彼の顔は知られていなかった様子。シーソルトアイスが大好物。闇の探求者アンセムと区別するため、彼自身は「アンセム」ではなく「賢者アンセム」と呼ばれる。
民の平和の為に人の心の闇について研究を始め、失った記憶を取り戻す事を兼ねて、自らの被験体になったゼアノートの心に実験を施した。しかしそれを機に弟子達はアンセムが与えた地下施設で、師に隠れてレイディアントガーデンの住民達を実験体にしてハートレスの研究に没頭するようになってしまった。ゼアノートが城の地下に出現した「扉」を開いたことで世界の秩序が壊われ、その日多数の流星を観測するという異変が起きた事で、彼は弟子達が危険な実験を繰り返していることに気付き、実験を止めるようにゼアノート達に命令した。
心の闇に踏み込んだ己の過ちを深く後悔していた中で、世界の異変が起きた際にレイディアントガーデンに訪れてきたミッキーと交流を持つようになり、話をしていく内に親しくなり「友」と呼べる間柄になる。彼から色々と助言を受けて地下の研究所を調べ始め、改めて弟子達の悍ましい実験の実態と、未だに世界の心について研究を続けていた事を確信するが、逆にゼアノート達の手により「無の世界」に追放され、「アンセム」の名もゼアノートに奪われてしまう。「無の世界」に追放された彼は、奪われた「アンセム」の名前を捨て、「Darkness in Zero（無の中の闇）=DiZ（ディズ）」と名乗るようになった。
「無の世界」では弟子達への憎しみを支えに自我を保ち、ゼアノートが記載した「アンセムレポート」を解析し続けていた。やがて「無の世界」で闇の力を身に付けたことで「闇の回廊」を開くことが出来るようになり、数年の歳月を経て光の世界に帰還した。その後はゼアノートのハートレス（闇の探究者アンセム）やそのノーバディであるゼムナスが、キングダムハーツを巡って世界を混乱に陥れていた事実を知り、世界への償いと弟子達への復讐の為に、XIII機関の目を欺く為に闇の力で姿を変えて赤い包帯で顔を包み、「ディズ」としてソラ達やXIII機関の動向を探っていた。
ディズの姿となったアンセムは復讐の念に駆られる余り、目的の為には手段を選ばず、ノーバディというだけでロクサスを挑発し、必要とあらば協力してきたナミネすらも切り捨てることも厭わなかった。また『COM』では忘却の城に侵入して闇の探究者アンセムを装い、心の底で闇を恐れていたリクを闇と向き合えるように導いたが、これは善意などではなく、ソラの復活も全ては「XIII機関を倒す為の勇者」を整える為でしかなかったが、姿を変えてまでソラを目覚めさせようとするリクの心に打たれ、次第に彼は心を改めていった。
『COM』でかつての友である王様と再会するも、弟子達への復讐の念に取り憑かれた自分自身への複雑な心境から、彼に自分の正体を明かすことは出来なかった。リク達と別れた後は、ナミネと王様の元を離れたリクと共にソラ達の記憶の修復に勤め、彼らが目覚めた後に行方を晦ました。存在しなかった世界でミッキーと再会したアンセムは正体を明かし、これまでの経緯を彼に語った。そして上空に現れたキングダムハーツを機械でデータ化しようとしたが失敗。自分の許に駆けつけたソラ達の前で、その場に現れたゼムナスと「心」について議論した後、目的を半分遂げた所で暴走し爆発する機械と運命を共にした。彼が残した「裏アンセムレポート」の最後には、リクの幸せを願う想いと、王様への謝罪が書き残されていた。
『BbS』のシークレットエンディングにおいて『KH2』での爆発の後、経緯は不明だが再び闇の世界で生存していたことが明かされた。狭間の者のコートを羽織り、闇の世界の海岸で腰掛けているところで、同じく闇の世界に落ちて彷徨っていたアクアと出会った。この時に記憶の一部を失っていた賢者アンセムであったが、ソラのことや自分がかつては科学者だったことは覚えていた。そして彼女に、ソラ達と光の世界での出来事を教えた。この時のアンセムの発言から、闇の世界に来るのは2度目であり、『COM』の後にソラの記憶データを再生していた時、自分の研究していた心のデータを彼の中に一緒に隠していたことが判明した。
『3D』のラストで、ソラの心を救う為精神世界に飛び込んだリクの前にアンセムが現れ、上記の研究データを渡した。
『KH3』では『BbS』のシークレットエンディングの後、アクアと共に光の世界からの迎えを待っていたが闇の探究者アンセムの襲撃を受け、応戦したアクアは敗北して闇に沈んでしまう。自身も闇の探究者アンセムによって、かつて保護・幽閉していた少女「被験者X」について尋問されつつトワイライトタウンの幽霊屋敷に連行されるが、ハイネ達とヴィクセンによって救われる。その後はレイディアントガーデンに戻り、かつての弟子と再会した。
『MoM』ではカイリの記憶の調査を手伝っており、カイリがゼアノートから聞いた「裏側の世界」という単語から「虚構の世界」の推測を導き出した。
カイリの祖母（Kairi's Grandma）
登場作品：KH、BbS
声：池田昌子 / キャサリン・ボーモント
幼い頃のカイリとレイディアントガーデンで一緒に住んでいて、彼女によく光と闇のおとぎ話（キーブレード戦争の伝説）を聞かせていた。カイリがレイディアントガーデンから飛ばされて以降の安否は、現在でも明らかにされていない。
ハイネ（Hayner）
登場作品：KH2、Days、KH3
声：佐々木和徳（KH2）→須藤誠（KH3～）/ ジャスティン・カウデン（KH2）→ザカリー・ゴードン（KH3～）
トワイライトタウンに住む少年。仕切り屋だが友達思いでもあり、思い立ったらすぐに動き出す行動派。運動神経が良く、街の住民からは「トンガリ少年」と呼ばれており、毎年恒例のストラグルバトルにも連続で参加している。三人組のリーダー的存在で、ピンツとオレットとは仲が良く、いつも三人で遊んでいる。過去（『Days』時）に実際にXIII機関に居た頃のロクサスと出会っていたが、名前までは聞いていなかった。『KH2』では仮想空間のトワイライトタウンでロクサスとも友達で、四人で残りの夏休みを楽しんでいた。仮想空間での出来事がそのまま伝わっていたのか、街に訪れていたソラ達と出会った時に、ソラの中のロクサスの存在を無意識の内に感じ取り、一度は不自然に冷たい態度を取るも、ソラ達がイェン･シッドの塔に通じる電車に乗る時にピンツとオレットと一緒に彼らを見送った。しばらくして闇の回廊を通ってトワイライトタウンに来たカイリと出会い、ソラ達の事について語り合い友達になったが、彼女をアクセルに連れ去られてしまい、後から再び来たソラ達にその事を伝えた。その後、もう一つのオレットの手作りの財布とストラグルバトルの優勝トロフィーのクリスタルの存在から「もう一つのトワイライトタウン」の存在を推測し、カイリを助ける為に街外れの古い屋敷を訪れ、後から来たソラ達と一緒に仮想空間に通じるディズのコンピューターを見つけて彼らを見送った。『KH3』では現実でもロクサスと友達になる事を望み、彼を復活させるためにソラ達に協力する。トワイライトタウンに現れた闇の探求者アンセムから賢者アンセムを助けようとして飛び蹴りを繰り出すという恐れ知らずな行動を見せたが、あっさり受け止められ投げ飛ばされる。しかしヴィクセンが使役したノーバディに助けられた。戦いの後はピンツ、オレットと共に時計台を訪れ、ロクサスだけではなくリア、シオン、アイザとも友達になった事をうかがわせる。ReMINDでは、世界から消えたソラの捜索に協力していると語られる。
ピンツ（Pence）
登場作品：KH2、Days、KH3
声：田谷隼 / ショーン・マーケット（KH2）→トリシアン・チェイス（KH3～）
トワイライトタウンに住む少年。おっとりした性格だが、頭の回転が早く物知りで、街の噂にも精通している。コンピューターの操作も得意で専門家並みの腕前を持つ。『Days』ではXIII機関に居た頃のロクサスと出会っており、彼に街の噂を話した。『KH2』では仮想トワイライトタウンではロクサスとも友達で、四人で夏休みを楽しんでいた。ソラ達と出会った時、ソラの中のロクサスの存在を無意識に感じ取った為、事実上の初対面ながらも彼に親しみを覚え、別れ際に寂しさを感じていた。物語終盤、「もう一つのトワイライトタウン」の創作の際にはディズのコンピューターを起動させて仮想空間への入り口を開くという活躍を見せ、彼らを見送った。『KH3』でもそのスキルを活かし、レイディアントガーデンにいるイエンツォが使うコンピューターとネットワークを構築し、ロクサス復活のため彼とも協力した。賢者アンセム救出の際には見るからに強そうな闇の探求者アンセムに敢えて馴れ馴れしく話しかけ、普段の彼からは考えられないほどに困惑させて隙を作った。
オレット（Olette）
登場作品：KH2、Days、KH3
声：平澤優花（KH2）→渡辺優奈（KH3～）/ ジェシカ・ディ・シッコ→アシュレイ・バッチャー（KH3～）
トワイライトタウンに住む少女。しっかり者で落ち着きがあり、先走りな行動をするハイネの世話を焼く事もある。手芸が得意で、常にお手製のマニーポーチを持っている。『Days』時にハイネとピンツと一緒に、XIII機関に居た頃のロクサスと出会っている。仮想のトワイライトタウンの彼女はロクサスとも友達で、四人で残り少ない夏休みを楽しんでいた。その時の思いが現実の彼女達にも伝わっていたようで、無意識にソラの中のロクサスの存在に気付き、彼との出会いと別れに親しみと切なさを感じていた。闇の回廊を通って自分達の前に突然現れたカイリとソラ達の話を通じて仲良くなったが、アクセルに連れ去られてしまい、再会したソラ達にその事を伝えた。その後にソラ達が持っていた自分と同じマニーポーチなどから、こことは違う「もう一つのトワイライトタウン」の存在に気付き、ソラ達と一緒に街外れの屋敷を散策し、ディズのコンピューターを見つけ出す。そしてソラ達にカイリの事を頼んで彼らを見送った。『KH3』では真XIII機関に利用されそうになった賢者アンセムを、ピンツが作った隙を利用して助け出すというお手柄を立てている。
ギガース（Gigas）
登場作品：KH3
『トイ・ストーリーシリーズ』の世界である「トイボックス」のコンピュータゲーム「VERUM REX」に登場するロボット。複数存在する。
「VERUM REX」劇中ではヨゾラとその仲間達と戦っていた。ギガースの一体が長髪の女性を手で掴んでいた。
「トイボックス」ではギガースのおもちゃもあり、ハートレスが操縦する形で敵としても登場する。ソラがギガースを操縦する事も可能で3種類の性能のギガースが存在する。
ヨゾラ（Yozora）
登場作品：KH3
声：畠中祐 / ディラン・スプラウス
『トイ・ストーリーシリーズ』の世界である「トイボックス」のコンピュータゲーム「VERUM REX」のキャラクターで、レックスはヨゾラのファンである。
銀髪とオッドアイの青年で、レックスはソラと似ていると言っているがグーフィーはリクの方が似ていると言っている。
武器としてビームソードとボウガン型の光線銃を使用する。
劇中のCMでは帽子、眼鏡がそれぞれ特徴的な二人の仲間と一緒にギガース達と戦っており長髪の女性を助けようとしている。
シークレットムービーでは新宿の東京都庁のようなビルの屋上に腰を下ろし、下の街を歩くリクを見下ろしている。
ReMINDではリミットカットエピソードをクリアするとプレイできる「シークレットエピソード」にて戦う事ができる。夜空の広がる世界で目覚めたソラの前に現れ、「これは俺の本来の姿じゃないが、どうしてお前は俺をヨゾラと呼ぶんだ」「どうしてお前はソラを名乗っている」と意味深な言葉を投げかけ、戦いを挑んでくる。敗北した場合のイベントも存在し、どちらの場合でもその後は車の中で目覚め、勝利した場合のムービーでは運転手から「将軍」と呼ばれている。
ネームレス・スター（The Nameless Star）
登場作品：KH3、KHMoM
声：清水理沙 / マディソン・ダヴェンポート
終わりの世界でソラが出会う謎の人物。何者かに姿も名前も奪われ、心だけの存在となりながらも「彼」と呼ぶ誰かを待ち続けている。姿は無いが声と口調は女性のもので、後作でも「彼女」と呼ばれる。本人曰く、名前と姿を奪った存在はハートレスでもノーバディでもなく、人であるらしい。「ネームレス・スター」は『KH3』のスタッフロールでの表記であり、シアターのタイトルやアルティマニアでは「名もなき星」と表記されている。
待ち続けている「彼」もまた心を奪われ、別の心を宿しているという。その「彼」が誰なのかは作中では明かされないが、ソラの知っている人物である事がアルティマニアで明言されており、耳打ちされたソラは意外そうな反応を示している。ReMINDのシークレットエピソードではヨゾラを指していたことを示唆する台詞をソラが発するが、仮にそうだとしてもそれが現在の姿の方なのか宿している心の方なのかは定かではない。
『MoM』ではフェアリー・ゴッドマザーの語る「ソラの手掛かり」としてリク、カイリが訪ねる。実は裏側の世界の住人であり、元の世界に居ると心まで奪われてしまう為にこちらの世界に逃げてきていると言う。フェアリー・ゴッドマザー曰く「強い意思で夢を諦めない子」。姿が無いため、フェアリー・ゴッドマザーの魔法でも体を与える事は出来ないらしい。自身に勇気をくれた人間でもあるソラを救うべく協力し、リクの夢に出てきた街「クァッドラトゥム」の存在を教え、そこに至るポータルを開いた。リクは彼女の夢を叶える事がソラを救う事に繋がるのかとも尋ねているが、それは別の問題との事である。
被験者X（Subject X）
登場作品：KH3
10年ほど前に賢者アンセムが保護（幽閉）し、ゼアノートによって被験体にされていた少女。闇の探求者アンセムとの会話で初めて存在が明かされたものであり、現時点では直接は登場しておらず正体も不明。
発見時は記憶喪失でその素性は一切分からなかった。当時の外見年齢は15歳前後で、「キングダム ハーツ シリーズ キャラクター ファイルズ」によると黒い髪の持ち主だと言う。シークレットレポート#1は彼女が書いたものである。
「鍵が導く心のままに」という言葉を知っており、かつては4人の仲間と行動を共にしていたと言う。その証言内容から古の時代から時を超えてやってきたとされるが、隻眼の男に突然連れ出され、依然としてその行方も素性も不明のままである。賢者アンセムも彼女がいなくなったから研究を止めたと発言しているが、闇の探求者アンセムは彼女にキーブレード戦争の謎を解き明かす鍵があると考えてその行方を追っている。
幽閉されていた頃には城に忍び込んできたアイザとリアと友達になり、時々訪ねてくる彼らとの会話を楽しみとしていた。二人が賢者アンセムの弟子になったのはそもそも彼女を探す為であり、特にアイザ（サイクス）はXIII機関としてノーバディ化してからも彼女の行方を探り続けていた。

### ファイナルファンタジーシリーズ
モーグリ（Moogle）
登場作品：KH、COM、KH2、Days、coded、BbS、3D、χ[chi]、Uχ、KH3
集めた素材を元に、アイテムや武器の合成などを行ってくれる種族。語尾に「〜クポ」と付け、また頭のポンポンを触られるのを嫌がっており、その理由からショップにいるのは全て立体映像である。商人である為に商売の相手は選ばず、黒コートを着たモーグリはXIII機関用のショップを開いていた。
漫画版ではシドたち隠れ家組と共に行動する描写があった。

#### ファイナルファンタジーVI
セッツァー（Setzer）
登場作品：KH2
声：置鮎龍太郎 / クリスピン・フリーマン
トワイライトタウンで行われるストラグルバトルのチャンピオン。相手にイカサマを持ち掛ける事もあるが、楽して勝つ為の冗談である節も見せ柔軟な考えを持つ姿勢に見える。女の子に人気があり、「セッツァー様」と呼ばれている。
漫画版ではイカサマを持ちかける描写は無く、ロクサスには正々堂々挑んだ模様だが試合シーンが丸々カットされ、ロクサスが勝った事だけが語られた。また、一コマだけ画風が天野喜孝調になっている。

#### ファイナルファンタジーVII
クラウド（Cloud）
登場作品：KH、COM、KH2、coded、χ[chi]、Uχ
声：櫻井孝宏 / スティーブ・バートン
レイディアントガーデン出身の青年。詳細はリンク先を参照。『KH』ではハデスに雇われ、予選の決勝でソラたちと対戦した。ホロウバスティオン出身で、エアリスとは面識がある。
エアリス（Aerith）
登場作品：KH、COM、KH2、KH3
声：坂本真綾 / マンディ・ムーア（KH）→ミーナ・スヴァーリ（KH2）
レイディアントガーデン出身の女性。故郷が滅ぼされた時、レオン達と一緒にトラヴァースタウンに流れ着いた。
ティファ（Tifa）
登場作品：KH2
声：伊藤歩 / レイチェル・リー・クック
本編では名前を出さないが、クラウドを追って宛てのない旅を続けている女性。格闘術を得意とし、それに見合う腕力を持ち合わせている。衣装は『ファイナルファンタジーVII アドベントチルドレン』準拠。KHシリーズでのクラウドとの関係は不明だが、ティファはセフィロスと対を成すクラウドの「光」であるらしく、クラウドだけは光に遮られて彼女の姿を見ることが出来ない。またクラウド自身も彼女を避ける素振りを見せる。クラウドが追っているセフィロスとも旧知である。クラウドを探してレイディアントガーデンのアンセムの城を訪ねた時にソラ達と出会い、部屋を勝手に一人で捜索する中で、彼らが探していたアンセムの研究データのパスワードを偶然見付けた。レイディアントガーデンが襲撃を受けた時もソラ達と協力してハートレスやノーバディを撃退していき、後にクラウドと再会する。そしてセフィロスとの決着を付けるべく光に包まれて再び別世界へと旅立った彼を再度また探す事を決意し、その際にソラ達に世話になった礼として「フェンリル」のキーホルダーを渡して旅立った。
原作では快活そうな見た目に反して奥手で控えめな性格だったが、KHシリーズではあまりそう言った面は見られず、見た目通りのサバサバした性格になっている。特に漫画版では気の強くがさつな怪力女という描かれ方が濃く、アンセムの部屋に急に現れては乱暴に調べ、止めようとしたレオンを背負い投げした挙句に逆ギレしており、原作とは正反対と言ってもいいほどのキャラクターになっている。また、人探しなのに額縁の裏やゴミ箱の中を探すなどの天然じみた面が描かれている。その傍若無人ぶりをソラに強く窘められ、謝りつつ大人しく立ち去った。
ユフィ（Yuffie）
登場作品：KH、COM、KH2、coded、KH3
声：かかずゆみ / クリスティ・カールソン・ロマーノ（KH）→メイ・ホイットマン（KH2）
レイディアントガーデン出身の忍者の少女。少年のような活発な性格。故郷が滅ぼされた時、レオン達と一緒にトラヴァースタウンに避難した。「グレート忍者」と自称し、手裏剣と忍術を操る。『KH』ではレオンと一緒にソラを保護し、彼らを手助けした。『KH2』ではレイディアントガーデンに帰郷し、再建委員会の一人として復興作業を行い、ハートレスやノーバディなどの故郷への襲撃の際も応戦し、再会したソラ達と一緒に守り抜いた。
人をからかうような言葉や勝ち気な台詞は原作を彷彿とさせるが、原作に比べて気さくで面倒見の良い性格になっており、原作のようながめつさは見られない。ショートパンツのトップボタンは閉めている。漫画版では依頼料を市民に要求するシーンがあり、レオンに度々それを咎められている。
シド（Cid）
登場作品：KH、COM、KH2、coded、KH3
声：山路和弘 / クリス・エジャリー
レイディアントガーデン出身のエンジニア。9年前、ホロウバスティオンの住人で故郷が襲われた時にレオン達を連れてトラヴァースタウンに避難した。技術者としてはもちろん、パイロットとしても一流で、グミシップの操縦にも長けている。『KH』では流れ着いたソラにトラヴァーズタウンについて教えて、彼らのグミシップでの旅の動向をサポートした。豪気で職人肌だが人情に厚く、ソラたちのバックアップを惜しまない。『KH2』では復興途中のレイディアントガーデンに帰郷し、防御システムの管理やMCPに対抗するワクチンプログラムの作成など、技術者の手腕を発揮して街の復興に助力した。音声が付いたのは『KH2』から。
原作では32歳ながら親父キャラとして描かれていたが、KHシリーズでは10年ほど年齢が上がった42歳となっており、格好もラクダのシャツにステテコと腹巻というスタイルになった。咥えているのは煙草ではなく爪楊枝。貫禄は増したが、原作のように露骨に年寄りぶる様子は見せず、面倒見が良く豪放磊落な性格になっている。空を飛ぶ乗り物へのこだわりは健在であり、グミシップの改造などで活躍する。
漫画版では腹一杯鍋という闇鍋に近い料理をいつも作っている。
ザックス（Zack）
登場作品：BbS
声：鈴村健一 / リック・ゴメス
オリンポスコロシアムに登場する、英雄を目指す少年。
セフィロス（Sephiroth）
登場作品：KHFM、KH2
声：森川智之 / ランス・バス（KH）→ジョージ・ニューバーン（KH2）
クラウドの心の闇が具現化した存在として登場。

#### ファイナルファンタジーVIII
レオン（Leon）
登場作品：KH、COM、KH2、coded、KH3
声：石川英郎 / デヴィッド・ボレアナズ（KH）→ダグ・アーホルツ（KH2）
『KH』の本編から9年前にレイディアントガーデンがハートレスの襲来に遭った際にエアリスとユフィと共にシドに連れられて、トラヴァースタウンに流れ着いた。本名はスコール・レオンハートだが、故郷を護れなかったという悔恨から、過去の弱い自分と決別する為「レオン」と名乗っており、スコールと呼ばれるのを嫌う。ガンブレードのトリガーは使わず、魔法でリーチを伸ばしてくる。
『KH』では王様の依頼で"鍵"を持つ者（ソラ）を保護して世界の異変やキーブレードの事など、彼らに色々と助言して共に戦い、ホロウバスティオンでの決戦にもユフィ達と一緒に応援に駆けつけた。『KH2』では復興途中のレイディアントガーデンに帰郷し、再建委員会の一人としてハートレスと戦いながら街の復興に勤しみ、再会したソラ達と一緒に街を襲撃してきたハートレスとノーバディ、暴走したMCPと戦い、故郷を守り抜いた。
原作では17歳だが本シリーズでは25歳の設定で、肉体面・精神面ともに大人になった様子が描かれており、ソラ達にとってはいい兄貴分となっている。『KH2』の描写からはクラウドとも旧知らしく、ホロウバスティオンの決戦時には互いに憎まれ口を叩きながらも共闘していた。
漫画版では当初は原作同様の兄貴分だったが徐々に短気で神経質なところが描かれるようになり、ギャグ面も強くなっていった。また、その性格と立場故に周囲に振り回される苦労人の面も強く、『KH2』の頃には煩悶するシーンが度々描かれたりなど、ある意味では原作に近付いている。
セルフィ（Selphie）
登場作品：KH、COM、KH2、coded
声：青木麻由子 / モリー・ケック
デスティニーアイランド出身の少女。ソラやリク、カイリの遊び友達で、ティーダとワッカとは仲良しグループ。『KH2』はカイリと共に制服姿で学校から帰宅する姿を見せた。原作では17歳だが本シリーズでは13歳（『KH』時点）で、カイリの事も「カイリ姉ちゃん」と呼んでいる。原作と違って口調は平時から訛りがある。また、武器もヌンチャクから縄跳びに変わっている。
漫画版では『KH2』で僅かに登場。カイリが手紙の入った瓶を海に流した（原作と違って放り投げた）際に窘めている。
サイファー（Seifer）
登場作品：KH2
声：子安武人 / ウィル・フリードル
トワイライトタウン出身の自称風紀委員で、ライとフウを率いるガキ大将的な存在。原作と違って本来のライバルであるスコール（レオン）とは歳が離れており、互いの関連性も無くなっている。ソラに因縁を付けようとしたが、ストラグル主催者からフェアにストラグルバトルで決着を着けようと促された。『俺』という文字が付いたニット帽を被っている。ハイネとはそりが合わず、よく突っかかる。漫画版ではカイリに惚れるもソラとの関係を悟り潔く身を引いた。『KH3』では未登場だが、ライとフウと共に武者修行の旅に行った事がトワイライトタウンの街の住人同士の会話で聞くことができる。
ライ（Rai）
登場作品：KH2
声：中井和哉 / ブランドン・アダムス
サイファーの子分的存在で、いつもサイファーに付き慕っている。力は強いが頭はあまり良くない。「〜だもんよ」が口癖。
『FFVIII』での名前は「雷神」だが、本作ではライと改められた。
フウ（Fuu）
登場作品：KH2
声：夏樹リオ / ジリアン・ボーエン
ライと同じく、いつもサイファーと行動を共にしている。言葉が全て一言のみの漢字という珍しい喋り方をする。原作では眼帯だが、この作品では髪で目が隠れている。
『FFVIII』での名前は「風神」だが、本作ではフウと改められた。

#### ファイナルファンタジーIX
ビビ（Vivi）
登場作品：KH2
声：大谷育江 / メリッサ・ディズニー
トワイライトタウンに住む黒魔術師。臆病でサイファーを「様」付けで呼ぶなどサイファーを尊敬しており、自分もサイファーのように強くなりたいと思っている。その為いつも彼らのグループの後ろにくっついているが、あまり相手にされていない。また、ビビのコピーが敵（ノーバディ「ダスク」の変装）として登場したり、操られて暴走するシーンがある（原作の黒魔道師のエピソードのオマージュ）。

#### ファイナルファンタジーX
ティーダ（Tidus）
登場作品：KH、COM、coded
声：森田成一 / ショーン・フレミング
デスティニーアイランド出身の少年。セルフィとワッカとは仲良しグループで、ソラとリクとはよくチャンバラ遊びをしている。『KH2』では未登場だが、セルフィ曰くワッカと一緒に「ボール遊び」に熱中しているらしい。自分こそエースにふさわしいと思っているが、リクの実力は認めている。原作では17歳だが、本シリーズでは13歳（『KH』時点）。
ワッカ（Wakka）
登場作品：KH、COM、coded
声：中井和哉 / ディー・ブラッドリー・ベイカー
デスティニーアイランド出身の少年。セルフィとティーダとは仲良しグループで、その中でも最年長であり纏め役となっている。進んで仲間たちの先頭に立つことはないが、常にみんなに気を配っている。ボールを投げつける攻撃が得意。『KH2』ではティーダと放課後に「ボール遊び」をしているらしい。原作では23歳だが、本シリーズでは15歳（『KH』時点）。
アーロン（Auron）
登場作品：KH2
声：石川英郎 / マット・マッケンジー
オリンポスコロシアムでハデスが死者の中から呼び寄せた刺客として登場。ハデスにヘラクレスの始末を命じられるが、拒否しハデスに刃向かい、ソラ達に一時、味方するようになる。エピソード2ではハデスに心を操られ、英雄の力を失ったヘラクレスをあと一歩のところまで追い詰めるが、ソラ達がアーロンの心を取り戻したことによりヘラクレスにトドメを刺さずハデスと戦った。エンディングではオリンポスコロシアムに無数の亡者の人魂が漂う中で一人冥界へ帰って行った。『KH3』ではオリンポスにてハデスが過去に利用しようとした者の1人として、テラやクラウド共にイメージ映像内の石像として登場している。

#### ファイナルファンタジーX-2
ユウナ（Yuna）
登場作品：KH2
声：青木麻由子 / ヘディ・ビューレイ
ホロウバスティオンに登場した怪盗3人組の一人。淑やかに見えるが、これでも3人の中の纏め役。X-2の彼女ら3人は『FFX-2』とは違い妖精サイズの姿となっている。また、ティーダやワッカとの関連性は特にない。お宝目当てでマレフィセントと組んでいたが、ドナルドのレオンの方がすごいお宝を持っていると言う嘘にされてあっさり裏切った。後に騙されていたことに気付いたものの、仕返しも兼ねてお宝を狙い続けている。
漫画版でも同じくマレフィセントと組んでいたが、その横暴ぶりに反感を抱いていた。しかし酷い扱いを受けても「パートナー」であるマレフィセントを裏切ろうとしないピートに心を打たれ、彼と協力してハートレスの暴走からマレフィセントを救う。だが結局ピート共々仕置きを受け、最終的に離反した。
リュック（Rikku）、パイン（Paine）
登場作品：KH2
声：松本まりか / タラ・ストロング（リュック）、豊口めぐみ / グウェンドリン・イェオ（パイン）
怪盗3人組の一人で、ユウナと同様に妖精サイズの姿となっている。

### すばらしきこのせかい
本シリーズではヨシュア以外は元の世界で起こった「死神のゲーム」で死亡しており、ヨシュアがその残滓を拾い上げ、「眠りに閉ざされた世界」のトラヴァースタウンで再生させた。
ネク（Neku）
登場作品：3D
声：内山昂輝 / ジェシー・デビッド・コルティ
ヨシュア（Joshua）
登場作品：3D
声：木村良平 / アーロン・スパン
シキ（Shiki）
登場作品：3D
声：鉢嶺杏奈 / ヘザー・ホーガン
ビイト（Beat）
登場作品：3D
声：木村昴 / クロフォード・ウィルソン
ライム（Rhyme）
登場作品：3D
声：竹達彩奈 / アシュリー・ローズ

## ディズニーキャラクター

### 主要登場キャラクター
ミッキー（King Mickey）
登場作品：KH、COM、KH2、Days、coded、BbS、3D、χ[chi]、Uχ、KH3、KHMoM
声：青柳隆志（KH～KH3）→星野貴紀（KH3～） / ウェイン・オルウィン（KH～Days）→ブレット・イワン（BbS～）
ディズニーキャッスルとディズニータウンをミニー王妃と共に治める国王で、キーブレードに選ばれた勇者の一人。ソラ達からは王様と呼ばれていて、現時点で、彼を名前で呼ぶのはリク、ピート、ヴェン、アクア、イェン・シッドのみである。陽気で心優しく誰とでも親しみ持って接し、正義感が強く思慮深い面も併せ持ち、いざという時は仲間と世界の為に行動を起こす王様として相応しい人柄を持っており、ミニー王妃やドナルドとグーフィー、ソラとリクを始めとする仲間達から慕われている。また、自分のしたことに罪悪感を抱いていたリクに優しく寄り添い、ソラと彼の和解を導いた。
「トワイライトタウン」の魔法の列車で向かった先にある「不思議な塔」に住む元キーブレードマスターで偉大なる魔法使いイェン・シッドの弟子。「ファンタジア」の時等手間の掛かる弟子だったらしいが、イェン・シッドから強力な光の魔法（ホーリー）を習得した。キーブレードを逆手に持って扱うシーンもあるが、普段は他の使い手と同じ構えで戦っている。『Re:coded』のシークレットムービーでは、イェン・シッドから「（味方のキーブレード使いの中では）マスターは王一人」と言われており、彼もキーブレードマスターに就任している事が判明している。ディズニーキャッスルが建設される前は、当時ウィリー号の船長だったピートの下で働いていた。賢者アンセムとは以前から交流があり、世界の危機やハートレスの脅威について色々と話し合っていて、その際にゼアノートとも面識を持っていた。
『KH』の開始直前の時期に世界を覆い尽くす闇の気配を察知し、家来で親友のドナルドとグーフィーにキーブレードの勇者との旅を託して、闇の扉を閉じる為に闇の世界へ「闇側のキーブレード」を探しに一人旅立った。その旅の最後に、闇の世界側からソラとリクと共に闇の扉を閉じ、リクと闇の世界に残る。
『COM』でリクが「忘却の城」にいるソラの気配に導かれた為、リクを幻を通して励ましながら自身も城に辿り着き、彼と闇の探求者アンセムの戦いを見届けた。その後、ディズから手渡された「存在しない者の衣（黒コート）」を身に纏ってリクと行動していたが、一度はぐれてしまう。
『KH2』及び『Days』のトワイライトタウンで闇の探求者アンセムの姿となったリクと再会した後は、XIII機関の追跡を警戒しながら賢者アンセムの探索を行った。「ホロウバスティオン（レイディアントガーデン）」でソラ達にアンセムとXIII機関の真実を伝えた後、ゼムナスを追って消息を絶つ。この時、ソラからリクの事を聞かれたが、リクから自分の現状を黙っているよう約束されていたので話す事が出来なかった。その後、トワイライトタウンでソラ達と再会し、彼等と共に機関の本拠地に辿り着く。そこでリクや賢者アンセムとも再会し、彼等と共にXIII機関を倒していき、遂に最後の一人となったゼムナスを倒した。ゼムナスとの決戦の後、ドナルド達と共にディズニーキャッスルに戻り、ミニー王妃達と再会を果たした。
ジミニーから一冊目の旅の記録の中から見つかった謎のメモについての相談を受けて、チップとデール、ドナルドとグーフィと共にその謎の解明に乗り出した（『coded』時）。ジミニーメモのメッセージの解析では、メモのデータを基に構成された世界でデータのソラとリクと協力して、バグの除去と謎のメッセージの解析を行い、マレフィセントとピートの干渉を受けながらもそれを退けてジミニーメモのデータを正常な状態へ戻す事に成功し、データ世界のナミネから真実を伝えられた。そしてその後、イェン･シッドにその真実とヴェントゥスの心の在り処の心当たりを伝え、イェン･シッドからゼアノートの復活の忠告とソラとリクのマスター承認試験の決定を言い渡され、それらの事実を書き留めた手紙をソラ達に送った。
『BbS』では、イェン・シッドの元でキーブレード使いとして修行中の途中に、世界の異変を知って、イェン・シッドに黙って世界を行き来できる「星のカケラ」というアイテムを持ち出して世界を駆け巡るようになった。その途中でヴェンとアクアと出会い、その後はキーブレード使い同士の戦いに身を投じることになる。テラはミッキーを見かけた事があるが、ミッキーの方はテラを名前でしか知らない為、『BbS』の数年後にレイディアントガーデンでアンセムを訪ねた際に出会ったゼアノートの正体に気付かなかった。
『0.2』では『KH』の同時期に闇の世界にてアクアと再会していた事をリクとカイリに明かし、『KH3』ではリクと共にアクアを救出するべく闇の世界を探索していたが、リクのキーブレードが折れて撤退。一旦、テラの消息を掴むべく調査に向かうが、そこで記憶にあるゼアノートとマスター・ゼアノートの年齢がかけ離れていたことを思い出し、テラがゼアノートの手にあると気付く。再び赴いた闇の世界にて闇に染まったアクアに襲われてしまうが、ソラとリクに助けられ、アクアの救出に成功する。最終決戦ではゼムナス、マールーシャ、ラクシーヌ、ルクソードの4人を相手にたった1人で奮戦していた。ReMINDでは光の守護者達が鍵穴に吸い込まれてもなお立ち上がり、未来のソラの助力を受けつつレプリカ・ゼアノートの集団を退けた。戦いの後はディズニーキャッスルに戻ったものの、1年後には世界から消えたソラを探してドナルド、グーフィーと共にソラの足跡を辿っている。
『MoM』ではリクが一人で虚構の世界に向かったと知るや否や、周囲の静止も聞かず自身もすぐに後を追おうとし、ドナルドとグーフィーに押さえつけられている。その後、イェン・シッドから古のキーブレード使いについて調べるべく、スカラ・アド・カエルムへと向かうように指示された。
使用するキーブレードはキングダムチェーン（『KH』、『KH2』、『Days』の初期武器）だが、ソラの物とは違い、金と銀の部分の色が逆であり、シリーズ通して登場するキーブレードで唯一闇の世界のキーブレードに属する。『BbS』では修行中の身だった為スターシーカー（『KH2』の序盤で手に入れるキーブレード。『ファンタジア』に出てくる魔法の帽子のような色合いで、キーチェーンは三日月）を所有していた。
基本的に操作することが出来ないキャラクターだが、KH2ではソラが敵（主にボスなど）に敗れると一定の確率で登場し、プレイヤーが一時的に操作することが出来る。また『Days』では、隠しキャラクターとして操作が可能。
シリーズに登場する度にコスチュームが変わっており、『KH』では赤いズボン、『COM』では前者をイメージした大きなボタン付きのジャケット、それ以降はソラの物とよく似た衣装を着ている（『KH2』では服装の色が赤で、『BbS』では黒になっている）。
『3D』の眠りの世界にある『カントリー・オブ・ザ・マスケティア』では王様ではなく銃士として登場し、『シンフォニー・オブ・ソーサリー』では見習いの魔法使いとして登場する。
ドナルドダック（Donald Duck）
登場作品：KH、COM、KH2、Days、coded、BbS、3D、χ[chi]、Uχ、KH3、KHMoM
声：山寺宏一 / トニー・アンセルモ
ディズニーキャッスルの王宮魔導士。気が短く、ワガママな性格で時折ソラと衝突する事もあるが、本質は仲間思いで王様（ミッキー）を庇って気を失ったグーフィーが死んだと思い、取り乱すほどである。ホロウバスティオンに住む魔法使いマーリンの弟子であり、攻撃魔法の他に回復魔法を使って仲間のサポートをする。武器は、先端に『FF』シリーズの黒魔導士の頭の形になっている「まどうしの杖」。シリーズでは主にNPCキャラクターであるが、『Days』では隠しキャラクターとして登場しプレイヤーによる操作が可能になっている。
『BbS』の時期にイェン･シッドの許から無断で飛び出した王様（ミッキー）の安否を気遣いグーフィーと共に不思議な塔に訪れており、そこでヴェントゥスとアクアに会っている。『KH』では行方不明となった王様の伝言で、ミニー王妃の事を恋人のデイジーに託して、グーフィーと共にキーブレードの勇者を探しに「トラヴァースタウン」に向かい、ソラと出会い、ハートレスと戦う為、そして王様を探す為にソラを連れて旅に出た。最初は王様の命令でソラと一緒に居たが、長い旅の中で次第に友情が芽生えていき、『KH』のホロウバスティオンでキーブレードがソラからリクに渡った時はリクに付いて行くも、最終的にソラの元に戻り、『KH2』でも王様の命令よりもソラの願いを優先するなど大事な友達として信頼し大切に思っている。『COM』で記憶の再生の為に一年間眠りに着き、トワイライトタウンで目覚めた後、新たな冒険の中で王様と再会し、ソラ達と共にXIII機関を倒して、無事にディズニーキャッスルに帰還して、デイジー達と再会した。その後ジミニーメモの謎の解明を王様達と共に始めた。メモのデータ世界では、その世界のソラとリクと協力して直接バグの除去とハートレス退治に尽力した。『KH3』でもソラと共に様々な世界を巡るが、『KH』以来あまり触れられなかった「世界の秩序」に関してかなり厳しい姿勢になっており、作中で何度もソラに指摘をしている。キーブレード墓場では「ゼタフレア」という魔法でテラ=ゼアノートを消滅させたが、その反動で力尽きてしまう。時間遡行後はイェンシッド、グーフィーと共に敵の群れを食い止め、マスター・ゼアノートとの最終決戦ではソラと共に最後まで戦った。
作中では三つのコスチュームがあり、本編中に身に付けている旅装束、王宮魔導士としての服装、そして終盤再構成された地平線のエリアを歩く時のみディズニー作品出演の際の着用するいつものセーラー服の三つがある。
他にもドナルドの魔法で場に馴染む為、タコや野鳥に姿を変えたこともある。
『3D』の眠りの世界にある『カントリー・オブ・ザ・マスケティア』では魔導士ではなく銃士として登場し、本来の彼に比べ、気弱で小心な性格で一度逃げ出すもミッキーを心配し、戻ってくる。
グーフィー（Goofy）
登場作品：KH、COM、KH2、Days、coded、BbS、3D、χ[chi]、Uχ、KH3、KHMoM
声：島香裕（KH～KH3）→宮本崇弘（KHMoM～） / ビル・ファーマー
ディズニーキャッスルの王宮騎士隊長。部下の数は不明。のんきで心優しく緊張感に欠ける所もあるが勘が鋭くしっかりした一面もあり、ムーランが女性であることを誰よりも見抜いたり、物事の核心を突いたり、要点を纏め上げて仲間をフォローしている。本来は人を傷つける事を嫌い、争いを好まない為、戦いの際は剣ではなく盾を使用して戦っているが、いざとなると盾を投げたり回転して体当たりをするという大活躍を見せる。身体的にも並外れており、『KH2』では脳天に落石が直撃しても少し気を失っただけで済み、『KH3』ではアクセルやヴェントゥスを一撃で倒すほどの強者であるテラ=ゼアノートの攻撃を盾で弾き返している。武器の「騎士の盾」は、中心にミッキーの顔のマークが象られている。シリーズでは主にNPCキャラクターであるが、『Days』では隠しキャラクターとして登場し、プレイヤーによる操作が可能になっている。
『BbS』の時期にドナルドと共にヴェントゥスとアクアに会ったことがあり、外の世界へと飛び出した王様（ミッキー）の事をヴェントゥスに頼んでいた。『KH』でドナルドと一緒にトラヴァースタウンに辿り着き、ソラと出会って王様を探す為に一緒に旅に出た。旅の中でソラと友情が芽生えていき、リクに一時付いて行った際にはリクの攻撃からソラを庇う形で自ら彼の元に戻り、今ではドナルドや王様と同じようにソラの事も大切に思っている。『COM』での戦いの後、忘却の城で記憶の再生の為に眠りに着き、トワイライトタウンで目覚めて、新たな冒険に出て、王様と再会し、XIII機関を倒して無事にディズニーキャッスルに帰る事が出来た。その後、ジミニーメモの中から謎の記録が見つかった為、王様達と共にその調査を始めた。データ世界ではデータのソラとリクと直接協力して、バグの除去とハートレス退治に貢献した。『KH3』ではドナルドと共に「僕たち3人で一人前」と何度も口にするなど、ソラとの絆が一層強く表れている。終盤、ドナルドと共に「ソラはもう1人でも一人前」と彼の背中を押すも、カイリの消滅とキングダムハーツの完成に打ちひしがれるソラを「やっぱり3人で一人前がいいよね」と立ち上がらせ、最終決戦では3人で放った「トリニティ」でマスター・ゼアノートを倒した。
作中では三つのコスチュームがあり、本編中に身に付けている旅装束、王宮騎士隊長としての鎧姿、そして終盤再構成された地平線のエリアを歩く時のみいつものディズニー作品出演の際の着用する普段着の三つがある。
他にもドナルドの魔法によって場に馴染む為、亀（ウミガメ・リクガメ）に姿を変えたこともあり、その際には甲羅に盾を装備している。
『3D』の眠りの世界にある『カントリー・オブ・ザ・マスケティア』では騎士隊長ではなく銃士として登場し、本来の彼以上にドジだが心優しい性格は変わらない。
ピート（Pete）
登場作品：KH2、Days、coded、BbS、3D、KH3
声：大平透（KH2～3D）→ 北川勝博（KH3～） / ジム・カミングス
ディズニータウンで悪事ばかり働いた為にミニー王妃によって「世界の牢獄」に閉じ込められていたが、マレフィセントの手引きにより脱獄して以来ハートレスを集めて全ての世界を支配するために暗躍する。
ディズニーキャッスルが建設される前は蒸気船ウィリー号の船長でありミッキー（王様）の上司だった為、王様からは「ピート船長」とも呼ばれており、現在もその名で呼ばれることがある。かつては乱暴ながらも気さくな性格だったが、時が経つに連れて身勝手でワガママな嫌われ者へと変貌した。
『KH2』ではイェン・シッドの城でソラ達と対立し、以後はマレフィセントと共にソラ達の前に立ちはだかるが、XIII機関と敵対していた為、時にソラ達に手を貸す事もあった。XIII機関の本拠地でソラ達をゼムナスの許へ向かわせる為に、マレフィセントとハートレスの群れに立ち向かい、そのまま消息を絶っていたが、『coded』で再びその姿を現した。引き続いてマレフィセントに仕えており、彼女と共にハートレスの集まるデータ世界を構成し、乗っ取ろうと悪巧みを企てていた。しかしデータソラ達に助けられ、XIII機関の本拠地での「貸し」を返して貰ったということもあり、マレフィセントと共に現実世界へと帰っていったが、性懲りも無く二人で過去の世界からの侵入を企てる計画を示唆している。
ソラ達が記憶の再生の眠りに着いている間（『Days』時）、マレフィセントがいない間にXIII機関（主にロクサス）と接触しており、まだ互いの素性を知らなかったが、彼らにもハートレス集めを邪魔されていた。
『BbS』では、ディズニータウンのドリームフェスティバルで開催されるミリオン・ドリームアワードで一番になろう（賞品が目当て）と自称「影を背負った孤高のレーサー」の「キャプテン・ダーク」、正義のヒーロー「キャプテン・ジャスティス」と別人を名乗ってそれぞれに変装するが、ほとんどの人物にバレていて、「キャプテン・ダーク」ではレーシングのルール破っていたり、「キャプテン・ジャスティス」では事態を拗らせるばかりでいざという時に頼りにならず、さらにその行動でテラ、ヴェントゥス、アクアによって邪魔された。そして最後に、その努力を認めた住民からの投票を軽視する発言を続けてミニー王妃の怒りに触れ、ほうきの召使い達に前述の通り、異空間の牢獄へと投獄されてしまう。
マレフィセントと組む前は、「アンヴァースを相手にして欲しい」という願いに「専門外」といって逃げ出すなど戦う力は持っていなかった。その後どういう経緯で戦闘力を得たかは不明だが、過去のピートを軽くあしらうなど以前よりパワーアップしている。
『3D』の眠りの世界にある『カントリー・オブ・ザ・マスケティア』ではミッキー達の隊長として登場し、原作同様本来の彼と違いヒゲが生え、片足が義足である。ただし、悪さはしているのは変わらず、ミッキー達を利用してミニーから王位の座を奪おうとしていた。
『KH3』ではマレフィセントと共に「黒い箱」を捜索しており、光と闇の戦いに関わる事は無かった。

### 主なディズニーキャラクター
プルート（Pluto）
登場作品：KH、COM、KH2、coded、BbS、3D、KH3
声：ビル・ファーマー
王様の愛犬。本シリーズでは人懐っこく利口で鼻が利き、探し物を特定するだけでなく相手がどのような存在で、どれほど大切な人なのかを見抜くことが出来る。『KH』でドナルド、グーフィーと一緒にトラヴァースタウンに付いた時、いち早くソラを見つけ出した。しかし気にしない2人に置いて行かれ『coded』で判明する町に現れた闇の回廊を通って別世界に行った後、経緯は不明だがソラ達の前に王様から預かった手紙を銜えてソラ達の前に現れて「忘却の城」に彼等を導いた（『KH』エンディングでの出来事だが、城へ導いたムービーが追加されたのはインターナショナル版）。
『KH2』では「存在しなかった世界」に迷い込んだ時、アクセルの後を追ってリクが開いた闇の回廊に向かい、デスティニーアイランドでカイリと対面し、彼女と一緒に再びリクの開いた闇の回廊を通ってトワイライトタウンに辿り着き、ハイネ達と出会ったが、再び現われたアクセルにカイリが連れ去られそうになったため、彼女を追って一緒に逃げ出したもののXIII機関によってカイリ共々幽閉された。ナミネのお陰でカイリと共に逃げだし、王様達と再会してゼムナスとの決着が着いた後、王様達と共にディズニーキャッスルに帰還した。
ミニー王妃（Queen Minnie）
登場作品：KH、KH2、BbS、3D、KH3
声：水谷優子 / ルシー・テイラー
王様と共にディズニーキャッスルとディズニータウンを治める王妃。心優しい性格であるが、城を乗っ取ろうとしたマレフィセントにも怯まなかったり、人の思いを無下にするピートに対して厳しい処置を下すなど、王妃としての気丈な一面もある。彼女も王様と同様魔法（ホーリー）が使えるが、誰に師事したかは不明。王様が行方を晦ましてドナルド達が旅立つ時、ジミニーに旅の間の記録を頼んで彼らを見送り、王様の帰りをデイジーと共に待ち続けていた。大食いであり、『BbS』ではヴェントゥスがリズミックアイスで作った大量のアイスを平らげていた。
『KH2』ではマレフィセントの策略でハートレスに襲われた故郷をソラ達と共に救い、エンディングで王様達と再会した。
『3D』では世界のデータを狙うマレフィセントに人質に取られ、王様達を脅迫する材料にされるも、乱入したリアによって救われる。
デイジーダック（Daisy Duck）
登場作品：KH、KH2、BbS、KH3
声：土井美加 / トレス・マクニール
ディズニーキャッスルの貴族の娘で、ドナルドの恋人。ドナルドと同じく気が強い性格で、ドナルドも彼女には頭が上がらないらしい。ドナルドの旅立ちを見送り、王妃と共に彼らの帰りを待ち続けていた。
『KH2』では1年間連絡を寄越さなかったドナルドに不満をぶつけながらも再び彼らの旅立ちを見送り、エンディングでのドナルド達の帰郷を喜んで出迎えるなどなんだかんだで大切に想っている。
チップとデール（Chip 'n Dale）
登場作品：KH、KH2、coded、BbS、χ[chi]、Uχ、KH3
声：滝沢ロコ（チップ）、稲葉実（デール）/ トレス・マクニール（チップ）、コーリー・バートン（デール）
ディズニーキャッスルの技術士を勤めている。旅の間、ディズニーキャッスルからの通信でソラ達のグミシップをサポートしている。チップはグミシップの操縦のアドバイスを、デールはグミシップの設計を手掛けている。
『KH2』ではハートレスに襲われたディズニーキャッスルの伝令役も勤めていて、イバラに囲まれた「光の礎」が安置されている「礎の間」のこともミニー王妃に真っ先に伝えた。ハートレスの危機が去った後、ソラ達を見送り、XIII機関との戦いを終えた王様達の帰郷を出迎えた。王様達と共にジミニーメモに記録された謎のメモの解明に乗り出した。
『BbS』では、レーシングの勤め役をやっていて、キャプテン・ダーク（ピート）のルール無用のレースに困っていた所を、テラに助けて貰い、彼にミリオン・ドリーム・アワードに投票した。
ヒューイ・デューイ・ルーイ（Huey, Dewey and Louie）
登場作品：KH、KH2、coded、BbS、KH3
声：坂本千夏 / ルシー・テイラー
ドナルドの甥っ子に当たる三つ子の兄弟。ヒューイが赤い帽子と服を着用している仕切り屋の長男で、デューイが青い帽子と服を着用しているアイデアマンの次男で、ルーイは緑の帽子と服を着用しているのんびり屋で優しい。いつか自分達で旅に出ようとして旅行費の為に、トラヴァースタウンやホロウバスティオンでショップを開いていた。カウンターや掃除などを交代で行っている。ホロウバスティオンでのドナルドとの会話は無い。ドナルド達がXIII機関との決戦の後に帰郷する際に、彼らもスクルージと一緒にディズニーキャッスル（ディズニータウン）に帰ってきた。
『BbS』では、ドリームフェスティバルでアイスクリーム屋を開こうとしたが、スクルージから渡されたアイスクリームメーカーの操作に困っていた。そこにヴェントゥスに助けて貰い、「リズムで作るアイス」を提案して、お店は盛り上がった。
『coded』では記憶データ世界で構成されており、シドが面倒を見ていた。
スクルージ・マクダック（Scrooge McDuck）
登場作品：KH2、BbS、KH3
声：伊井篤史（BbS）→ 小形満（KH3～） / アラン・ヤング（BbS）→ エン・ライテル（KH3～）
ドナルドの叔父でディズニータウン出身だが、『BbS』の頃はグミシップがなかった為、世界各地旅するマーリンに頼んで魔法で密かにレイディアントガーデンに移住しており、移住したのも事業拡大の為とのこと。『KH2』の時点でもレイディアントガーデン（ホロウバスティオン）に住んでおり、シーソルトアイスの開発に勤しんでいたが、ドナルド達がXIII機関との決戦の後に帰郷する際、ヒューイ・デューイ・ルーイ達と一緒にディズニーキャッスル（ディズニータウン）に帰ってきた。
『BbS』ではアンヴァースに襲われていた所をヴェントゥスに助けて貰い、お礼にディズニータウンの永久入場パスを三人分渡した。
ホーレス・ホースカラー（Horace Horsecollar）
登場作品：KH2、BbS
声：伊井篤史 / ビル・ファーマー
『KH2』ではタイムレスリバーに登場し、『BbS』ではドリーム・フィスティバルで果物を使った競技「フルーツキャスター」をやっていて、アンヴァースに困っていた所をアクアに助けて貰い、彼女にそのお礼としてミリオン・ドリーム・アワードに投票した。
クララベル・カウ（Clarabelle Cow）
登場作品：KH2
タイムレスリバーに登場。現代の彼女はまだ登場していない。
クララ・クラック（Clara Cluck）
登場作品：KH2
タイムレスリバーに登場。原作では喋れないキャラだが本作ではボイスはないが喋ることが出来る。
ジュリアス（Julius）
登場作品：3D
声：大平透 / ジム・カミングス
ミッキーのアルバイトは危機一髪（Runaway Brain Mickey）の登場キャラクター。ピートと姿は似ているが全くの別人及び無関係で義足である。『3D』においてはトラヴァースタウンの裏通りにて突如襲い掛かってくる謎の怪物だが、ストーリーに直接関係する活躍は無い。戦いの後は現れた場所から逃げ帰った。

### 白雪姫
担当声優は1980年公開版の吹き替えに準拠。
白雪姫（Snow White）
登場作品：KH、BbS、χ[chi]、Uχ
声：小鳩くるみ / キャロライン・ガードナー
セブンプリンセスの一人。雪のように透き通った肌を持つ美しさと、それでいて誰に対しても気さくに接する優しさを持つ少女。その美しさを妬む王妃から、知らず知らずに命を狙われることになる。『Bbs』で王妃に心臓を奪うようにと言われていたテラと会い、テラにその気は毛頭なかったものの、アンヴァースの出現に驚いて森の奥に逃げ込んでしまった。森の中をさ迷っていた中でヴェントゥスに出会い、彼の護衛で小人達の小屋に辿り着いた。その後、彼女は老婆に化けた王妃に毒リンゴを食べさせられてしまったが、王子のキスで眠りから目覚めた。
『KH』では、自分の世界がハートレスに崩壊され、マレフィセントの手によりホロウバスティオンに閉じ込められていた。後に駆けつけたソラ達によって救われ、世界が元に戻ると同時に自分の世界に戻った。
王子（Prince）
登場作品：BbS、χ[chi]、Uχ
声：森川智之 / ジェームズ・アーノルド・テイラー
隣国の王子。旅の中で近づいた城で白雪姫の歌声に導かれ、彼女と運命的な出会いを果たす。彼女を迎えに行く為に再び城に訪れるも、既に城は廃墟同然になっており、眠りに着いた白雪姫を目覚めさせる手掛かりを探しに来たアクアと出会う。アクアの言葉で白雪姫が眠る小人の小屋に向かい、彼女をキスで目覚めさせた。
先生、ねぼすけ、てれすけ、ごきげん、くしゃみ、おこりんぼ、おとぼけ（Doc、Sleepy、Bashful、Happy、Sneezy、Grumpy、Dopey）
登場作品：BbS、χ[chi]、DR
声：熊倉一雄 / デヴィッド・オグデン・スティアーズ（先生）、八木光生 / ビル・ファーマー（ねぼすけ）、石森達幸 / ジェフ・ベネット（てれすけ）、滝口順平 / デヴィッド・オグデン・スティアーズ（ごきげん）、槐柳二 / ボブ・ジョールズ（くしゃみ）、永井一郎 / コーリー・バートン（おこりんぼ）
森の小屋に住む7人のドワーフ（小人）達。鉱山で宝石を発掘している。また、かなり疑り深く、テラを探しにやって来たヴェンを泥棒扱いすることもあり、最後まで誤解が解けなかった（おとぼけのみ、ヴェンの心配をしていた）。眠りに着いた白雪姫の前で悲しんでいた時にアクアと出会い、王妃の城に目覚めさせる方法があると教える。白雪姫が目覚めた後、アクアに感謝している。
王妃（Queen）
登場作品：BbS、χ[chi]、Uχ、DR
声：里見京子 / スーザン・ブレイクスリー
古びた城に住む、白雪姫の義母。自分の美しさに自信があり、自分を『光』と評している。マジックミラーに「この世で一番美しいのは誰か」と聞いて、美しいのは白雪姫と言われて納得出来ない彼女は、白雪姫を消そうと企み始める。その際たまたま居合わせていたテラに、マスター・ゼアノートの手掛かりをマジックミラーに聞くことを条件に白雪姫の心臓を奪うように言った。しかしテラはそれに応えなかった上に、自分のことを『闇』と言ったことに憤怒し、マジックミラーの中に閉じ込めたがマジックミラーはテラに倒されてしまい、半ば脅される形でマジックミラーにマスター・ゼアノートの居場所を言わせた。
後に老婆の姿に化けて、白雪姫に毒リンゴを食べさせようとしていた道中でヴェントゥスと遭遇している。以降は登場しないが、白雪姫に毒リンゴを食べさせた後に駆け付けた小人達に追い詰められ、倒されたことが小人達から語られた。
『Uχ』では実際に追い詰められる場面が描かれており、原作同様に崖から転落する最期を迎えている。
『DR』ではマジックミラーに質問しようとするゼアノート達を断固として認めず、一度は彼らを鏡の中に閉じ込めた。以降も鏡の前に常に居座っては部外者に質問させないように目を光らせていた。
マジックミラー（Magic Mirror）
登場作品：BbS、χ[chi]、Uχ、DR
声：大木民夫 / コーリー・バートン
問い掛けた者に、真実を問う役目を持った不思議な鏡。あくまで問い掛けに答えるだけの鏡であったが、王妃の負の感情によりアンヴァースと化して、テラを閉じ込めて襲い掛かった。白雪姫を目覚めさせる手掛かりを求めて城にやって来たアクアも、テラの時と同じように鏡の中に閉じ込めて襲い掛かったが、またしても敗れた。その際「女王亡き今、私の役目は終わった」と呟き、鏡の向こうに消えていった。
『DR』では修行時代のゼアノート達とも接触しており、彼らの仲間の一人であるヴェルの行動に大きな影響を与えていた。また、数十年後には再び訪れたゼアノートの問いに答え、ヴェントゥスとの出会いの切っ掛けとなっていた。

### ピノキオ
担当声優は1983年公開版の吹き替えに準拠。
ジミニー・クリケット（Jiminy Cricket）
登場作品：KH、COM、KH2、coded、3D、KH3
声：肝付兼太（KH～3D）→多田野曜平（KH3～） / エディ・キャロル（KH～Re:COM）→フィル・スナイダー（Re:coded、3D）→ジョー・オフマン（KH2.5～）
ソラ達の旅の一部始終を記録しているコオロギで、ピノキオの良心役。自分が住んでいた世界が消えた際にディズニーキャッスルに流れ着き、そのしっかりした性格をミニー王妃に見込まれて、以後は旅の記録係として彼らに同行している。旅の道中で「モンストロ」に飲み込まれてしまい、そこでピノキオ達と再会した。ピノキオに良心が何なのかを教えたジミニーは共にモンストロを脱出した後、再びソラ達と旅に出た。『COM』で忘却の城を冒険した時に記憶と共に「ジミニーメモ」の記録を消されてしまい、XIII機関に翻弄されてしまうが、ナミネの手助けにより難を逃れる。記憶の再生の際に城での記憶がなくなる為、「ナミネにお礼を言う」とメモに書き残した。『KH2』でのXIII機関との戦いの後、無事にディズニーキャッスルに帰還した。
その後、1冊目（『KH』時）の記録を調べ上げた時に忘却の城で書き残したメモと謎のメモが見つかった為、王様に記録を渡してこれらの謎の調査を始めた。
『3D』の眠りの世界にある『プランクスターズ・パラダイス』のジミニーは現実のジミニーとは並行世界の別人の為、ソラ達のことは覚えていない。
ピノキオ（Pinocchio）
登場作品：KH、COM、3D
声：常盤祐貴（KH）→山口康智（3D） / セス・アドキンス（KH）→ニック・カーソン（3D）
ゼペットが作った、心を宿した人形。嘘をつくと鼻が伸びる。
自分達の居た世界が消えた後はジミニーやゼペットとはぐれてしまったが、ピノキオだけはトラヴァースタウンに流れ着いていた。街でジミニーと再会するもまた行方を晦ませてしまったが、モンストロの体内でゼペットと再会していた。モンストロの体内で、心を失ったカイリを助ける手掛かりを探していたリクに「心のある人形が役に立つかもしれない」と攫われ掛けたが、ピノキオを道具として利用するリクの考えに反対していたソラ達に救われる。
モンストロのくしゃみでゼペットと共に体外に出された後は無事に二人でトラヴァースタウンに流れ着いており、EDでは人間の姿に戻っている様子が確認出来る。
ゼペット（Geppetto）
登場作品：KH、COM、3D
声：熊倉一雄 / トニー・ポープ（KH）→ジェフ・ベネット（3D）
ピノキオを作った人形師。息子が欲しいと祈ったところに自分が作った人形に心が宿り、その子を「ピノキオ」と名付け、息子として想い可愛がっている。
自分達が居た世界が闇に飲まれて消滅した時、ピノキオ達とはぐれてしまい、捜していた中でモンストロに船ごと飲み込まれてしまった。しかしその中でピノキオと再会し、モンストロの体外に出された後はトラヴァースタウンに流れ着いた。失われていた世界が元に戻ったことで、元の世界に戻れた模様。なお、原作では直接会うことはなかったジミニーのことは知っている模様で会話する場面もある。
クレオ（Cleo）
登場作品：KH
ゼペットが飼っている金魚。
モンストロ（Monstro）
登場作品：KH、COM、BbSFM、3D
その体内が一つの世界と言えるほど巨大なクジラ。原作では海に生息しているが、本シリーズでは星の大海に生息しており、ソラ達の乗るグミシップを丸ごと飲み込んでしまう。
『BbSFM』ではミラージュアリーナのミッションの一つ「大海原の怪物」のボスとして登場し、体外→体内の繰り返しによる戦闘となる。体外にいる時はその凄まじい巨体による体当たりやのしかかりを仕掛けてくるが、一定時間が過ぎると体内へと飲み込まれ、中に潜むアンヴァース全てを倒さないと外へ脱出することが出来ない。また飲み込まれるたびに体内の酸が増えていき、ダメージを受けるだけでなく内部のアンヴァースが倒しにくくなってしまう為、いかに体外にて早く倒せるかがカギとなる。
ブルー・フェアリー（The Blue Fairy）
登場作品：3D
声：一城みゆ希 / ロザリン・ランドー
ゼペットの「息子が欲しい」という祈りを聞き、人形に心を宿した女神。

### ファンタジア
イェン・シッド（Yen Sid）
登場作品：KH2、BbS、Re:coded、3D、KH3、KHMoM
声：稲垣隆史（KH2～KH3）→伊藤和晃（KHMoM～） / コーリー・バートン
ミッキー（王様）の師匠で、偉大なる魔法使いにして元キーブレードマスター。詳細はリンク先を参照。
ほうき（The Brooms）
登場作品：KH、KH2、BbS、3D
ディズニーキャッスルで召使いとして働くほうき達。王様（ミッキー）がイェン・シッドの下で修行している時に魔法で生み出した存在で、掃除はもちろん、接客からグミシップの整備の手伝い、更には衛兵としての役割も担うなど、城やディズニータウンの様々な仕事を分担してこなしている。
チェルナボーグ（Chernabog）
登場作品：KH、3D
漆黒の翼を持つ巨大な魔人。
『KH』ではハートレスによって破壊された世界の断片の中心、エンド・オブ・ザ・ワールドの火山の火口から現れ、ソラ達の前に立ちはだかった（当時は名前が不明だった為「ファンタジアの魔人」名義だった）。『3D』ではシンフォニー・オブ・ソーサリーのボスとして、リクと戦った。
『KH』で登場した際の戦闘BGMは汎用のボス曲だったが、『KHFM』と『3D』では原作と同じく『禿山の一夜』が流れる。
悪霊
登場作品：3D
チェルナボーグとの戦闘時にリクに襲い掛かる悪霊。青と黒の2種類がいる。

### ダンボ
ダンボ（Dumbo）
登場作品：KH、COM
『KH』で「召喚石」として登場。住んでいた世界が失われてしまったが、強い心を持っていた為に完全には消えず、「召喚石」という形で残った。ソラ達の冒険に力を貸す。召喚すると小さくなったソラを頭に乗せ、鼻から放出する水「スプラッシュ」で敵を攻撃する。

### バンビ
バンビ（Bambi）
登場作品：KH、COM
『KH』で住んでいた世界が闇に飲まれてしまったが、強い心を持っていた為に「召喚石」という形で残った。ソラ達の冒険に力を貸す。召喚しても攻撃の類は行わないが、MPボールやアイテムを落としながらソラの周囲を跳ね回る。

### シンデレラ
担当声優は『シンデレラIII 戻された時計の針』の吹き替えに準拠。
フェアリー・ゴッドマザー（Fairy Godmother）
登場作品：KH、BbS、Uχ、KS3、KHMoM
声：京田尚子 / ルシー・テイラー（BbS）→バーバラ・ディリクソン（KS3）
知識が豊富な妖精のお婆さん。真に夢を信じる者の前に現れるという。
『BbS』では、テラに対して「夢を信じる強さ」を諭している。また、闇を光で消し去ることを「強い日差しが濃い影を生む」とアクアに説き、光で闇を制するというマスター・エラクゥスの考え方を危険視している（光の心が強すぎるヴェンとアクアの影響で、逆にテラの心の闇が強くなっていくことを示唆している台詞である）。
『BbS』の10年後である『KH』の時点で、自分の世界が崩壊された為、トラヴァースタウンにあるマーリンの隠れ家に身を寄せていた。小さなかぼちゃの馬車から姿を現し、訪れたソラ達に「召喚石」の事を詳しく教えてくれる。
『KH3』ではリミットカットエピソードに登場。レイディアントガーデンにてソラの捜索を続けるリク達の元へと派遣され、かつてソラの夢にダイブしたリクの夢を通じてソラの足取りを掴める可能性を示した。その続きとなる『MoM』では、ソラの手掛かりを握る者であるネームレス・スター（名もなき星）の居る「終わりの世界」へとリクとカイリを連れて行った。名もなき星の境遇も把握しているらしく、当人に驚かれている。
シンデレラ（Cinderella）
登場作品：KH、BbS、Uχ
声：鈴木より子 / ジェニファー・ヘイル
セブンプリンセスの一人。夢は叶うと信じ続け、舞踏会当日に、ヴェントゥスを始めとしたキーブレード使い達に出会う。
10年後の『KH』では突如増幅したハートレスに自分が住んでいた世界が崩壊され、マレフィセントに攫われ、ホロウバスティオンに閉じ込められてしまう。その後、キーブレード使い・ソラによって救われ、事件の黒幕であったアンセム（ゼアノート）を倒し、世界が元に戻ると同時に、無事に自分の世界に帰還出来た。
プリンス・チャーミング（Prince Charming）
登場作品：BbS、Uχ
声：堀内賢雄 / マット・ノーラン
シンデレラの世界に住む王子。父王が自分の結婚相手を探す為に開いた舞踏会に無理矢理参加させられていたが、その舞踏会でシンデレラと運命的な出会いを果たす。アクアの活躍によって、シンデレラと無事に再会することが出来た。
ジャック（Jaq）
登場作品：BbS、Uχ
声：山寺宏一 / ロブ・ポールセン
シンデレラの友達であるネズミ。
なぜか小さくなったヴェンと出会い、彼を「相棒」として親しく接する。トレメイン夫人に閉じ込められたシンデレラを助ける為に奮闘していた中で、フェアリー・ゴッドマザーによって送られてきたアクアとも出会い、彼女のサポートで無事に部屋のカギをシンデレラに届けることが出来た。
トレメイン夫人、アナスタシア、ドリゼラ（Lady Tremaine、Anastasia、Drizella）
登場作品：BbS、Uχ
声：此島愛子 / スーザン・ブレイクスリー（トレメイン夫人）、喜田あゆ美 / ジーナ・タトル（アナスタシア）、安達忍 / ルシー・テイラー（ドリゼラ）
夫人はシンデレラの継母であり、アナスタシアとドリゼラは彼女の娘。
三人とも性悪な性格で、シンデレラを酷くこき使い、挙句の果てには舞踏会に行かせないように、彼女に面倒事を押し付けるほど。しかし、舞踏会でシンデレラに似た女性（美しく着飾ったシンデレラ）を見かけてから、周りに異変が起き始める。
その心の闇はシンデレラの強い光の心を妬んで肥大化してしまった結果生まれたものであり、アクアには彼女達とすれ違っただけでその闇を感じるほどになっていた。城に向かおうとするシンデレラを妨害するも、召喚したアンヴァースを制御しきれずに、攻撃に巻き込まれる形で自らの闇に押し潰された。
大公（Grand Duke）
登場作品：BbS、Uχ
声：岩崎ひろし / ロブ・ポールセン
お城で開かれた舞踏会を指揮している大公。王子に意中の相手が出来た事を喜び、シンデレラを探す為に奮闘する。
『Uχ』ではプレイヤーが女性だった場合はガラスの靴を履かせようとするシーンがある。逆に男性の場合はストレリチアに履かせようとしていた。
ルシファー（Lucifer）
登場作品：BbS、Uχ
声：ジョン・オルソン
トレメイン夫人に飼われている猫で、性格は極めて意地悪。

### ふしぎの国のアリス
担当声優はソフト版での吹き替えに準拠。
アリス（Alice）
登場作品：KH、COM、coded、χ[chi]、Uχ
声：土井美加 / キャサリン・ボーモント（KH）→ヒンデン・ウォルチ（KH2.5）
セブンプリンセスの一人。色々な事に興味を持つ好奇心旺盛な性格だが、軽率気味な行動が災いして失敗することが多い。「ワンダーランド」に迷い込み、ハートの女王の城を訪れたが、女王のハートを盗もうとした犯人にされて捕らわれてしまう。名目だけの裁判に掛けられて有罪判決が出され、命が危なくなったところでソラ達に出会う。ソラ達は女王に捕らわれたアリスの無実を証明する為に奮闘するも、その間にアリスはハートレスに攫われてホロウバスティオンに連れて行かれてしまい、他のプリンセスと共にマレフィセントに捕らわれていたが、後にソラ達に救われた。
白ウサギ（White Rabbit）
登場作品：KH、COM、Days、coded、χ[chi]、Uχ、DR
声：牛山茂 / コーリー・バートン
ハートの女王に重臣として仕えるウサギ。いつも時計を見ながら忙しそうに走っている。アリスやソラたちを不思議の国へ誘い込んだ。アリスの裁判では進行役を担当する。女王のご機嫌を取ることができる唯一の存在。
ハートの女王（Queen of Hearts）
登場作品：KH、COM、Days、coded、χ[chi]、Uχ、DR
声：小沢寿美恵 / トレス・マクニール
「ワンダーランド」を支配する女王。ワガママで思い込みが激しく、何かにつけては即刻にも裁判をして判決を下したがる。「首をはねよ」が口癖でもある。自分のハートを盗もうとした犯人を初対面のアリスだと一方的に決め付け、裁判に掛ける。無茶な命令を出すことが多く、逆らう者は首をはねてしまうため、恐れる者が多い。『Days』でも、自分を襲ったハートレスを怒鳴りながらトランプ兵達に探させている。
『DR』の時代でも相変わらず無茶苦茶な裁判を行っていたが、この際の傲慢極まりない主張や「怒り」の感情による闇の発現がゼアノートが闇を意識し始める切っ掛けとなっており、彼の思想に影響を与えたキーパーソンであった事実が判明した。数年後に再び現れたゼアノートのことを全く覚えていなかったが、これに特別な理由は無く、単にそういう人物だから。
ドアノブ（Doorknob）
登場作品：KH、Days、coded、χ[chi]、Uχ
声：小山武宏 / コーリー・バートン
不思議な部屋とハートの女王の城とを繋ぐ扉のドアノブ。自分では鍵の開閉ができない。人と会話することができる門番ではあるが訪問者にアドバイスをする役割をもつ。ソラに身体の大きさを変えるクスリを飲むように勧めた。いつも眠たがっている為、結局最後まで扉を開けてくれることはなかった。ワンダーランドの鍵穴は彼の口の中にあり、ハートレス・トリックマスターとの戦いの音で目が覚めたドアノブが大きく口を開けてあくびをした時に、ソラのキーブレードによって鍵穴は封印された。
チシャ猫（Cheshire Cat）
登場作品：KH、COM、Days、coded、χ[chi]、Uχ、DR
声：関時男 / ジム・カミングス
自由に姿を消したり現わしたりする事が可能であり、首を取り外すこともできる。難解で通し回しな言葉が多いが、裁判に掛けられたアリスを助ける為に真犯人の手掛かりを探すソラ達に、様々なヒントを教え導いていた。また、アリスがハートレスに攫われて別の世界に連れて行かれた事も知っていた。『Days』でもハートを回収する為にワンダーランドを訪れたロクサスやルクソードにハートレスに関するヒントを与えていたが、『χ[chi]』及び『Uχ』ではルクスを回収する為にワンダーランドを訪れたプレイヤーに対して「ニャ」という語尾を付けた普通の話し方で会話をしており、名前も「チェシャ猫」に改められている。
いかれ帽子屋、三月ウサギ（Mad Hatter & March Hare）
登場作品：KH、Days、χ[chi]、Uχ、DR
「パーティ会場」に飾られた肖像画に描かれている。会場に置かれたイスを調べるとプライズ等が出て、それに応じて絵柄も変化する。トラヴァースタウンにいかれ帽子屋の顔の看板が有る仕立て屋もある。
ハートのトランプ兵 / スペードのトランプ兵（Card Guards）
登場作品：KH、COM、Days、coded、χ[chi]、Uχ、DR
ハートの女王の城を守る兵士達。ハートのトランプ兵は槍を、スペードのトランプ兵は斧を持つ。ハートのトランプ兵の方がスペードより身分が上のようである。
トゥイードルダム＆トゥイードルディー（Tweedledum and Tweedledee）
登場作品：DR
ワンダーランドの住人である双子。『DR』で初登場した。ワンダーランドを探索していたゼアノート達に話し掛けては不可思議な言動で翻弄し、「セイウチと大工」の話を聞かせる。ゼアノートはこれを「好奇心は身を滅ぼす」という遠回しな忠告だと解釈した。

### ピーター・パン
担当声優は1984年公開版の吹き替えに準拠していたが、KH2以降は『ピーター・パン2 ネバーランドの秘密』準拠に変更された。
ピーター・パン（Peter Pan）
登場作品：KH、COM、KH2、BbS、KHMoM
声：岩田光央（KH、COM）→林勇（KH2～） / クリストファー・スティール
『KH』のネバーランドにおけるパーティメンバー。飽きっぽいが、勇気がある赤毛の少年。『KH』ではフック船長に攫われたウェンディを助ける為に船に忍び込んでいたところでソラ達と出会い、共闘する。『Bbs』ではフック船長に騙されていたテラと戦うことになってしまったが、すぐに誤解は解けて和解。またヴェンやアクアとは友情を築きあげる。
『KH2』では召喚魔法として登場。
ティンカー・ベル（Tinker Bell）
登場作品：KH、COM、KH2、Days、BbS
ピーターの相棒で、かなりヤキモチ焼きの妖精の女の子。召喚魔法として力を貸してくれることも多く、『KH2』ではピーターと一緒に出ている。彼女が持つ妖精の粉は、信じる心を持てば空を飛ぶことが出来る力を持っている。
ソラ達は、この妖精の粉の力を借りて、空を飛んで窮地を脱したことがある。『Days』では単独でフック船長の動向を監視している最中に、XIII機関時代のロクサスとその相棒であるアクセルと出会い、彼らに協力して貰おうと妖精の粉を掛けた。初対面であるはずのロクサスに対して協力しろと積極的に突っかかっていたが、それは『BbS』でピーターと面識がある少年・ヴェントゥスと間違えていたからだと判明する。
ウェンディ（Wendy）
登場作品：KH、COM
声：渕崎ゆり子 / キャサリン・ボーモント
ロンドンに住む、夢を信じる女の子。フック船長に攫われていたが、彼女はマレフィセント達が求めるプリンセスではなかった。閉じ込められていた時に心を失っていたカイリと会っており、ソラが彼女と再会出来ることを願っている。
フォクシー、カビー（Foxy & Cubby）
登場作品：BbS
声：柴井伶太 / メイソン・ヴェール・コットン（フォクシー）、新井海人 / ウォーリー・ウィンガート（カビー）
ピーターと一緒に行動を共にする「ロストボーイズ」の少年達。フォクシーはキツネの服を着ているやせ型の男の子で、カビーは熊の服を着ている太っちょの男の子。漫画版『KH』では、フォクシーとカビーを含め、2人以外の残りの4人が登場した。
フック船長（Captain Hook）
登場作品：KH、COM、Days、BbS
声：大塚周夫（KH～Re:COM）→内田直哉（BbS） / コーリー・バートン
いつもピーター・パンに邪魔をされ、ワニにも追われるという、どこか運が無い人物。
『KH』では、ヴィランズの中心メンバーとして、リクと共にキーブレード使いのソラ達の前に立ち塞がるが、ピーターパンの協力によって敗れ、最後にはいつものように水平線の果てまでクロコダイルに追い掛けられていた。『Days』では、一連の騒動が収まった後も、手下のスミーと一緒に相変わらずお宝を探し回っていたが、そのお宝の一部には、ピートが彼の欲望を利用してハートレスを呼び出そうとした作戦もあった。
スミー（Smee）
登場作品：KH、Days、BbS
声：熊倉一雄 / ジェフ・ベネット
フック船長の部下。フック船長への忠誠心は篤く、フック船長からも信頼を寄せられている。しかし海賊とは思えないとぼけた性格の為、ミスをしてしまうこともしばしば。
クロコダイル（Crocodile）
登場作品：KH、BbS
フック船長の天敵であるワニ。かつてフック船長の右手を食べてその味を気に入って以来フック船長の船の周りをウロウロしており、フック船長を食べる機会を狙っている。フック船長が持っていた時計も一緒に食べた為、近づくと腹の中からチクタクという音が聞こえ、フック船長はそれに敏感になっている。ソラ達に負けて海に落ちたフック船長を水平線の果てまで追い掛けていった。

### わんわん物語
トランプ、レディ（Tramp & Lady）
登場作品：KH、coded
トラヴァースタウン3番街の噴水に、劇中でも有名なスパゲティを食べるシーンのオブジェがある。

### 眠れる森の美女
担当声優は1995年公開版の吹き替えに準拠。
マレフィセント（Maleficent）
登場作品：KH、COM、KH2、coded、BbS、3D、Uχ、KH3、KHMoM、DR
声：沢田敏子 / スーザン・ブレイクスリー0
マスター・ゼアノートにキーブレードとキングダムハーツの存在を吹き込まれ、全ての世界を支配する為、暗躍し始める。
このシリーズにおいては闇の力の影響で「美しい城に執着する」という設定が付け加えられており、『KH』ではホロウバスティオンを根城にし、『KH2』ではディズニーキャッスルを手に入れようと画策しピートを過去の世界に送り込んだ上で乗り込むがミニー王妃とソラ達に退けられ、「存在しなかった世界」の城を気に入りハートレスを引き受ける代償として獲る旨の発言をしていたが、いずれもソラや存在しなかった世界の者に阻止された。
『Bbs』では世界を支配する始めとして、テラを操ってオーロラ姫の心を手に入れるが、ヴェントゥスによって解放される。そのヴェントゥスと対峙するが、そこへアクアが現れ、彼女を罠に嵌めて地下牢へと落とす。城を脱出したフィリップ王子とアクアに対してドラゴンとなって襲い掛かるが、フィリップの真実の剣に敗れる。彼と共に打ち破ったアクアに「光がある限り、闇は潰えぬ」と言い残し、この時異界の牢獄へ追放されたピートを助け出し自身の部下にした。
10年後の『KH』ではリクとセブンプリンセスを利用して自身の持つ闇の力で全ての世界を手に入れようとしていたが、闇に踊らされていたことが判明。闇の探求者アンセムに乗っ取られたリクに闇の力を暴走させられ、ドラゴンになり暴れだすもソラによって倒された。
『KH2』で1年の歳月で復活。ピートと共にソラ達に復讐しようと彼らに立ちはだかるが、ソラ達と同じくXIII機関と敵対関係にある為、利害の一致で彼らに力を貸す。
『coded』でデータ世界とは違い元の世界から登場し、侵入したピートと共に再びその姿を現し再びソラ達と敵対する。しかしデータ世界でハートレスを呼び出すも、予想外の痛手を受けてしまい窮地に陥ったところをソラ達に助けられ、XIII機関の本拠地での「貸し」を返して貰ったと言い放ち、ピートと共に大人しく現実世界へと帰っていったが、性懲りも無く過去の世界から世界を変える事を目論んだ。この作品では指輪を着用している。
『Re:coded』では予知書の存在を語っており、ジミニーメモのデータ世界と予知書による再現の力を同質の存在と考え、後に『3D』にてデータを狙って行動する。ただし、コンピューターやデジタル関連の技術が一切存在しない世界の出身の為、データが何なのかはよく分かっていない模様で「でぇた」と呼んでいた。
『KH3』ではピートと共に予知書が入っていると睨む「黒い箱」を捜索しており、ソラ達の戦いにはほとんど関与しない。いくつかの世界で外れを引いた後、箱はキーブレード戦争終結後のキーブレード墓場に現れると推測し、読み通り箱と共に現れたロストマスター達の姿を高台から眺め、その場を後にした。
『Uχ』では原作の筋書き通りに倒されるも、実はこのマレフィセントは予知書に再現された存在ではなく『KH』で倒された後に過去へと時間移動してきた本物のマレフィセントである。人の心のキーブレードで貫かれた際に「肉体を捨てて心だけの存在になる」という時間移動の条件を満たし、敗北の筋書きを書き換えて純粋な光の心を集めようと目論んでいた。しかしそれを知っていたマスター・オブ・マスターはわざと現実にエンチャンテッド・ドミニオンの世界を再現しなかったため、筋書きの決まったデータ世界へと転送されていた。その後、「闇」を名乗る存在の助力によって現実、及び未来（『KH2』序盤）へと帰還。その際に一度肉体を失うも、妖精達に黒衣を見せる事で自分を思い出させ、その記憶を基に復活を遂げた。これが『KH2』におけるマレフィセント復活の真相である。
『DR』ではマレフィセントドラゴンの姿でのみ登場。
オーロラ（Aurora）
登場作品：KH、BbS、Uχ
声：すずきまゆみ / ジェニファー・ヘイル
セブンプリンセスの一人。生まれながらに魔女・マレフィセントに呪いを掛けられており、森で隠れるように暮らしていたが、マレフィセントの呪いで眠らされている。アクアとフィリップの活躍によってマレフィセントが倒され、フィリップの口付けで目を覚ました。しかし彼女の持つ純粋な光の心の存在が、テラ達三人のキーブレード使いの「心の絆」を、大きく揺さぶる切っ掛けとなる。
『Bbs』の10年後である『KH』では、他のプリンセスと共に再びマレフィセントに捕われてしまうが、ソラ達によって救出された後、無事に元の世界に戻る事が出来た。
『Uχ』では眠りに就く前の、森で暮らしていた頃のエピソードも取り上げられている。
フィリップ（Phillip）
登場作品：BbS、Uχ
声：古澤徹 / ジョッシュ・ロバート・トンプソン
隣国の王子でオーロラ姫の許婚。彼女とは森で出会い互いに惹かれていくが、互いに許嫁であったことは知らなかった。マレフィセントに捕らえられていた所をアクアとフローラ達に助けられ、共にマレフィセントを倒す為に動き出す。
フローラ、フォーナ、メリーフェザー（Flora、Fauna、Merryweather）
登場作品：KH2、BbS、Uχ
声：麻生美代子 / バーバラ・ディリクソン（フローラ）、京田尚子 / ルシー・テイラー（フォーナ）、野沢雅子 / トレス・マクニール（メリーウェザー）
オーロラ姫に祝福を授けた三人の妖精達。オーロラが呪いを受けるまでは、彼女の世話をしていた。『BbS』では、オーロラの元に訪れたヴェントゥスの励みを受けて、ヴェンと共にオーロラ姫の心を取り戻すべく、マレフィセントの城に乗り込む。またオーロラ姫を眠りから覚ませる為に城に向かうアクアとフィリップにも同行し、二人をサポートしている。
『Bbs』から数年後、自分達の世界がハートレスの脅威に曝された為、イェン･シッドの塔に身を寄せていた。『KH2』では、塔に訪れたソラ達に新しい服と能力を授けて彼らの旅立ちを見送った。その後、復活したマレフィセントに遭遇して、その場から姿を消した。実はこの時、マレフィセント復活のための「記憶する者」として利用されていた事が『Uχ』で明らかになる。
ディアブロ（Diablo）
登場作品：KH2、BbS、3D、Uχ
マレフィセントの使い魔のカラス。『BbS』では脱出するアクアとフィリップ王子に手下を差し向けて妨害しようとした。『KH2』ではマレフィセントのマントをイェン・シッドの塔に運び、3人の妖精達にマレフィセントの事を思い出させ、それを糧に復活させた。漫画版には『KH』から登場している。
マレフィセントの手下（Maleficent's Lackeys）
登場作品：BbS、Uχ
マレフィセントの魔法で作られた兵で、マレフィセントの城の警備に就いている。

### 101匹わんちゃん
ポンゴ、パディータ（Pongo & Perdita）
登場作品：KH
トラヴァースタウンの家に住むダルメシアンの夫婦。99匹の子犬が世界に散り散りになってしまう。ソラ達の冒険によって子犬が戻ってくると段々と元気になっていき、子犬を助けた数に応じてプレゼントをくれる。
子犬達
登場作品：KH
各世界の宝箱の中に3匹ずつ隠されている。

### 王様の剣
マーリン（Merlin）
登場作品：KH、KH2、BbS、KH3
声：内田稔（KH2）→有川博（BbS）→後藤敦（KH3～） / ジェフ・ベネット
レイディアントガーデンに住むソラとドナルドの魔法指導の師匠。その多彩な魔法の腕前と豊富な知識で、周りの者に助力してきた。グミシップ無しでも自力で各世界を渡り歩く事が可能で、普段は他の世界を何でも入るカバン一つで旅行している。不思議な力を持つプーの魔法の絵本を持つ。この本は外界からレイディアントガーデンに戻って来た際にそばにあったもので、『BbS』時にテラがこれを拾ってきて以来、マーリンが管理している。アクアと出会った時に三人目と言っていることから、テラ、ヴェントゥス、アクアの三人が仲間だと見抜いていることがうかがえる。レイディアントガーデンが襲撃された時にトラヴァースタウンに移り住み、ページが紛失した絵本をシドに預けていた。
『KH』ではシドのお使いで本を届けに来たソラ達に魔法の稽古をつけ、彼らにページ探しを頼んだ。旅先で王様に会い、ソラに魔法を教えるように頼まれて戻ってきた。『KH2』時にはレイディアントガーデンに戻り、「ホロウバスティオン（後にレイディアントガーデン）再建委員会」の一員として仲間に自宅を貸して復興作業を手伝い、また再会したソラ達に再び魔法を教え込み、ディズニーキャッスルの異変の際に過去の世界に通じる扉を出すなどして彼らを手助けした。『KH3』ではリアとカイリの修行の場を提供したり、リクの新たなキーブレードの入手に協力している。本人はトワイライトタウンのレストランでソラ達と会い、様子がおかしくなったプーの絵本の調査を依頼する。ReMINDではマーリンの家でリクやレオン達が調査を行なっているが、本人は不在。

### くまのプーさん
プー（Pooh）
登場作品：KH、COM、KH2、BbS、KH3
声：八代駿（KH）→亀山助清（KH2～BbS）→かぬか光明（KH3～）/ ジム・カミングス
マーリンが持つ絵本の世界「100エーカーの森」に住む、ハチミツが大好きなのんびり屋のくま。
『KH』では絵本のページがバラバラになっていた影響で、自分の仲間達とはぐれてしまい、途方に暮れていたところを絵本の世界に来たソラと出会う。ソラ達の活躍によって絵本は元通りになり、仲間達全員と再会することが出来た。最後にソラと別れる際に、「自分達はずっとここにいる」と告げた。そして空白だった絵本の表紙が、ソラと一緒に手を繋ぐプー達の物に変化し、本の留め具にあった世界の鍵穴も閉ざされた。
『KH2』では絵本がハートレスの襲撃に遭った影響で、再びページがバラバラになってしまい、さらにプーも記憶を失ってしまったが、仲間たちやソラの奮闘によって記憶を取り戻すことが出来た。ソラがいなくなることを寂しく思っていたが、自分はいつでもここ（心の中）にいるというソラの言葉に励まされて、彼の旅立ちを見送った。『KH3』では本は無事だが表紙からソラの姿が消えており、様子を見に行った時には心の繋がりが薄らいだことでソラを忘れかけていた。しかし話しかけると思い出す程度であったため、今回は絵本のエピソードは簡潔に済まされる。この件がソラに自分の身に何かが起きているのではないかという懸念を抱かせ、「心の繋がりを失いたくない」と考えさせる切っ掛けとなった。
ピグレット（Piglet）
登場作品：KH、COM、KH2、KH3
声：小宮山清（KH、KH2〈回想〉）→小形満（KH2〈本編〉～） / ジョン・フィードラー（KH、KH2〈回想〉）→トラヴィス・オーツ（KH2〈本編〉～）
「100エーカーの森」の住民。気が弱い小さなブタ。ソラから見たプーさんと比べると極端に小さく、初めて会う時は逃げ出してしまうが、それでも時折勇敢な一面も見せる。ハチミツを取ろうとしていたプーの為に風船を用意していたが、絵本のページがバラバラになったことで仲間とはぐれてしまった。
ティガー（Tigger）
登場作品：KH、COM、KH2、BbS、KH3
声：玄田哲章 / ジム・カミングス
「100エーカーの森」の住民。特徴的な笑い方と、飛び跳ねることが大好きなトラ。明るく調子の良い性格だが一方で繊細な一面もあり、ショックな出来事に遭うと極端に落ち込んでしまう。
ラビット（Rabbit）
登場作品：KH、COM、KH2、KH3
声：龍田直樹 / ケン・サンソン（KH2）→トム・ケニー（KH3～）
「100エーカーの森」の住民。黄色いウサギ。ハチミツを集めては、よくプーに食べられてしまい、畑を荒らすティガーのことを快く思っていない。
ゴーファー（Gopher）
登場作品：KH2、KH3
声：辻村真人（KH2） →河本邦弘（KH3～） / マイケル・ガフ
「100エーカーの森」の住民。灰色の地リス。目立たないキャラを自覚している節がある。
オウル（Owl）
登場作品：KH、COM、KH2
声：上田敏也 / アンドレ・ストージカ
「100エーカーの森」の住民。物知りなフクロウ。話が非常に長いがミニゲームの解説者役に回る。
イーヨー（Eeyore）
登場作品：KH、COM、KH2
声：石田太郎 / グレッグ・バーガー
「100エーカーの森」の住民。陰気で、のんびりとした口調が特徴的なロバ。作中はシリーズ本編と異なりよく喋る。
カンガ（Kanga）
登場作品：KH2
声：片岡富枝 / トレス・マクニール
「100エーカーの森」の住民。しっかりものの、カンガルーのお母さん。
ルー（Roo）
登場作品：KH、COM、KH2、KH3
声：杉本征也（KH2）→木村皐誠（KH3～）/ ジミー・ベネット（KH2）→エイダン・マグロウ（KH3～）
「100エーカーの森」の住民。小さなカンガルーの子供。
ランピー（Lumpy）
登場作品：KH3
声：田中仁人 / アメリア・スタンガー
「100エーカーの森」の住民でゾウの姿をしたルーの友達。

### トロン
担当声優はソフト版の吹き替えに準拠。
トロン（Tron）
登場作品：KH2
声：土田大 / ブルース・ボックスライトナー
スペース・パラノイドにおけるパーティメンバー。賢者アンセムの手に渡ったエンコム社のメインフレーム用ソフトウェアの一部のコピーと共にコピーされ、コピーのシステムの内部を「スペース・パラノイド」という世界として機能するソフトウェアの戦士。アンセムによって危険分子を消去出来るように改造されている。その為、MCPを現在のように改造させたのもアンセムという矛盾から、正体が分からずともその人物（ゼアノート）が自分のユーザーであるアンセムとは別人であることに薄々気付いていた。
暴走を始めたMCPを倒そうとしたが、逆に力を奪われて捕らえられてしまい、データ世界に迷い込んだソラ達に救われる。プログラムとして論理的に考え行動するが、人間のような挙動が入力され始めた。ソラ達の協力でDTDのパスワードを入力して力を取り戻し、新たなパスワードを入力してMCPの放った攻撃用プログラムを撃退し自分を改造したアンセムとMCPを改造した人物が別人であることをソラ達に告げ、その真相の解明を彼らに託して現実世界へと帰した。
ホロウバスティオンでの大激戦の後、MCPが本格的に現実世界への侵攻を始めた為、シドとマーリンが製作したプログラムを受け取り、駆け付けたソラ達と共にMCPとの決戦に臨み、MCPを倒した。全システムの掌握後はホロウバスティオンが出来た時の景色を現実世界に再現させ、街の人々に街の本来の名前を思い出させた。
漫画版ではコマ枠を埋め尽くすほど話が長く、初対面時でソラ達に呆れられていた。
サーク司令官（Commander Sark）
登場作品：KH2
声：金尾哲夫 / コーリー・バートン
MCPに仕えるプログラム達の司令官。システム内の管理と称し、MCPに従わないプログラムの無差別消去を許されている。その力のほとんどをMCPから与えられている為、自身も戦闘能力を有している。MCPによってデータ世界に引きずり込まれたソラ達をハートレスに捕らえさせ、トロンの許へと投獄したが脱走されてしまう。トロンとソラ達が訪れた時にMCPから力を授かり応戦するが、MCP共々トロンが授かった強化プログラムにより倒された。
MCP（Master Control Program）
登場作品：KH2
声：沢木郁也 / コーリー・バートン
スペース・パラノイドのメインシステム。コンピューター管理用に作られたが、ゼアノートに改造され全システムのみならずユーザーも支配しようと目論む。自らに逆らうトロンを力を奪って拘束し、現実世界でコンピューターを乱暴に扱うソラ達（正確にはどこからともなく現れたスティッチとそれを追いかけるドナルドがキーボードの上に乗った為）をスペース･パラノイドへと引き込みトロン諸共始末しようとした。DTDから危険プログラムを引き出して現実世界へ送ろうとしたが、トロンとソラ達に阻止された。ハートレス製造装置を使って現実世界に本格的に侵攻するが、ワクチンプログラムを得たトロンとソラ達に倒された。

### トロン: レガシー
ゼムナスにより、『KH2』の「スペース・パラノイド」はこの世界の一部のデータを賢者アンセムがコピーした物だという事実が明かされる。
サム・フリン（Sam Flynn）
登場作品：3D
声：平川大輔 / ロス・トーマス
20年前に行方不明となった父・ケヴィンを探しにやって来た青年。ソラ篇ではリンズラ―と対峙していたソラをケヴィン、クオラと共に目撃していた。リク篇ではブラックガードに捕えられたリクが連行される船の中で出会い、知り合う。その後クルーのゲームから無事脱出したリクと再び合流し、自らの目的と事情を話す。その後、街で情報提供者と出会うものの痛手に会いケヴィンと負傷したクオラと共になんとか脱出に成功する。ソーラーセイラ―でポータルを目指すがクルーの妨害を度々受ける。遂にポータルに辿り着き、リクのお陰でクルーを退け、父・ケヴィンとの涙の別れを経てクオラと共に脱出した。リクを警戒しているディズニーキャラクターの中で彼に恩義を感じている数少ない人間。
ケヴィン・フリン（Kevin Flynn）
登場作品：3D
声：磯部勉 / フレッド・タタショア
電脳世界「ザ・グリッド」を作り上げた張本人であり、サムの実の父親。
クオラ（Quorra）
登場作品：3D
声：小松由佳 / エリン・コットレル
ケヴィンと共に行動する女性で「ザ・グリッド」で突如出現した新生命体「ISO」の最後の生き残り。
クルー（CLU）
登場作品：3D
声：磯部勉 / フレッド・タタショア
ケヴィンが己の分身として作ったプログラムで、かつて彼とトロンと共に「ザ・グリッド」を作り上げた。
ブラックガードA、ブラックガードB（Guard A、Guard B）
登場作品：3D
声：滝知史（ブラックガードA）、佐々木啓夫（ブラックガードB）/ TBA
リンズラー（Rinzler）
クルーに改造されたトロン。本シリーズの設定では、スペース・パラノイドに登場したトロンのオリジナルということになる。ソラの敵として立ちはだかるが、スペース･パラノイドで出会ったトロンの心と記憶が流れ込んで来てソラへの攻撃を躊躇わせた。

### リトル・マーメイド
担当声優は『リトル・マーメイドII Return to The Sea』の吹き替えに準拠。
アリエル（Ariel）
登場作品：KH、COM、KH2、KH3、KHMoM
声：すずきまゆみ / ジョディ・ベンソン
『KH』のアトランティカにおけるパーティメンバー。「アトランティカ」を治めるトリトン王の愛娘。深紅の髪と美しい声を持つ人魚。ハートレスに追われていたところをソラ達に助けられ、鍵穴を探すソラ達に協力するようになる。お転婆で外の世界に強く憧れており、トリトン王のトライデントを奪われる切っ掛けを作ってしまったがソラたちと協力してアースラを倒し、トライデントを取り戻す。
『KH2』では、原作中盤と同じくエリック王子に惹かれるようになり、アースラの甘言に乗って声と引き換えに足を手に入れ、地上に上がってエリックと恋仲になる。しかしアースラが化けたバネッサに邪魔され、ソラ達の手で声を取り戻すもアースラに強引に海に引き摺り込まれ、原作同様にトリトン王を身代わりにされる。アースラが倒されるとエリックと正式に結ばれ、エンディングでは人間になって彼と結婚した。
『KH3』では、リンクコマンドの「シースペクタクル」で呼び出せる仲間として登場する。
セバスチャン（Sebastian）
登場作品：KH、COM、KH2
声：山寺宏一 / ケビン・マイケル・リチャードソン
海底宮殿の専属音楽家で、アリエルのお目付け役。口うるさいものの、何だかんだでアリエルに甘い。
フランダー（Flounder）
登場作品：KH、COM、KH2
声：常盤祐貴（KH）→海鋒拓也（KH2） / エリ・ラッセル・リネッツ（KH）、パーカー・ゴリス（KH2）
アリエルの親友である魚。アリエルのことを慕っており、彼女の力になろうと奮闘する。
トリトン王（King Triton）
登場作品：KH、KH2
声：石田太郎 / ケネス・マース
海底王宮を治める王であり、アリエルの父親。他の世界の事を知っている数少ない人物で、キーブレードの存在については少なからず知っているが、世界に混乱を招く「鍵」として認識している。『KH』ではアリエルが宮殿から出た罰として、アリエルが沈没船で見つけた水晶を破壊した。実は水晶は鍵穴を呼び出す魔力を秘めており、破壊したのもアリエルを守りたい一心だったがそれがアリエルの反発を招き、彼女に付け込んだアースラに宮殿を襲撃されてトライデントを奪われてしまう。最終的に全てを話し、ソラに鍵穴の封印を託した。
『KH2』では原作後半同様、アリエルを救うべくアースラの契約の身代わりとなり、醜い生物に変えられてしまう。アースラが倒されると元に戻り、アリエルとエリックの仲を認めた。
アースラ（Ursula）
登場作品：KH、COM、KH2、3D
声：くじら / パット・キャロル
海底に住む魔女で、タコの足を持つ。トリトン王の持つトライデントを手に入れ、海を支配しようと目論んでいる。『KH』『KH2』共にアリエルを利用し、『KH』では父への反抗心に付け込んでトライデントを奪い、『KH2』ではエリックへの恋心を利用してトリトン王を醜い生物に変えた。しかしいずれもアリエルやソラ達の活躍によって阻止され、最後はエリックの投げたトライデントに貫かれて消滅した。
フロットサム&ジェットサム（Flotsam & Jetsam）
登場作品：KH、KH2
声：森山周一郎 / コーリー・バートン
アースラの忠実な手下であるウツボ。
サメ（Shark）
登場作品：KH
難破船の周囲をウロついているサメ。
エリック（Eric）
登場作品：KH2
声：井上和彦 / クリストファー・ダニエル・バーンズ
「アトランティカ」の地上にある国の王子。嵐で船が沈み溺れそうになった時、アリエルに助けられた。自分を助けてくれた女性の事を微かに覚えており、彼女に会いたいと思っている。地上へと上がったアリエルと恋に落ち、アースラが海の王座を奪うとアリエルを守るべく戦いを挑む。『KH』では原作前半のストーリーをモチーフとしているため彼に関するエピソードは無く、『KH2』で初登場した。しかし作中の活躍は原作と大幅に異なっており、沈没船で突っ込むのではなくソラが弾き落としたトライデントを投げつけてアースラを倒している。また、アリエルが人魚であると知るのもアースラ打倒後である。自身の正体を明かして去ろうとしたアリエルを「もっと真面目に泳ぎの練習をしておけばよかった」と言って引き留めた。
バネッサ（Vanessa）
登場作品：KH2
アリエルの声を奪ったアースラが化け、エリックに近づいた時の姿。アリエルの声で歌い、エリックを洗脳していたがソラのキーブレードによりアリエルの声を宿した貝を壊され、アースラの姿に戻る。原作と違って本作では歌以外に台詞が無く、名前もジミニーメモを見なければ分からない。

### 美女と野獣
ビースト（Beast）
登場作品：KH、COM、KH2、Days、χ[chi]、Uχ、KHMoM、DR
声：山寺宏一 / ロビー・ベンソン
『KH』のホロウバスティオン、『KH2』のビーストキャッスルにおけるパーティメンバー。呪いで野獣になった王子。かつては傲慢な性格であったがベルとの出会いで優しさを知り、拐われた彼女を救うため、旅に出たところ、ホロウバスティオンでソラと出会い、ドナルドとグーフィーと入れ替わる形で仲間に加わった。ソラには比較的友好的な反面、ベルをさらったリクに対してはあまりいい感情を持っていない。
『COM』では自分に冷たい態度を取るベルに戸惑うも傲慢だった自分を変えてくれたベルのそばにいたと告げ、その純粋な心をマレフィセントに狙われる。
『KH2』では野獣の姿に劣等感を感じ、その弱味をザルディンに漬け込まれ、洗脳されるもソラやコグスワースによって正気を取り戻す。エンディングにて人間の姿に戻った様子が描かれる。
『DR』の時代には、ヴォルヴァとヴァーリに騙されてバラを奪われ、誰の言葉にも耳を貸さないほどに荒れていた。ウルドによってバラが返されると冷静さを取り戻した。
ベル（Belle）
登場作品：KH、COM、KH2、Days、χ[chi]、Uχ
声：伊東恵里 / ペイジ・オハラ
セブンプリンセスの一人で読書を好む思慮深い女性。マレフィセントに拐われるもソラ達によって救われ、ビーストと再会を果たした。
『COM』ではマレフィセントに狙われない為、冷たい女性を演じるもビーストの純粋な気持ちに心打たれ、彼の心を奪おうとするマレフィセントから守った。
『KH2』ではソラ達と再会し、ビーストの様子がおかしいとソラ達に真相を探ってほしいと依頼する。
ルミエール（Lumiere）
登場作品：KH2、Days、χ[chi]、Uχ、DR
声：江原正士 / ジェフ・ベネット
ビーストに仕える城の給仕頭。コグスワースと行動することが多く、最近のビーストの様子をソラ達に話した。
コグスワース（Cogsworth）
登場作品：KH2、Days、χ[chi]、Uχ、DR
声：熊倉一雄 / デヴィッド・オグデン・スティアーズ
ビーストに仕える執事。ザルディンに洗脳されたビーストを救うため、ソラ達に協力した。
ポット夫人、チップ（Mrs. Potts & Chip）
登場作品：KH2、χ[chi]、Uχ、DR
声：福田公子 / アンジェラ・ランズベリー（ポット夫人）
ビーストに仕えるメイド頭とその息子。ビーストの過去をソラ達に伝えた。
ワードローブ (Wardrobe)
登場作品：KH2、χ[chi]、Uχ、DR
声：近藤高子 / ジョー・アン・ウォーリー
ビーストに仕える城の着付け係でベルと一緒にいることが多い。
ガストン（Gaston）
登場作品：χ[chi]
ハンサムだが粗暴なナルシストの青年。ベルに片思いしている。『χ[chi]』のビーストキャッスルのシナリオ終盤に登場し、原作とほぼ同じ活躍をするが、彼は村人ではなくハートレスの群れを率いて城に奇襲に現れ、さらにビーストを憎む心の闇が膨れ上がり、大型ハートレスを生み出してしまう。ビーストを殺そうとするが返り討ちに遭い死亡。
『χ[chi]』『Uχ』のみに登場しているためゲーム内ではボイスがない。

### アラジン
担当声優は2008年発売のソフト版の吹き替えに準拠。
アラジン（Aladdin）
登場作品：KH、COM、KH2、Days、coded、χ[chi]、Uχ、KHMoM
声：三木眞一郎/ スコット・ウェインガー
『KH』『KH2』のアグラバーにおけるパーティメンバー。逃げ出したアグラバーの姫を助け、彼女を守る為に魔法のランプを手に入れた。ランプの魔人ジーニーによって、三つの願い事が叶えられるようになる。ジーニーとは主人の枠を超えた親友であり、親しみを込めて『アル』と呼ばれる（『KH2』ではイアーゴにも呼ばれていた）。『KH』ではキーブレードの所有者及びその関係者以外ハートレス退治に参加できないという決まりのせいで他の世界に連れて行かれたジャスミンを助ける事は出来なかったが、当初の約束通りジーニーの自由を願い、ソラ達の助けになって欲しいと頼んだ。『KH2』では、ジャファーの魔法のランプを巡る騒動に巻き込まれる。
ジャスミン（Jasmine）
登場作品：KH、COM、KH2、Days、coded、Uχ
声：麻生かほ里 / リンダ・ラーキン
セブンプリンセスの一人。王宮の姫君で、自分を助けてくれたアラジンに想いを寄せている。アラジンの帰りを待っていた中でソラ達に遭うも、直後に攫われてしまった。リクによってホロウバスティオンに連れて行かれ、他のプリンセス達と共に捕らわれていた。後にソラ達に救出され、闇の探究者アンセムが倒されたことで崩壊していた世界が戻り、彼女もアラジンが待つ自分の世界に戻った。
ジーニー（Genie）
登場作品：KH、COM、KH2、Days、Uχ
声：山寺宏一 / ダン・カステラネタ（KH～Re:COM）→ジム・メスキメン（KH2.5）
かなり陽気な性格のランプの魔人。シリーズ通して召喚魔法として登場しており、ドナルドに勝るほどの多彩な魔法で、ソラの冒険をサポートした。
『KH』では、アラジンの願いにより自由となり、さらに親友としてソラの冒険の手助けして欲しいという頼みを引き受け、ソラと一緒に旅に出る。騒動が収まった後は、自分の世界に戻り、宛ての無い自由な旅に出掛けた。それでも、時々アラジン達の事を心配して、密かに里帰りしていた（その時に、ソラのノーバディ・ロクサスと接触している）。
アブー（Abu）
登場作品：KH、KH2、Days、χ[chi]、Uχ
声：フランク・ウェルカー
アラジンの相棒の猿。昔のこともあり、手癖が悪く、盗みに関しては天才的。冒険でもソラ達のサポートしてくれる。『KH2』では商人が持っているランプがジャファーが封印されている物だと逸早く気づき、盗もうとした。
じゅうたん（Magic Carpet）
登場作品：KH、KH2、Days、Uχ、DR
空を飛ぶ魔法の絨毯。ソラによく懐いており、『KH』では広大な砂漠の移動手段として活躍し、『KH2』ではソラを乗せてジャファーと空中戦を繰り広げた。また『Days』ではロクサスにソラと同じ気配を感じていたようである。
『DR』にも登場しているが、怪しかったのでゼアノート達には無視されてしまい、彼らと深く関わることはなかった。
ジャファー（Jafar）
登場作品：KH、COM、KH2、coded、Uχ、DR
声：宝田明 / ジョナサン・フリーマン
宮殿の右大臣である長身の男。
ディズニーヴィランズの一人で、野望の為に必要なジャスミンを手に入れようとあらゆる手を使って暗躍。ジーニーの魔法のランプの力で、魔人・ジャファーとなるが、ソラ達の活躍によってランプに封印された。
1年後の『KH2』では、このジャファーのランプを巡って一騒動が起こる。
『DR』ではゼアノート達を利用してランプを手に入れようと目論み、嘘を吐いて彼らにランプ入手を依頼しようとした。しかし当の彼らには怪しまれ、あくまで調査の口実にする形で依頼を受諾される。最終的にゼアノート達はランプに手を出さず立ち去り、目的は達せられなかった。
イアーゴ（Iago）
登場作品：KH、COM、KH2、coded、Uχ、DR
声：神谷明（KH）→大川透（COM～） / ギルバート・ゴットフリード
ジャファーのペット兼参謀役のオウム。『KH』では終始ジャファーと行動し、決戦では愚痴りながらもジャファーのランプを持ってソラから逃げ回った。『KH2』では、原作（『ジャファーの逆襲』）と同じく彼に嫌気を差し、ソラとアラジン側に就く。一度、ジャファーに脅され、彼らを騙し、途中で騙したことを謝罪するもソラとドナルドは許して貰えなかったがジャファーの攻撃からアラジンを庇ったことで許して貰い和解した。原作に比べ、仲間思いになっているが毒舌で調子のいい性格は変わらない。
『DR』でもジャファーの悪だくみに付き合っていたが、あからさまに怪しいジャファーの嘘には苦言を呈していた。
タイガーヘッド（Tiger Head）
登場作品：KH、KH2、Days、coded、Uχ、DR
アグラバーから砂漠を越えた先にある魔法の洞窟で、その奥地には魔法のランプが眠っている。『KH』では闇の力に操られ、ソラ達と戦う場面もあった。なお、この洞窟は登場する作品全てでその内部構造が異なっている。
商人（Peddler）
登場作品：KH、KH2、coded、Uχ
声：松尾貴史 / コーリー・バートン
アグラバーの商人。『KH』では物語中盤のみ、アラジンの家でショップをしていた。『KH2』ではジャファーが封印されたランプを盗み出し、持っていたがピートに奪われた。またエピソード2では、ジャファーが復活したことの口止め料をXIII機関から受け取っており、店が金銀財宝に溢れるほどの大金持ちとなっている。

### ナイトメアー・ビフォア・クリスマス
ジャック・スケリントン（Jack Skellington）
登場作品：KH、COM、KH2、Days
声：市村正親 / クリス・サランドン
ハロウィンタウンにおけるパーティメンバー。ハロウィンタウンの王の骨形の幽霊。恐怖の王を名乗っているが、子供っぽい所もある。ハロウィンを盛り上げる為にハートレスを操ろうとしたり、原作同様クリスマスに夢中になって暴走するなどトラブルを引き起こす。
『KH2』は後半から「サンディ・クローズ」こと「サンタクロース」に扮し戦う。
サリー（Sally）
登場作品：KH、COM、KH2
声：土居裕子 / ケイス・スシー
ジャックの恋人の赤い髪の毛の女の子。
ゼロ（Zero）
登場作品：KH、KH2、Days
ティッシュのようなひらひらとした身体をしているジャックの幽霊犬。
フィンケルスタイン博士（Dr. Finkelstein）
登場作品：KH、COM、KH2、Days
声：三ツ矢雄二 / ジェス・ハーネル
ジャックの恋人のサリーの作者だが、サリーとは上手くいかず、最終的には自分とソックリな別のロボットを作っていた。
頭の蓋の開け閉めが可能で、たまに脳をいじっている。
キングダムハーツシリーズは「心」をテーマにしている為、仕事の傍ら「心」について追求する。
メイヤー（Mayor）
登場作品：KH、KH2
声：大平透 / ジェフ・ベネット（KH）→グレン・シャディックス（KH2）
ハロウィンタウンの町長。
嬉しい時や悲しい時は後ろの頭を回し、表情を変える市長。街を荒らすハートレスに悩まされている。
サンタクロース（Santa Claus）
登場作品：KH2
声：永江智明 / コーリー・バートン
クリスマス・タウンに住む伝説の人物。クリスマス前の晩に夢とプレゼントを世界中のいい子に配るが、その「世界中」とは外の世界も全て含んでいるらしく、別世界の住人であるはずのソラの過去の言動を把握しており、ドナルドやグーフィーもプレゼントを配る対象に入っているという。原作同様ジャックから怪物「サンディ・クローズ（砂の爪）」と呼び間違えられている。
ウーギー・ブーギー（Oogie Boogie）
登場作品：KH、COM、KH2
声：畠中洋 / ケン・ペイジ
ズダ袋形の幽霊
中には虫が沢山詰まっている。
通称ブギー。『KH』では、ヴィランズの中心メンバーの一人だったが、ソラ達に撃破される。『KH2』ではマレフィセントの力により復活するも、不完全な状態であった為、記憶が不完全であったり話の途中で眠ってしまうなど、不調な姿を見せた。
ロック、ショック、バレル（Lock、Shock、Barrel）
登場作品：KH、KH2、Days
声：園岡新太郎 / ジェス・ハーネル（ロック）、土居裕子 / ケイス・スシー（ショック）、松澤重雄 / ジェフ・ベネット（バレル）
ハロウィンタウンの悪ガキトリオ。
レインディア（Reindeer）
登場作品：KH2
ジャックがクリスマスにサンディ・クローズことサンタクロースになる為に作った、骨のトナカイ。3匹でソリを引っ張る。

### ライオン・キング
シンバ（Simba）
登場作品：KH、COM、KH2、KH3、KHMoM
声：宮本充 / カム・クラーク
プライド・ランドの次期国王。『KH』では自分の世界が崩壊されたが、強い心を持っていた為「召喚石」として残り、それを拾ったソラ達をサポートした。『KH2』ではプライド・ランドにおけるパーティメンバーとして登場。動物の姿に変われどソラ達であることに気付き、再会を喜び、彼らに支えられながらスカーに乗っ取られた故郷を救った。
『KH3』では、リンクコマンドの「キングスフレア」で呼び出せる仲間として登場する。
ナラ（Nala）
登場作品：KH2
声：華村りこ / ヴァネッサ・マーシャル
シンバの幼なじみで許嫁。シンバとプライドランドを訪れたソラ達に故郷を救うように頼んだ。
ティモンとプンバァ（Timon and Pumbaa）
登場作品：KH2
声：三ツ矢雄二 / ブルース・ラノイル（ティモン）、畠中洋 / アーニー・サベラ（プンバァ）
幼い頃のシンバとプライドランドを訪れたソラ達に「ハクナ・マタタ」を教えた陽気でお調子者のミーアキャットと温厚でのんびりとした性格のイボイノシシのコンビ。シンバが故郷を救う事を決意した時、彼らもプライドランドに向かい、共に戦った。プンバァは「空でガスが燃えてる」と言うほど上述のグーフィー同様実は勘が鋭い。
ムファサ（Mufasa）
登場作品：KH2
声：大和田伸也 / ジェームズ・アール・ジョーンズ
シンバの父親。原作同様逝去しており、同じ役割で、シンバの足をプライドランドに戻した。
ラフィキ（Rafiki）
登場作品：KH2
声：槐柳二 / ロバート・ギローム
KH2でゲームの物語に沿った行動を見せる。
スカー（Scar）
登場作品：KH2
声：壤晴彦 / ジェームズ・ホラン
シンバの叔父に当たり、兄のムファサを事故に見せかけ、殺害した狡猾で卑劣なライオン。シンバに敗れ、ハートレスとして生き返るがソラとシンバの活躍により撃破される。エピソード2では死亡後もシンバの闇として幾度となく立ち塞がった。
シェンジ、バンザイ、エド（Shenzi、Banzai and Ed）
登場作品：KH2
声：片岡富枝 / トレス・マクニール（シェンジ）、樋浦勉 / チーチ・マリン（バンザイ）、ジム・カミングス（エド）
間抜けだが残酷な3人組で他のハイエナ達と共に登場する。スカーが倒された後も悪さをしている模様でシンバの心を苦しめる。

### トイ・ストーリー
担当声優は、ディズニーのアトラクションでの配役に準拠。
ウッディ（Woody）
登場作品：KH3
声：辻谷耕史 / ジム・ハンクス
トイボックスにおけるパーティメンバー。オモチャたちのリーダーのカウボーイ人形。持ち主のアンディと仲間のオモチャ達がハートレスと共に消えたことをソラに伝える。以前はバズとは折り合いが悪かったが、今では大の親友となっている。
バス・ライトイヤー（Buzz Lightyear）
登場作品：KH3
声：稲葉実 / マイク・マクレー
トイボックスにおけるパーティメンバー。スペース・レンジャーのアクション人形。以前は自分は本当のスペース・レンジャーだと思っていたが、今では自分がオモチャであることを認めている。本作では以前のトラウマもあってか見慣れないソラ達を疑い、そこをヤング・ゼアノートにつけ込まれる。以前はウッディとは折り合いが悪かったが、今では大の親友になっている。
レックス（Rex）
登場作品：KH3
声：三ツ矢雄二 / ウォーレス・ショーン
弱気な恐竜のオモチャ。「VERUM REX（特にヨゾラ）」のファン。ソラをヨゾラをモチーフにしたオモチャだと思い込み、彼がハートレスを倒した時は感激していた。
ハム（Hamm）
登場作品：KH3
声：咲野俊介 / ジョン・ラッツェンバーガー
豚の貯金箱のオモチャ。途中でドールに捕まり、連れ拐われる。
グリーン・アーミーメン（Green Army Men）
登場作品：KH3
声：玉野井直樹（軍曹）、根本泰彦（部下）/ ピョートル・マイケル（軍曹）、ロジャー・クレイグ・スミス（部下）
兵隊のミニチュアフィギュア。
エイリアン（Aliens）
登場作品：KH3
声：落合弘治、多田野曜平、桜井敏治 / ジェフ・ピジョン
元々はピザ・プラネットの景品だったが、義父のミスター・ポテトヘッドに助けられて以来、彼を「命の恩人」と慕った。そして、そのまま付いていき、アンディのオモチャの仲間入りとなった。なお、ミスター・ポテトヘッドは本作には登場しない。
レプティラス・マキシマス、賢者クレリック
登場作品：KH3
「トイ・ストーリー 謎の恐竜ワールド」に登場する恐竜のオモチャ。本作では動かず、オモチャ店・ギャラクシートイズの背景にのみ登場。

### ノートルダムの鐘
担当声優は『ノートルダムの鐘II』の吹き替えに準拠。
カジモド（Quasimodo）
登場作品：3D
声：小森創介 / アリ・ルビン
醜い姿で生まれながらも、優しい性格の青年。フロローの言いつけにより外に出る事を恐れ心を閉ざしていたが、リクの助言で外に出る決心をする。その後祭りに参加しナイトメア達と共に有頂天になっていたが、フロローに見つかる上ナイトメアに襲われ掛けるがソラの介入により事なきを得る。その後フロローに攫われ火炙りにされ掛けたエスメラルダを救う。エスメラルダに恋心を抱いていたものの、思いは叶わなかったがフィーバスと共に固い友情で結ばれ、同時に外の世界へ出ていく決心をした。上述のサム同様、リクを警戒しているディズニーキャラクターの中で彼に恩義を感じている数少ない人間である。
エスメラルダ（Esmeralda）
登場作品：3D
声：高乃麗 / レニー・ファイア
ジプシーの踊り子。
フィーバス（Phoebus）
登場作品：3D
声：鈴木綜馬 / フィル・ラマール
街の警備隊長。フロローのジプシー迫害に異を唱え、警備隊から追放される。
ユーゴ、ヴィクトル、ラヴァーン（Hugo、Victor and Laverne）
登場作品：3D
声：治田敦 / ジェイソン・アレクサンダー（ユーゴ）、今井清隆 / チャールズ・キムブロー（ヴィクトル）、京田尚子 / パット・レンツ（ラヴァーン）
ガーゴイル像。カジモドの友人達。ソラやリクの目の前で喋った際、2人に驚かれていた。ソラは彼らの話を聞いたことがきっかけでフロローに対する疑念を抱くようになる。
クロード・フロロー（Claude Frollo）
登場作品：3D
声：佐々木省三 / コーリー・バートン
最高裁の判事。20年前、あることが切っ掛けでカジモドを拾い育てるが、醜いことを理由に鐘つき堂の中に閉じ込める。自分の行いを正義だと思い込み、自由を愛するジプシーを憎み、迫害していく。なお自らが持つ闇について自覚しておらず、むしろそれは神に選ばれた者の力と勘違いし、その闇も次第に大きくなり、最期は闇に飲み込まれ、溶岩に落ちた。映画と違いエスメラルダに暗く歪んだ恋慕の情を抱くことがない。

### ヘラクレス
担当声優は、ディズニーのアトラクションでの配役に準拠。
ヘラクレス（Hercules）
登場作品：KH、COM、KH2、Days、coded、BbS、χ[chi]、Uχ、KH3、KHMoM
声：松本保典、鈴木正和（BbS：少年期） / ショーン・アスティン（KH）、テイト・ドノヴァン（KH2～）、ジョシュ・キートン（BbS：少年期）
「オリンポスコロシアム」の英雄（ヒーロー）。ディズニーキャラクターの中で最もソラ達と親交の深い人物。『Bbs』では細身の冴えない少年として描かれている。
『KH』ではソラ達の兄貴分のような立場で彼らを見守る。『KH2』で怪力は健在だがハデスが送り込んでくる怪物たちとの連戦に疲れており、メガラやフィルに心配されていた。その絶不調の中でハデスに操られたアーロンと戦うことになってしまい、あと一歩のところまで追い詰められたが、ソラ達の活躍によって危機を乗り越えた。フィルと出会い「真の英雄」に鍛え上げられ、神の一員と認められるが、あえて人間界に留まった。『Bbs』では修業時代の少年ヘラクレスが登場し、ヴェンやテラやアクア、ザックスと交流を深める。『KH3』ではオリンポスにおけるパーティメンバーとして初登場。オリンポスを乗っ取ろうとするハデスの計画を阻止するため、ソラと共にゼウスの救出に向かう。
メガラ（Megara）
登場作品：KH2、KH3
声：松本梨香 / スーザン・イーガン
ヘラクレスの想い人。通称「メグ」。闘技場に送られてくるハデスの刺客との連戦に疲れ果てているヘラクレスを気遣い、ハデスの元にヘラクレスを休ませて欲しいと頼みに向かう。しかしそれはハデスの罠で、ハデスに冥界の闘技場の封印を解くために利用されてしまった。
フィル（Phil）
登場作品：KH、COM、KH2、Days、coded、BbS、χ[chi]、Uχ、KH3
声：永井一郎 / ロバート・コスタンゾ
本名はピロクテテス。ヘラクレスを英雄に育て上げた伝説のコーチ。助言をよくくれるが、「答えは二言」と言いつつ二言ではないのが特徴的。『KH3』では一転して無口となっており、一言も台詞を発さない。
ゼウス（Zeus）
登場作品：KH3
声：若山弦蔵 / コーリー・バートン
天界の王であるヘラクレスの父。ラーバタイタンにより溶岩の柱にされ閉じ込められるが、ヘラクレスによって救出された後、タイタン族に雷の槍を放ち撤退させた。
ペガサス（Pegasus）
登場作品：KH2、KH3
ヘラクレスの相棒であるペガサス。
ハデス（Hades）
登場作品：KH、COM、KH2、coded、BbS、χ[chi]、Uχ、KH3、DR
声：嶋田久作 / ジェームズ・ウッズ
冥界を治める王で、ヴィランズの一員。オリンポスの王ゼウスと蹴落として、自らがオリンポスを支配しようと企み、ゼウスの息子ヘラクレスを執拗に狙っている。お喋りでカッとしやすい。激しく怒ると身体と髪の炎が赤くなる。マレフィセントと手を組み、『KH』ではクラウド、『KH2』ではアーロン、『BbS』ではテラを利用したりと、卑劣な策を張り巡らせるがいつも失敗に終わる。『KH』では本編中には対決せずハデスカップの10位のボスとして戦う為、ソラ達に退治されるか否かはプレイ次第である。
『DR』では死者の魂のみならず、他の世界の「消滅した者の心」も呼び出せる事が判明。ゼアノート達の頼み通り上級クラスメンバーの心を呼び出し、その代償として一人を冥界に残るように命じた。最後はバルドルとブラギが冥界の住人になったと判断した一行に反抗されるが、彼らが闇の回廊に飲まれたことで有耶無耶になる。
ペイン、パニック（Pain & Panic）
登場作品：KH2
冥界の闘技場を担当するハデスの手先。赤くて丸っこい方がペインで、青くて細い方がパニック。
ケルベロス（Cerberus）
登場作品：KH、KH2、coded、χ[chi]、Uχ、DR
3つの首を持つ巨大な猛獣で、ハデスの仕掛ける手先として登場。『KH』ではソラ達とクラウドの戦いに割って入り、全員を始末しようとする。クラウドを窮地に追いやるがヘラクレスに痛めつけられ、弱ったところをソラ達に倒される。『KH2』では冥界から脱出しようとするソラたちを追撃し、一人残ったアーロンを追い詰めるがソラが加勢したことによって二人に倒される。『coded』では地下迷宮レイヤー5のボスとして登場した。『χ[chi]』『Uχ』ではハデスによって嗾けられ、『DR』では冥界の番犬として登場した。
ロックタイタン（Rock Titan）
登場作品：KH、KH2、coded、KH3
岩の体をしたタイタン族。『KH』ではハデスカップの1位のボスとして君臨する。『KH2』では、オリンポスコロシアムのエピソード開始時にヘラクレスに空の彼方まで投げ飛ばされるだけの出番であった。『coded』では地下迷宮レイヤー15のボスとして登場した。『KH3』では、オリンポス山にて天界へ向かおうとするソラ達の前に立ちふさがる。
アイスタイタン（Ice Titan）
登場作品：KHFM、coded、KH3
氷の体をしたタイタン族。『KHFM』の追加ボスで、ゴールドマッチを選ぶと戦える。氷柱を飛ばす攻撃や地面を凍らせる攻撃を多く仕掛けてくる。『coded』では地下迷宮レイヤー30の最終ボスとして登場した。『KH3』では天界の頂にてラーバタイタンと共に襲い掛かってくる。
ラーバタイタン（Lava Titan）
登場作品：KH3
溶岩の体をしたタイタン族。自身の力でゼウスを溶岩の柱にして閉じ込めた。
トルネードタイタン（Tornado Titan）
登場作品：KH3
竜巻の体をしたタイタン族。ソラたちに敗れた後は撤退しようとしたが、ヘラクレスにより竜巻に巻き込まれた他のタイタン族ごと投げ飛ばされ爆散した。
アイスコロッソス（Ice Colossus）
登場作品：BbS
ハデスがアイスタイタンを基に作った偽者。アイスタイタンほどの力はなく、ハデスと共にアクアに敗れ去る。
ヒュドラ（Hydra）
登場作品：KH2
ハデスの仕掛ける手先として登場する、数多くの首を持つ怪物。ヘラクレスがメガラを助ける為にコロシアムを離れて冥界で戦っている隙に、コロシアムを壊滅させるほど暴れ回り、ヘラクレスの自信を喪失させる。フィル、メガラ、ペガサスと協力したソラ達に倒された。

### ムーラン
ムーラン（Mulan）
登場作品：KH2
声：すずきまゆみ / ミン・ナ
ザ・ランド・オブ・ドラゴンにおけるパーティメンバー。ピン（ムーランが男装した時の偽名）の時は頼りないが、ムーランの時の方が実力を発揮する。原作以上に周りから女性であることを見抜かれそうになる描写がある。
ムーシュー（Mushu）
登場作品：KH、COM、KH2
声：山寺宏一 / マーク・モーズリー
『KH』では自分の世界が崩壊してしまったが、強い心を持っていた為「召喚石」として残った。召喚されると3連射する火の玉で射撃を行う。『KH2』では『KH』でなかった実力を付け、自分の世界に訪れたソラ達と再会し、彼らと一緒にムーランの手助けをした。お調子者だが誤ってムーランが女であることを話したり、悪化する事態を自分のせいだと責めるなど原作より責任感の強い一面を見せている。
漫画版ではKH2編からの登場で、初登場時には前の戦いでソラ達と一緒に旅をしたと言い張るがソラ達の記憶には無く、KH編の単行本を見返しても載っておらず落胆する、というメタフィクション的なギャグになっている。
シャン（Shang）
登場作品：KH2
声：園岡新太郎 / B・D・ウォン
原作とほぼ同じ展開で登場。討伐隊に一時入隊したソラ達に任務を与える。
ヤオ、リン、チェン・ポー（Yao、Ling、Chien Po）
登場作品：KH2
声：小田豊 / ハーヴェイ・フィアスティン（ヤオ）、中尾隆聖 / ジェデ・ワタナベ（リン）、塩屋浩三 / ジェリー・トンド（チェン・ポー）
シャンが率いるフン族討伐隊の一員である、三人組。小柄の男がヤオ、細身の男がリン、巨漢の男がチェン・ポー。なお、ヤオは原作とは違い、一度だけムーランを女みたいだと疑った。
皇帝（Emperor）
登場作品：KH2
声：小林修 / パット・モリタ
ザ・ランド・オブ・ドラゴンを治める皇帝。威厳に満ちているが、掟を破りながら国を救ったムーランに国を代表して礼をするなど、柔軟性と良識的な一面もある。シャンのムーランに対する想いにも気付いており、促している。
シャン・ユー（Shan Yu）
登場作品：KH2
声：藤岡弘 / コーリー・バートン
ザ・ランド・オブ・ドラゴンの侵略を目論むフン族の長。残忍で邪悪な心を持ち、人の身でハートレスを使役している。雪山でムーランの機転によって倒されたはずだが生きており、皇帝を追い詰めたが、最終的にはムーランやソラ達に倒された。
漫画版ではハートレスを使役する闇の力をシグバールに与えられた事になっている。ソラ達に敗れて満足できる結果を残せなかった為、最終的にはシグバールにトドメを刺されて消滅した。

### ターザン
ターザン（Tarzan）
登場作品：KH
声：小杉十郎太 / トニー・ゴールドウィン
ディープジャングルにおけるパーティメンバー。ゴリラに育てられた人間の青年。ドナルドとの口論で、グミシップを不時着させて迷子になったソラと出会い、行動を共にする。
ジェーン（Jane）
登場作品：KH
声：すずきまゆみ / ナイア・ケリー
ジャングルの調査に来た女性。
カーチャック（Kerchak）
登場作品：KH
ゴリラの群れのボス。
ターク（Terk）
登場作品：KH
声：土居裕子 / オードリー・ワシレウスキー
ターザンの友達の雌のゴリラ。ドナルドに好意を持っている。
クレイトン（Clayton）
登場作品：KH
声：銀河万丈 / ブライアン・ブレスト
ジェーンと共にジャングルの調査に来たハンター。
ゴリラを捕獲しようと執念を燃やすが、この執念がハートレスを引き寄せる事になり、ハートレスに利用される。捕獲を邪魔するソラ達を狙うもハートレスの下敷きになり、命を落とす。
サボー（Sabor）
登場作品：KH
ジャングルに住む豹。ディープジャングルに着いたソラを襲うが、ターザンに阻止される。

### モンスターズ・インク
サリー（Sulley）
登場作品：KH3
声：石塚英彦 / クリストファー・スウィンドル
モンストロポリスにおけるパーティメンバー。かつては怖がらせ屋のナンバー1で、現在はモンスターズ・インクの社長を勤める心優しいモンスター。相棒のマイクと共にブーを守りながら人間の世界に返そうとする。ヴァニタスに襲われるが返り討ちを喰らわせ、そのままモンストロポリスから追い出す。
マイク（Mike）
登場作品：KH3
声：田中裕二 / カルロス・アラズラキ
モンストロポリスにおけるパーティメンバー。サリーの相棒でアシスタントでもあったモンスターズ・インクの笑わせ屋のナンバー1。本作でもコミカルなポジションが多い。
ブー（Boo）
登場作品：KH3
声：井上愛理 / メアリー・ギブス
人間界から来た女の子。サリーが大好きで「ニャンニャン」と呼んでいる。現在もサリーやマイクと交流を深めている。一つ目モンスターに変身したドナルドをマイクの仲間と間違えた。
ランドール（Randall）
登場作品：KH3
声：青山穣 / J.P.マヌー
サリーと同僚の怖がらせ屋でマイクとはモンスターズ・ユニバーシティ時代のルームメイトだった。体の色を周りのものと同化させて姿を消すのが得意。かつてウォーターヌースの部下として、暗躍してブーを誘拐しようと企んでいたが、サリーとマイクに捕まり人間の世界へ追放された。そして、再び戻って来てモンスターズ・インクを乗っ取り、サリーとマイクを追放しようとアンヴァースの力を悪用するも失敗に終わり、再び追放され、ソラによって扉そのものを消滅される。
CDA（子供検疫局）
登場作品：KH3
声：堀井真吾、三宅健太、稲葉実
アンヴァースによって火災が発生した工場の消火活動に参加する。

### リロ・アンド・スティッチ
スティッチ（Stitch） / 試作品626号（Experiment 626）
登場作品：KH2、BbS、KH3、KHMoM
声：山寺宏一 / クリス・サンダース
小柄だが性格は凶暴で、スーパーコンピューター並みの頭脳と怪力を持つ宇宙人。それ故に危険視され、ある宇宙船の拘束室に閉じ込められていたが、それを助けたテラが持つ「つながりのお守り」を手に取ってから、破壊本能しかなかった心に、次第に変化が起き始める。
その後逃走した626号は、独自の材料で「つながりのお守り」に似たモニュメントを作った。逃走中に、テラの親友であるアクア・ヴェントゥスと出会い、彼らに「絆」の意味を教えられる。また、ヴェンのお陰で脱出した彼だったが、操作していた船の加速装置（ハイパードライブ）を誤って起動してしまい、ヴェンの名を叫びながら、宇宙の彼方へ消えた。
それから約10年後の『KH2』では召還魔法として登場し、本編ではホロウバスティオンにある、賢者アンセムのコンピュータールームに現れた。アンセムのデータを調べる為、コンピューターに苦戦していたソラ達の前に現れ、キーボードの上で暴れた為に（正確には追いかけたドナルドもだが）、彼らがデータ世界に拘束される切っ掛けを作ってしまった。ホロウバスティオンで起きた大決戦にも参加しており、自前の光線銃でハートレスを華麗に倒していた。なお、彼がホロウバスティオンに居た理由や、名を得るまでに至った経緯や詳細は全て明かされていない。
『KH3』では、リンクコマンドの「プラズマエンカウンター」で呼び出せる仲間として登場する。
ジャンバ博士（Dr.Jumba）
登場作品：BbS
声：飯塚昭三 / デヴィッド・オグデン・スティアーズ
626号を違法ながら生み出した、自称「悪の天才科学者」。銀河宇宙連邦軍の防衛技術開発における第一人者であったが、違法な研究で凶悪な生物を作った為に、投獄された。
投獄されていたところをテラに助け出され、拘束室に捕らえられている626号の元へ向かう。その後、626号がテラによって友情という言葉に興味を示すが嫌悪感を示しており、テラ編ではこのワールドをクリアした後に彼に話しかけると、626号がおかしくなったのはテラのせいだと言って敬遠する会話を見られる。
ガントゥ（Gantu）
登場作品：BbS
声：石塚運昇 / ケビン・マイケル・リチャードソン
身長7メートルもある、銀河宇宙連邦軍の大尉。上官の前では礼儀正しいが、他の場面では偉そうにする。
626号とジャンバ博士がテラによって脱走した為、任務を頼まれていたが、密航者として捕らえたアクアに変更される。その後、議長に無断で626号とジャンバ博士、さらにアクアを始末しようとした為に、本編ではクビではなくパトロール隊員に降格されてしまう。
スパーキー（Sparky） / 試作品221号（Experiment 221）
登場作品：BbS
声：高木渉 / フランク・ウェルカー
ジャンバ博士に作り出されたエイリアンの一つで、スティッチの従兄弟に当たる。ジャンバ博士がテラに自らの力を示そうと呼び出すがテラに敗れる。
議長（Grand Councilwoman）
登場作品：BbS
声：谷育子 / ゾー・コールドウェル
銀河宇宙連邦の議長。規律に厳しい女性だが、事態によって対応を変えるなど、それなりの柔軟性を持つ。

### パイレーツ・オブ・カリビアン
ジャック・スパロウ（Jack Sparrow）
登場作品：KH2、KH3
声：平田広明 / ジェームズ・アーノルド・テイラー（KH2）→ジャレッド・バトラー（KH3）
ポートロイヤル、ザ・カリビアンにおけるパーティメンバー。ブラックパール号の元船長。周りに自分のことを「キャプテン」と付けて呼ばせるようにしている。原作でのクルーは登場せず、徒手空拳で海を渡り歩いている。
『KH2』では「ナイトメア・ビフォア・クリスマス」の主人公の「ジャック・スケリントン」の名前が被るため、メニュー画面などでは「スパロウ」と表記されているがジャック・スケリントンが登場しない『KH3』ではジャックに変更された。
ウィル・ターナー（Will Turner）
登場作品：KH2、KH3
声：平川大輔 / クリスピン・フリーマン
ポートロイヤルに住む鍛冶職人の青年。想いを寄せるエリザベスをバルボッサの一味に捕らえられ、ソラとジャック達と共にインターセプター号で追い掛ける。
エリザベス・スワン（Elizabeth Swann）
登場作品：KH2、KH3
声：弓場沙織 / エリザ・シュナイダー
総督の娘。自らの名前を「エリザベス・ターナー」と名乗ったことにより、呪いを解く為にターナーの血を求めるバルボッサら海賊に捕らえられる。
ヘクター・バルボッサ（Hector Barbossa）
登場作品：KH2、KH3
声：壤晴彦 / ブライアン・ジョージ
ジャックからブラックパール号を奪った船長。一味共々掛かった不死の呪いを解こうとしている。彼や彼の部下達は、月明かりを浴びた時の骸骨の姿でないと攻撃を加えることができない。
一度倒されたが『KH3』では原作と同じ経緯で復活し、現在はジャックの仲間として行動している。その為、ソラ達もこれには驚いていた。
ジョシャミー・ギブス（Joshamee Gibbs）
登場作品 : KH3
声：青森伸 / ケヴィン・マクナリー
ブラックパール号の航海士。
カトラー・ベケット（Cutler Beckett）
登場作品 : KH3
声：横島亘 / ミック・ウィンガート
東インド貿易会社の権力者。
ティア・ダルマ（Tia Dalma）
登場作品 : KH3
声：高乃麗 / レスリー・L・ミラー
預言者。
デイヴィ・ジョーンズ（Davy Jones）
登場作品 : KH3
声：大塚芳忠 / ロビン・アトキン・ダウンズ
幽霊船「フライング・ダッチマン号」の船長。

### ミッキー・ドナルド・グーフィーの三銃士
ビーグルボーイS、ビーグルボーイM、ビーグルボーイL（Beagle Boy S、Beagle Boy M、Beagle Boy L）
登場作品：3D
声：龍田直樹（S）、乃村健次（M）、立木文彦（L） / ジェフ・ベネット（S、L）、モーリス・ラマーシュ（M）
ピート隊長の部下でドジで間抜けな三人組。

### チキン・リトル
チキン・リトル（Chicken Little）
登場作品：KH2
声：山本圭子 / ザック・ブラフ
召喚キャラとして登場。連携技は画面がFPS風になり、敵にクラッカーを投げつける。

### レミーのおいしいレストラン
レミー（Rémy）
登場作品：KH3
料理が得意なネズミのシェフ。本作でスクルージが経営するレストランの凄腕シェフとして登場し、ソラ達に料理を振る舞う他、ソラを操り、料理もする。原作同様人間と会話できない為、台詞はないがスクルージは彼の言葉が分かる様子。周りから「リトルシェフ」と呼ばれる。

### 塔の上のラプンツェル
ラプンツェル（Rapunzel）
登場作品：KH3
声：中川翔子 / ケルシー・ランズダウン
キングダム・オブ・コロナにおけるパーティメンバー。塔に住んでいる少女。ゴーテルによって幽閉されていたがフリンやソラ達によって外に出ることができ、後に自身の出生の秘密（行方不明になったキングダム・オブ・コロナの王女その人）を知る。長い髪を操ることができ、戦闘でもそれを活かして戦いをすることができる。しかし最後は原作同様に髪を切られてしまうため、戦闘に参加しなくなる。
フリン・ライダー（Flynn Rider）
登場作品 : KH3
声：畠中洋 / ザッカリー・リーヴァイ
キングダム・オブ・コロナにおけるパーティメンバー。本名は「ユージーン・フィッツハーバート」だが子供の頃に読んだ物語の主人公の名を借りた盗賊。塔に住むラプンツェルと出会い、恋心が芽生える。
ゴーテル（Gothel）
登場作品 : KH3
声：剣幸 / ドナ・マーフィー
若く見えるが、実年齢は400歳以上の老婆。自身の若さを保つためにラプンツェルを誘拐し、母親のふりをして育てていた。しかし彼女に真相を知られ本性を現したが、フリンの機転によって魔法の力を失い、塔から転落する。原作ではそのまま灰となって死亡するが、本作ではマールーシャによってハートレス化させられてソラ達に襲い掛かる。上述のフロロー同様、目的のためなら殺人や脅迫などの犯罪を厭わず、同じく上述の王妃同様外見の美しさに異常なほど拘っている人物。
パスカル（Pascal）
登場作品：KH3
ラプンツェルと暮らす小さなカメレオン。
マキシマス（Maximus）
登場作品：KH3
城の警護隊長の白馬。

### シュガー・ラッシュ
レック・イット・ラルフ（Wreck-It Ralph）
登場作品：KH3、Uχ
アーケードゲーム「フィックス・イット・フェリックス」内で悪役として活動する心優しい大男。『KH3』ではリンクコマンドの「8bitボム」で呼び出せる仲間として登場するが、ソラ達と関わりを持った事は無く、何故呼び出せるのかは不明。
『Uχ』では『シュガー・ラッシュ』の世界が舞台となった為、ストーリーに関わる。当初は「フィックス・イット・フェリックス」の世界に現れたフラップ・バグ相手に戦っていたが、退治しに来たプレイヤーを「ターボ」しようとするゲームキャラと勘違いして襲い掛かる。撃退された後は原作同様にパーティーでの揉め事でヒーローのメダルを求めて「ヒーローズ・デューティ」の世界で騒動を起こした末に「シュガー・ラッシュ」の世界に迷い込み、ヴァネロペと出会う。この一連の行動から、一時はプレイヤーやチリシィに闇との関連性を疑われるも、期せずして行動を共にしたことで彼の本当の優しい人柄を知り、疑いは晴れた。また今作ではプレイヤーに「ターボ」について話している。
ヴァネロペ・フォン・シュウィーツ（Vanellope von Schweetz)
登場作品：Uχ
レースゲーム「シュガー・ラッシュ」に登場するレーサーの少女。体を構成するプログラムにしばしば青いノイズから正式なプレイヤーキャラではないと見做され、疎まれている。原作と異なり、当初のレースカー「リケティ・スプリット」はフラップ・バグに破壊される。ラルフとプレイヤーの協力で開発された「キャンディーカー」でレースの優勝を目指す。正体は「シュガー・ラッシュ」の主人公にしてプリンセス。
フィックス・イット・フェリックスJr（Fix-It Felix Jr.）
登場作品：Uχ
アーケードゲーム「フィックス・イット・フェリックス」の主人公で小柄な修理工。他のゲームに向かったラルフを追って「ヒーローズ・デューティ」や「シュガー・ラッシュ」の世界に移動する。その際にカルホーン軍曹や、時にはプレイヤーとも行動を共にし、原作同様カルホーン軍曹に一目惚れをした。
カルホーン軍曹（Sergeant Calhoun）
登場作品：Uχ
最新鋭のFPSゲーム「ヒーローズ・デューティ」の登場人物で、男勝りでタフな女軍人。変装して部下に紛れ込んだラルフの行動により、「シュガー・ラッシュ」の世界へ逃げ込んだサイ・バグを追う。原作通りフェリックスと行動を共にするが、彼女の過去やトラウマについては描かれず、『Uχ』作中ではフェリックスが置き去りにされた理由が不明瞭になっている。
キャンディ大王（King Candy） / ターボ（Turbo）
登場作品：Uχ
「シュガー・ラッシュ」の世界を治める王様にして、最強レーサー。ヴァネロペを欠陥プログラムとしてレースから締め出している。突然現れたハートレスを倒したプレイヤーに礼を言い、ヴァネロペと友達だという彼（彼女）にヴァネロペの保護（という名目のレース参加阻止）を依頼する。その正体はかつて自分のゲームを放棄して他のゲームを乗っ取ろうとした結果、双方のゲームの撤去を引き起こしたゲームキャラの「ターボ」。本作では原作の行動に加え、ハートレスをも手駒とするようにゲームの改竄を行っており、「シュガー・ラッシュ」での真のハートレス出現の元凶でもある。終盤は原作同様本性を現し、サイ・バグと融合し、プレイヤーを別の世界から来たことに気づき、仲間に入れようとするも断られ、サイ・バグ共々消滅する。

### アナと雪の女王
エルサ（Elsa）
登場作品：KH3
声：松たか子 / イディナ・メンゼル
雪を操るアレンデールの王位後継者。アナの姉。誰かを傷つけたくない思いから城を飛び出し、その途中でソラ達に出会う。以前のリク同様、人見知りで誰かを遠ざけるきらいがある。本家で歌った「Let It Go ~ありのままで~」は本作でも披露している。
アナ（Anna）
登場作品：KH3
声：神田沙也加 / クリスティン・ベル
エルサの妹。喧嘩して城を出た姉を探している。姉への不信感から彼女に対する愚痴を漏らすが、2人にかつての自分とリクの面影を見たソラに説得される。幼い頃、エルサが誤ってかけてしまった魔法が進行してしまうが、エルサのアナを思う気持ちにより、元に戻った。
クリストフ（Kristoff）
登場作品：KH3
声：原慎一郎 / ジョナサン・グロフ
山男。相棒のスヴェンと共に旅をしている。エルサを探すアナと行動を共にする。アナとの関係はドナルド曰く「僕とデイジー程じゃないけどいいカップル」と評されている。
スヴェン（Sven）
登場時期：KH3
クリストフの相棒のトナカイ。人懐っこい性格でニンジンが大好物。言葉は話せないが、クリストフは彼の言葉を理解しており、彼に代わって通訳することもある。
オラフ（Olaf）
登場作品：KH3
声：ピエール瀧（KH3：初代）→武内駿輔（KH3：2代目） / ジョシュ・ギャッド
夏に憧れる陽気な雪だるま。エルサに命を与えられた。体はバラバラになっても自分の意思で動くことができる。
マシュマロウ（Marshmallow）
登場作品：KH3
声：藤原貴弘 / ポール・ブリッグス
アレンデールにおけるパーティメンバー。エルサによって生み出された巨大な雪男。最初はソラ達をエルサに危害を加える者とみなし対峙するが、再会後はエルサを救いたいことから利害が一致し、共に行動する。
ハンス（Hans）
登場作品：KH3
サザンアイルズ王国の王子。アナの婚約者だったが、その実態は彼女とエルサを暗殺してアレンデールを支配するのが目的だった。本作ではその邪悪な野心からハートレスとなっている。登場から間もなくハートレス化するため台詞は無く、その素性についてもストーリー中には語られない。

### ベイマックス
ベイマックス（Baymax）
登場作品：KH3
声：川島得愛 / スコット・アドシット
サンフランソウキョウにおけるパーティメンバー。ヒロの兄・タダシに作られたロボット。正確には原作ラストシーンで新たにヒロが開発した二代目ベイマックスであり、異世界の彼方に消えた初代ベイマックスの人格データを二代目ボディに移植したもの。相手を癒す力を持つ。その巨体で相手の攻撃を受け止めるのが得意。
ヒロ・ハマダ（Hiro Hamada）
登場作品：KH3
声：本城雄太郎 / ライアン・ポッター
サンフランソウキョウのロボット工学の天才少年で、サンフランソウキョウの平和を守る「ビッグ・ヒーロー6」のリーダー。兄を亡くしている。
フレッド（Fred）
登場作品：KH3
声：新田英人 / T・J・ミラー
ハマダの友人で「ビッグ・ヒーロー6」のメンバー。金持ちで父の影響のために怪獣やSFが大好きで、怪獣の着ぐるみを着て敵と戦う。
ゴー・ゴー（Go Go）
登場作品：KH3
声：浅野真澄 / ジェイミー・チャン
ハマダの友人で「ビッグ・ヒーロー6」のメンバー。抜群の運動神経の持ち主で、戦闘でも得意の運動能力で敵を一掃させる。
ワサビ（Wasabi）
登場作品：KH3
声：武田幸史 / カリー・ペイトン
ハマダの友人で「ビッグ・ヒーロー6」のメンバー。大柄の割に気弱で潔癖症。戦闘ではその巨体を生かした怪力で戦う。
ハニー・レモン（Honey Lemon）
登場作品：KH3
声：山根舞 / ジェネシス・ロドリゲス
ハマダの友人で「ビッグ・ヒーロー6」のメンバー。明るい性格で美術関係が大好き。戦闘ではその芸術のセンスを生かした戦法を得意とする。
ダークベイマックス（Dark Baymax）
登場作品：KH3
ベイマックスと瓜二つの姿をした闇に浸食されたロボット。その正体はかつてヒロを救う為、異世界の彼方へと消えていったはずの初代ベイマックス（正確にはベイマックスのオリジナルボディで、オリジナルの人格の方は、二代目のボディに移している）。本来の人格である医療データのチップは既に二代目に移植されており、残っているのはヒロの復讐心の象徴であった戦闘データのチップである。ダーク・リクによって異世界から拾われ、彼がダークキューブによって人の感情をデータ化し、戦闘データチップに不完全な心を宿したことで兵器としてソラ達を襲う。最終的には「人を傷つけるベイマックスなんて兄さんも望まない」というヒロの思いを汲み取ったソラ達に敗北し、戦闘データのチップを破壊された。その後、ヒロによって修理され、オリジナルと同じように優しい人格を宿したもう1体のベイマックスとして復活した。